# 機界戰隊全開者
《機界戰隊全開者》是由日本東映製作的《超級戰隊系列》第45部特攝作品，於2021年（令和3年）3月7日至2022年2月27日期間每週日上午9時30分在朝日電視台首播。

## 作品特色
- 為令和時代兼2020年代的第二部《超級戰隊系列》電視劇集作品，同時為該系列第45部紀念作品[5][6]，亦因為是紀念作，所以是繼《海賊戰隊豪快者》之後，睽違10年再次出現使用歷代戰隊力量所產生的道具，不過不同的是《海賊戰隊豪快者》可變身成歷代戰隊的戰士，本作只是借用歷代戰隊的能力或特性。
- 由曾參與多數《平成假面騎士系列》作品（包括《假面騎士ZI-O》）製作的白倉伸一郎擔任本作總製作人，為繼《獸電戰隊強龍者BRAVE》後第二次擔任的超級戰隊作品。
  - 在製作上，為確保與《假面騎士系列》有截然不同而具備獨創性的效果，兼適逢《假面騎士系列》誕生50周年，故指名曾監製過多數新平成時期《假面騎士系列》作品的中澤祥次郎擔任本作主要監製，和於《Healin' Good ♥ 光之美少女》擔任劇本統籌的香村純子負責本作主要編劇，兩人皆為參與過不少《超級戰隊系列》的崗位，是次組合在系列製作上成為新嘗試。
- 自最初系列作《祕密戰隊五連者》以來，迎來《超級戰隊系列》第22位的男性黃色戰士，同時這是2020年代第二位的男性黃色戰士。
- 繼《超力戰隊王連者》、《百獸戰隊牙吠連者》、《轟轟戰隊冒險者》、《海賊戰隊豪快者》及《動物戰隊獸王者》後，東映第六部紀念超級戰隊誕生的電視劇集作品[7]。
  - 正因紀念作的關係，使得本作成員變身後的造型均以過去的戰隊成員（人類）或合體機械人（機械人）為藍本。
  - 唱名亦非常直接：「XXパワー」（Power）[8]。
  - 邀請到曾為《騎士龍戰隊龍裝者》主題曲作曲的音樂家園田健太郎，擔任本作主題曲的作曲及編曲，演唱者邀請曾在1997年的《超人力霸王系列》作品《超人力霸王帝納》中飾演主角帝納的變身者飛鳥真的鶴野剛士。
  - 邀請到當年曾為《秘密戰隊五連者》主題曲作曲及編曲的音樂家渡邊宙明，擔任本作首支插曲的作曲，並邀請曾為同一作品演唱主題曲的佐佐木功與堀江美都子兩位歌手獻唱該首插曲（另外兩位歌手的名字則用於本作重要配角 - 五色田博士夫婦的名字上）。
- 唱名首次因應各種不同的情況而會經常性改變[9]。
- 繼《海賊戰隊豪快者》及《手裏劍戰隊忍忍者》後，第三次出現追加戰士所屬的專屬強化型態。
- 首支紅色戰士非第一主角的戰隊，更是首次紅色和黃色戰士呈現非人類形態的戰隊[10]。
- 繼《特命戰隊Go Busters》後，睽違9年後再次以「機械」作為主題的戰隊，亦是首次以「齒輪」作為著墨最多的主題。
- 繼《魔法戰隊魔法連者》後，睽違16年後再次以粉紅色戰士唱名為魔法之代號，暨出現機組由戰士本身進行變身而成。
- 繼《JAKQ電擊隊》、《忍者戰隊隱連者》及《宇宙戰隊九連者》[11]之後，第四次以白色戰士作為隊長[12][13]。
- 繼《JAKQ電擊隊》、《戰鬥狂熱 J》、《太陽戰隊太陽火神》、《電擊戰隊變化人》、《恐龍戰隊獸連者》、《五星戰隊大連者》、《烈車戰隊特急者》、《動物戰隊獸王者》及《警察戰隊巡邏連者》後，第十次不使用顏色作為代號[14]
- 初期主要合體機械人是繼《太陽戰隊太陽火神》、《超電子生化人》及《電磁戰隊百萬連者》後第四次只採用兩部機組進行合體，更加是《超級戰隊系列》史上首次採用「左右合體」方式進行合體[15]。
- 繼《忍者戰隊隱連者》[16]、《超力戰隊王連者》[17]、《星獸戰隊銀河人》[18]、《魔法戰隊魔法連者》、《轟轟戰隊冒險者》[19]及《天裝戰隊護星者》[20]後，再次出現可自行化身成巨大化機組的戰士。
- 繼《百獸戰隊牙吠連者》後，睽違20年後再次以黃色戰士唱名為牙吠之代號，暨再次以白色戰士設定為最年輕的初期成員。
- 繼《爆龍戰隊暴連者》、《炎神戰隊轟音者》、《侍戰隊真劍者》、《海賊戰隊豪快者》及《動物戰隊獸王者》後，第六次出現無司令官設定[21]。
- 繼《宇宙戰隊九連者》後，睽違不足4年後再次出現成年的白色男性戰士，同時這也是首次在初期登場的白色男性戰士。
- 繼《電擊戰隊變化人》、《魔法戰隊魔法連者》及《手裏劍戰隊忍忍者》後，第四次在初期同時出現白色及粉紅色戰士。
- 繼《魔法戰隊魔法連者》、《獸拳戰隊激氣連者》、《獸電戰隊強龍者》、《烈車戰隊特急者》、《動物戰隊獸王者》、《宇宙戰隊九連者》及《騎士龍戰隊龍裝者》後，第八次出現紫色戰士，亦是繼魔法連者和龍裝者後，再次將其定義為反派戰士，而且亦再次在故事後期改邪歸正。
- 繼《魔法戰隊魔法連者》、《轟轟戰隊冒險者》、《炎神戰隊轟音者》、《侍戰隊真劍者》、《特命戰隊Go Busters》、《獸電戰隊強龍者》、《手裏劍戰隊忍忍者》、《宇宙戰隊九連者》、《警察戰隊巡邏連者》及《騎士龍戰隊龍裝者》後，第11次出現正式的男性金色戰士，同時也是首次以「海賊」為造形的金色戰士[22]，此外也是首次使用歷代戰隊力量來轉換形態的金色追加戰士[23]。
- 繼《特搜戰隊刑事連者》和《炎神戰隊轟音者》后，第三次出現女性銀色戰士，同時也是繼《海賊戰隊豪快者》后，第二次以「海賊」為造形的銀色戰士[24]。
- 繼《超新星閃光人》、《光戰隊覆面人》、《恐龍戰隊獸連者》、《五星戰隊大連者》、《忍者戰隊隱連者》、《星獸戰隊銀河人》、《未來戰隊時間連者》[25]、《天裝戰隊護星者》、《動物戰隊獸王者》、《宇宙戰隊九連者》及《騎士龍戰隊龍裝者》後，第十二次初期成員的角色名不設姓氏[26][27]。
- 繼《炎神戰隊轟音者》、《動物戰隊獸王者》及《宇宙戰隊九連者》後，第四次採用多重平行世界為劇情主題[28]。
- 繼《海賊戰隊豪快者》後，再次設定紅色戰士為最年長的初期成員。
- 繼《宇宙戰隊九連者》後，睽違4年後再次出現藍色與粉紅色戰士非人類形態，暨兩者再次由聲優擔任[29][30]。
- 繼《動物戰隊獸王者》及《宇宙戰隊九連者》後，第三次由人類與非人類組成初期成員的戰隊，同時也是繼《動物戰隊獸王者》後第二次初期成員中僅一位戰士為人類的戰隊[31][32][33][34]。
- 繼前作《魔進戰隊煌輝者》後再次劇場版先行本篇上映。
- 繼《快盜戰隊魯邦連者VS警察戰隊巡邏連者》和《連續4週特別篇 超級戰隊最強對戰！！》後，超級戰隊電視劇再次沒有常規片尾曲。
- 片頭曲是《超級戰隊系列》史上首次有舞蹈演出[35]。
- 繼《動物戰隊獸王者》後，睽違5年後再次讀出每集標題。
- 每集標題的末端都一定會出感嘆號（！）[36]，作為激昂的特徵[37]。
- 繼《魔進戰隊煌輝者》後第二次在頭4話出現2臺獨立的合體機器人一起作戰[38]，身體還能隨著不同的情況互換。
- 繼《秘密戰隊五連者》、《JAKQ電擊隊》、《戰鬥狂熱 J》、《未來戰隊時間連者》、《特命戰隊Go Busters》及《快盜戰隊魯邦連者》後，第七支初期出現非黑色眼罩的戰隊[39]。
- 戰士成員代號採用兩個不同的規範，初期成員及非人類成員一律以「全界—」（ゼンカイ—）作為代號字頭，而人類成員一律以「—凱撒」（—カイザー）作為代號字尾（番外篇的全開紅和舞台劇的痛快芙琳特除外）。
- 繼《未来戰隊時間連者》、《魔法戰隊魔法連者》、《天裝戰隊護星者》、《海賊戰隊豪快者》、《手裏劍戰隊忍忍者》、《宇宙戰隊九連者》及《快盜戰隊魯邦連者VS警察戰隊巡邏連者》後再次在劇中出現在同一組合之下擁有多於一種機器人形態的巨大機器人[40]。
- 首次有SD機械人的角色出場[41]。
- 繼《獸電戰隊強龍者》後，睽違8年後再次出現變身前跳舞的戰士。
- 繼《快盜戰隊魯邦連者VS警察戰隊巡邏連者》[42]和前作《魔進戰隊煌輝者》[43]後，第三次有主要相關協助者由曾聲演《光之美少女系列》正規戰士的聲優擔任[44]。
- 隨著「超級全開凱撒」和「超級痛快凱撒」的問世，可以說是「超級戰隊史上第一支初期成員及追加成員都能夠自行巨大化的戰隊」[45][46][47]。
- 與《超級機器人大戰系列》的手機遊戲《超級機器人大戰DD》進行跨界合作，推出合作劇情，成為繼《恐龍戰隊獸連者》及《海賊戰隊豪快者》後第三部加盟《超級機器人大戰系列》的超級戰隊作品[48]。
- 巨大化怪人首次透過巨大化雜兵變身而成。因為以庫達伊特斯特作為主體，所以巨大化怪人集合了等身化怪人和庫達伊特斯特為特徵。
- 繼《五星戰隊大連者》、《忍者戰隊隱連者》、《超力戰隊王連者》、《激走戰隊車連者》、《電磁戰隊百萬連者》、《未來戰隊時間連者》、《爆龍戰隊暴連者》、《魔法戰隊魔法連者》、《炎神戰隊轟音者》、《侍戰隊真劍者》、《特命戰隊Go Busters》、《手裏劍戰隊忍忍者》、《動物戰隊獸王者》、《宇宙戰隊九連者》、《快盜戰隊魯邦連者VS警察戰隊巡邏連者》和《騎士龍戰隊龍裝者》後再次出現由紅戰士專屬的戰鬥機器人，以及繼《魔法戰隊魔法連者》後紅戰士第二次可自行巨大化成為機器人機組。
- 題外話：
  - 本來第23界的劇情是打算讓介人與侏蘭在深夜於澡堂泡澡進行談心的，但因澡堂題材與《假面騎士系列》作品《假面騎士REVICE》有關，而把劇情變換成兩人在拉麵攤邊吃拉麵邊談心。
  - 而第25界的劇情為前24集的總集篇，為繼前作《魔進戰隊煌輝者》後再次出現總集篇[49]。
- 由於恰逢2020年東京奧運會以及本作和《假面騎士聖刃》的聯動劇場版的宣傳，本作於7月18日播放合體影像紀念特別篇，至7月25日停播，直到8月才復播，是繼《宇宙戰隊九連者》相隔四年後，TV篇再次和假面騎士劇情連動。
- 電視劇情與下一部系列作品《暴太郎戰隊DON BROTHERS》有所連動，當中包括該作的紅戰士於本作第42界先行登場，以及該作的紅戰士機組能夠與本作的紅戰士機組在電視劇中進行合體，除了是超級戰隊史上首創之外，這跡象也顯示出超級戰隊的製作單位有意趨向新的轉型風格，就是很大設計概念與過去作品不同，其目的是逐漸擺脫舊窠臼[50]。
- 繼《未來戰隊時間連者》、《忍風戰隊破裏劍者》、《魔法戰隊魔法連者》、《侍戰隊真劍者》、《手裏劍戰隊忍忍者》、《宇宙戰隊九連者》、《快盜戰隊魯邦連者VS警察戰隊巡邏連者》和《騎士龍戰隊龍裝者》後再次出現一名以上的紅色戰士成員。
- 繼《轟轟戰隊冒險者》及《天裝戰隊護星者》後再次出現於最終話前被消滅的惡役組織。
- 最終回時標題及集數在《超級戰隊系列》史上首次放在片尾。

## 故事總覽
- 超級戰隊系列45部紀念作『全力全開』，2021年超級戰隊系列超創新的製作，1人的『人間體』英雄，4人的『機器人』英雄，守護世界的和平，最強的5人誕生了。
- 自1975年開始放送的『秘密戰隊五連者』，直至現在的『機界戰隊全開者』長達46年是部值得紀念的作品，使用了前所未有的新穎性和結合了所有超級戰隊的世界觀，『全力全開』的英雄面對巨大的惡勢力，為了保護這個世界而戰。
- 其中的『人間體英雄』，率先站起來保護世界免於邪惡的侵略『全開凱撒』取自於初作『秘密戰隊五連者』的『赤連者』（1975）。接下來的4位『機器人英雄』中，『全開恐龍』是取自於第16作『恐龍戰隊獸連者』的大型機器人『大獸神』（1992），『全開牙吠』是取自於第25作『百獸戰隊牙吠連者』的精靈之王『牙吠王』（2001），『全開魔法』是取自於第29作『魔法戰隊魔法連者』的魔神之王『魔法王』（2005），『全開冒險』是取自於第30作『轟轟戰隊冒險者』的巨大機器人『大冒險』（2006），匯集了歷代超級戰隊機器人的力量的『機器人英雄』誕生。
- 本作的其一亮點是『機器人英雄』（機器人形式），『機器人英雄』本身可自行巨大化與巨大的敵人戰鬥，機器人英雄甚至可以與真人大小的敵人作戰，出乎了超級戰隊以往的設定，『機器人英雄』將在巨大的戰鬥中大活躍，從未出現的嶄新的超級戰隊登場。
- 本作的變身道具是使用『齒輪機關槍』變身成守護世界的『全開者』，此物品是不可缺少的，用於地面戰鬥與大型戰鬥的轉換和攻擊，另外，用於凝聚力量的『戰隊齒輪』是非常重要的道具，這些道具在戰鬥中的效果發揮如何盡情期待，而其中的1位『人間體英雄』心中所燃燒的正義之心將帶領4位『機器人英雄』保護這個世界而戰，『全力全開』的革新超級戰隊『機界戰隊全開者』。

## 故事概要
事情發生的非常突然，所有超級戰隊的世界，以及『機界機器人』的世界『機械托比亞』，通通遭到『機械托比亞王朝托吉鐵克）』使用封閉齒輪一一收入囊中。
僅剩餘最後的平行世界，但因意外導致『機械托比亞』與『這個世界』開始融合。1個月後，『機械托比亞王朝托吉鐵克』遲遲無法將這個世界封進齒輪，所以決定改用侵略的方式佔領，而與人類所在世界融合的『機界機器人』遇到1名人類『五色田介人』，共同合作阻擋『機械托比亞王朝托吉鐵克』的侵略。
『五色田介人』使用雙親製作的秘密道具『齒輪機關槍』和雙親所發現的平行時空裡的超級戰隊，利用各超級戰隊的力量所製作出的『戰隊齒輪』進行戰鬥。
充滿正義之心的1名『人類』與4名『機界機器人』變身成『全開者』一同對抗『機械托比亞王朝托吉鐵克』，前所未有的超級戰隊就此拉開序幕。

## 登場角色
本作超級戰隊設計最大亮點是有強烈突破過去歷代超級戰隊作品服裝風格與成員搭配的創意存在，它不同以往的是安排一位成員是有不穿皮套演出，即主角人間體英雄五色田介人，這次作品僅限該演員會以真實面貌演出外，其餘四位則全場皆以穿戴不同造型皮套演出。跳脫出過去戰隊作品一次安排3~5人的年輕演員擔綱演出（全部都有真實面貌演出）而且是1人1色的公式，實為超級戰隊史上整體類型結構最具創新的一部作品。
本作在主角造型上還可以看到超級戰隊過去作品融合的元素存在，當五色田介人變身後的頭盔造型以1975年赤連者，白衣為底的服裝則是以1977年Big One作設計，可以從造型上觀察出製作單位將這位人間體英雄1人塑造成總合5人角色的含意（主角的服裝造型以白色為基底，但是身上可以看到以紅、黃、綠、藍、粉紅作為裝飾）。
與過去作品相較，這次戰隊演員服裝造型也可以說各具特色、美觀性相當強，並且四位機械人英雄變身前造型在顏色搭配上依然有遵循著共通顏色搭配的模式：侏羅變身前造型是紅色搭配灰色；加昂是黃色搭配灰色；瑪芝露是粉紅色搭配灰色；布鲁恩是藍色搭配灰色。
可以說本作是歷代作品中創新度最高的戰隊，雖然過去作品中也有試圖突破超級戰隊服裝造型窠臼的嘗試，如：《戰鬥狂熱 J》，但是原則上大多數作品依然維持戰隊人員造型是採用以賽車服為藍本、然後依造各成員的代表顏色與圖騰而設計成戰隊特色的服裝模式。

### 機界戰隊全開者
五色田 介人／ 全開凱撒
演：駒木根葵汰／上野山夢輝（童年）
「秘密力量」，想成為任何領域的『人類最初（No.1）』，自稱『從零到一的男人』。
通常是個天真快樂的笨蛋，但一旦戳中他的開關，就會成為頭腦發熱的熱血笨蛋，他把每個人都看做自己的朋友，但時常會偏執地不顧別人的感受，無論何時都以『全力全開』的精神面對一切。
第1界時因為機界托比亞的出現而高興，但托吉鐵克的殘虐行為讓他發誓要阻止這一切，隨後在甦醒的小赤的指導下藉由父母所研發的齒輪機關槍及戰隊齒輪，與初次相遇但合得來的侏蘭一同擊退托吉鐵克的侵略。
第2界時在小赤的催促下到處找尋新夥伴加入對抗托吉鐵克的行列，卻是失敗的結果，這時意外遇見只想和介人成為朋友的牙昂，因此向對方提出成為夥伴的請求，但被拒絕，之後因為托吉鐵克的詭計，而使牙昂自願加入。
第3界時雖然因瑪吉納的占卜疲於奔命，但也獲得相對的快樂，因此在牙昂懷疑瑪吉納的占卜能力準確性時，以鼓勵的話語激勵瑪吉納，也因此讓瑪吉納提起勇氣加入。
第4界在與拳擊惡徒戰鬥時意外遇見被追殺的布鲁恩，將其解救，之後更是為充滿好奇心的布鲁恩解答各種困惑，因而讓布鲁恩最後下定決心加入。
第18界時因為全開者的人都陷入戀愛卻苦無對策而感到苦惱。後來因受戀愛惡徒影響，導致與製作了聖代的祖母八手的關係變得曖昧，後來由於戀愛惡徒以其力量改變了戀愛的程度而在聖代融化時莫名悲傷。
第20界時為了引誘彥星惡徒出現而進行女性裝扮。
第21界被複製惡徒製造出冒牌貨，還和冒牌佐克斯一起作亂，結果差點被警察逮捕，過後知道是複製惡徒的鬼主意後，和真正的佐克斯一起打垮兩個冒牌貨和複製惡徒。
第48界在打败机械托比亚首领波可瓦乌多后，封闭齿轮飘了出去，后来被神附身，除介人的世界外，将其余的平行世界封了起来。
最終界時神抹除介人曾經與機界機器人交流的記憶，但還是被介人想起一切，之後神與介人以意識交流，過程中兩人以決鬥的方式來決定是否解放其他世界，打到最後反而以猜拳決出勝負，此時介人因猜拳獲勝的關係，讓神願意解放其他世界，最後介人利用全力全開加農砲擊破位塔頂的封閉齒輪，成功解放全平行世界。
結局時介人與朱蘭等人踏上巡迴各戰隊平行世界的旅程。
巨大戰了結敵人之後的台詞為：「世界痊癒！萬事大吉！（日語：世界全快！オールオッケー！）」
朱蘭／ 全開恐龍
聲：淺沼晉太郎
「恐龍力量」，機械生命體變身者。第1界正式登場。
實際上是隊伍裡年紀最大的成員，自認為是一個冷靜矜持的大叔，但實際上他是一個非常討人嫌的頑固機界機器人。非常怕熱，體汗很多。
儘管他是『機械生命體』，但是實際上他並不擅長技術問題，屬於頭腦肌肉派，他很重視友情，跟介人很快就意氣相合！非常喜歡聚會，並成為大家關注的焦點。
第1界時得知他對於托吉鐵克的統治相當不滿，甚至在托吉鐵克侵略時挺身對抗，所以在初次相遇卻意外合得來的介人提出邀請時，二話不說的加入對抗托吉鐵克的行列。
第2界時向介人訴說如果不打倒托吉鐵克的話，就會像機械托比亞一樣遭到殘忍的統治。
第3界中得知與是瑪吉納舊識，即使瑪吉納在占卜方面經常失敗亦經常鼓勵其。
第5界中得知已無家人，所以希望介人能與父母再相聚。
第12界時曾受蝸牛惡徒影響而導致速度變得很慢，至幾乎靜止的狀態。
第17界時因受透明惡徒影響，導致自己身體變成透明。
第18界時在對付戀愛惡徒期間被其打敗。但同時因把牙昂壓住，加上受戀愛惡徒影響下，而與牙昂發展成情侶關係。後來由於戀愛惡徒以其力量改變了戀愛的程度而被認定牙昂偏幫介人下與其吵架。
第20界時為了引誘彥星惡徒出現而進行女性裝扮。
由於其原型是恐龍，而恐龍是冷血動物，所以在第42界中外面環境很冷的時候只有其不會覺得冷。當被爐惡徒對眾人射出被爐光線後所有人都覺得和暖，只有其覺得非常熱，亦只有其能憑自己意志逃出被爐惡徒所設下的被爐陷阱。
加昂／ 全開牙吠
聲：梶裕貴
「百獸力量」，機械生命體變身者。第1界短暫登場，第2界正式登場。
平和的天然系機界機器人，認為人類只是大自然中動物的一種。
因為在機界托比亞經常被其他機械人欺負，以致對同類的機械生命體態度冷淡，加入初期更因為對其他機械生命體成員態度冷淡，與侏蘭發生多次口角。專長是烹飪，很勤快地為介人做飯，經常我行我素的類型。
第2界一開始對戰鬥之類的沒有意願，生活的目的只是想接觸對他來說軟綿綿、有感情的生物，直到看到因蘑菇惡徒的毒蘑菇孢子而受到傷害的人類及生物，憤而加入對抗托吉鐵克的行列。該集最後作自我介紹時對八手非常熱情，但對小赤時只是草草說了自己的名字就把其丟給侏蘭。
第18界時在被打敗的侏蘭壓住以及受戀愛惡徒影響下，而與侏蘭發展成情侶關係。後來由於戀愛惡徒以其力量改變了戀愛的程度認定侏蘭偏幫介人下心生嫉妒。
第20界時為了引誘彥星惡徒出現而進行女性裝扮。
瑪芝露／ 全開魔法
聲：宮本侑芽
「魔法力量」，機械生命體中唯一的女性變身者。第1－2界短暫登場，第3界正式登場。小時候在機界托比亞，與侏蘭為鄰居，因為侏蘭遨請她與其他小朋友一起玩耍，從而與他開始熟稔起來。
自稱『容易害羞』，但是實際上有時候相當無恥。
喜歡魔法、神秘而又非科學的東西，對喜歡的實物極度著迷彷彿像御宅族一般。經常以水晶球占卜，但幾乎沒一次成功預測結果。
作為機械生命體，對人類視為『幻想』，並對其有著難以置信的興趣，相比起布鲁恩，屬於那種不喜歡清潔的類型。
第1界時被記者訪問與人類生活的感想時，神情相當緊張。
第2界時幫忙占卜時遇到托吉鐵克侵略，看到人類因毒蘑菇孢子痛苦時，神情相當慌張。
第3界開頭時在介人等戰鬥時因為結冰滑倒其面前而與侏蘭重逢。之後因為想令自己變得外向，再加上無法容忍托吉鐵克派惡徒把介人的世界凍結而成為全開者，並在戰鬥途中得知自己能使用魔法。
第12界時曾受蝸牛惡徒影響而導致速度變得很慢，至幾乎靜止的狀態。
第18界時本來打算安慰因渴望談戀愛而感苦惱的芙琳特，但因她受戀愛惡徒影響，而被芙琳特主動告白下相戀。後來由於戀愛惡徒以其力量改變了戀愛的程度而被芙琳特嫌棄。
布魯恩／ 全開冒險
聲：佐藤拓也
「轟轟力量」，機械生命體變身者。第1－3界短暫登場，第4界正式登場。
嚴肅的『學級委員長』型角色，熱愛學習但没有機會去接受過正規教育，所以有很多不知道的事情和很多的感興趣的事情。對熱衷的事情，總會在話語中加上「轟轟的」形容自己有多麼興奮。
很喜歡清潔，這也是專長之一，會經常愛上别人，對任何事物有極強好奇心，但也因此會讓其他成員感到煩厭、介人一行到不同世界尋找失蹤母親時，也因為不想希魯因對不同世界過份好奇而忘記有任務在身，所以多數只讓他留在地球。雖然變形是車輪，走路卻經常無故跌倒。
唯一變身後是卡車、而非生物的成員，變身後上下半身可隨意分離，可飛出上半身作旋轉攻擊、或上下半身直接分體迴避攻擊。
第1界得知為托吉鐵克所僱用的清潔工，但因為聽到波可瓦烏斯等人的對話順口詢問原因而被伊吉魯迪以電擊處罰。
第2界在清潔時聽到波可瓦烏斯等人的對話，而再次順口詢問，卻被巴拉希塔拉以飛彈掃射攻擊。
第2和第3界結尾因為全開者們擊敗惡徒而分別見證蘑菇和冰塊托比亞的解放。
第4界時，因告訴伊吉魯迪關於封閉齒輪內的世界被解放的事而被伊吉魯迪派手下追殺，在被追殺的途中遇見與拳擊惡徒對戰的介人等人，之後因在介人身旁能得知更多的知識，而選擇與只會把他當成勞動力的托吉鐵克正式決裂，並向介人請求加入對抗托吉鐵克的行列，後在結尾時向眾人表示曾在伊吉魯迪的研究室內聽到介人雙親的名字。
第18界時因受戀愛惡徒影響，在了解初森花戀期間愛上了她。後來在戀愛惡徒改變了戀愛的程度下，誤以為花戀曾與介人拍拖，加上明白到自己最重要的人是介人等的同伴，而主動向她忍痛割愛。
第20界時為了引誘彥星惡徒出現而進行女性裝扮。
佐克斯·戈爾德茨卡／ 痛快凱撒
演：增子敦貴
「海賊力量」，海賊托比亞出身、世代皆為海賊的「戈爾德茨卡家族」現任當家，自稱為全世界唯一的『世界海賊』，於第8界登場。
第8界時幫助全開者對抗斯泰西，並把斯泰西持有的暗黑戰隊齒輪全數破壞。
因卡塔那和力奇受到SD托比亞的詛咒而由人類變成如今的SD機械人模樣，所以和同樣與托吉鐵克為敵的介人一行人不同，其目的並非拯救介人的世界，只是希望解放SD托比亞，令其兩個弟弟回復原狀。
第12界時曾受蝸牛惡徒影響而導致速度變得很慢，至幾乎靜止的狀態。
第15界時因受復古惡徒影響，不但衣着變得復古，而且變身用的齒輪舵輪槍也變為木製而一度無法變身。
第18界時因受戀愛惡徒影響，本來打算支援全開者的他在變身期間被某機界機械人壓低並向其動心而相戀，後來由於戀愛惡徒以其力量改變了戀愛的程度下與那位機界機械人狠斬情絲而遭其掌摑一記耳光。
《假面騎士聖刃》特別章追擊織女惡徒而來到了《假面騎士聖刃》的世界，在跟飛羽真等人的互動後反而對書籍產生了興趣，並在結尾時奪走了神代凌牙/假面騎士Durendal變身用的奇跡駕馭書「海洋歷史」，導致凌牙和玲花兩人一同登上鱷大王戰艦上並來到《機界戰隊全開者》的世界中。
第21界被複製惡徒製造出冒牌貨，還和冒牌介人一起作亂，過後知道是複製惡徒的鬼主意後，和真正的介人一起打垮兩個冒牌貨和複製惡徒。
第44界在打倒SD惡徒，並與介人等人告別後，率領家人們踏上尋找能讓卡塔那和力奇恢復回人類樣貌的道路。
其他登場作品：《痛快凱撒×豪快者 ~六月的新娘是狸貓味~》
斯泰西／ 停留凱撒
演：世古口凌
「暗黑力量」，神祕青年，同時也是行動隊長巴拉希塔拉的兒子，機界機器人與人類的混血兒，生母是巴拉希塔拉的第893任妻子，第6界開始登場。
第6界時出現在清潔垃圾惡徒所造成的髒亂的介人面前，對於他為何要維護這個看起來很糟的世界感到些微疑惑，最後結尾時出現在巴拉希塔拉面前並相認。
第7界時向介人等人表示自己並非托吉鐵克的人，甚至與介人等人的戰鬥都只是受到伊吉魯迪的委託。
第8界與介人彼此之間因對『父母』的觀點產生出分歧而展開戰鬥，之後更是因與全開者對戰期間不慎把暗黑戰隊齒輪弄跌，隨後被介入戰鬥的佐克斯破壞。
第18界時在Colourful出現，看到全開者的人因戀愛陷入瘋狂至憎恨及失落，後來與八手見面並表示自己是為了尋找零食而出現。
第19界時在托吉鐵克的基地內無意間發現虛擬化的五色田夫婦，但因一直喚不醒他們而放棄離開。
第35界因為介人一句話啟發與破壞凱撒合作。
第40界得知破壞獸王的秘密，並暗中幫助介人等人。
第41界被波可瓦烏斯得知破壞獸王戰敗的真相後被嚴懲。
第42界被突然出現的蓋蓋取代意識。
第47界跟八手坦承一切後，下定決心幫助介人打倒封閉王朝。
第48界察覺到打算繼續擊倒的佐克斯突然被神附身並回到海賊托比亞，心知不妙，欲向介人求助，但未能阻止封印平行世界的發生。
最終界向八手作道別後，下定決心留在機械托比亞，在機界機器人推舉下成為領袖，以建設人類機界和平共存的世界為目標。
後來在《機界戰隊全開者VS煌輝者VS前輩者》和《暴太郎戰隊Don BrothersVS全開者》中，正式加入全開者並肩作戰。

### 全開者的相關者
五色田八手
演：榊原郁惠
台灣CV：張乃文／香港CV：沈小蘭
介人的祖母，經營一家名為「Colorful」（カラフル）的零食點心店，介人跟她同住。
第1界時介人讓她使用齒輪機關槍一起戰鬥時，以感覺很丟臉的理由而直接拒絕。
第18界時製作了一杯聖代給介人，但因介人受戀愛惡徒影響，導致孫子介人愛上聖代，對此感到有點吃驚，並對因戀愛而陷入負面情緒的全開者們的行為感到無奈。
名字源自從1979年第3作《戰鬥狂熱 J》開始續寫《超級戰隊系列》作品的東映旗下的製作團隊八手三郎。
五色田功
演：川岡大次郎
台灣CV：張至超／香港CV：潘文柏
介人的父親，科學家。發現了平行世界的存在，10年前（2011年2月20日）行蹤不明。
失蹤前曾研發過全界凱撒的試作型，即正義的機械戰士——「破壞凱撒」，卻被伊吉魯迪濫用為守護惡徒的邪惡之戰士。其姿態於第29界結尾登場，再於第30界正式登場。
第34界被全界侏羅等人牽制來不及撤退而沒了能量，其真面目被侏羅等人揭穿是介人的父親。
第35界被全界凱撒近距離發動必殺技而解除心智控制，並與介人相認，但遭到停留西撒阻止。
第40界被全界侏羅等人利用回憶戰術使其逐漸解除心智控制，最後與全界凱撒的槍戰中被打倒，正式與介人重逢。
第41界結尾踏上尋找妻子下落的旅程，並在出發前交給介人一個全新的戰隊齒輪。
於第48界在壽司托比亞中發現妻子並一同回家。
後來在《暴太郎戰隊Don BrothersVS全開者》中，正式加入全開者並肩作戰。
五色田功的名字源自1975年《超級戰隊系列》最初系列作《秘密戰隊五連者》的主題曲演唱者之一的佐佐木功，而破壞凱撒的造型則參考自八手三郎擔任原作的特攝劇『忍者捕手』的火忍捕手7。
五色田美都子
演：甲斐麻理惠
台灣CV：張乃文／香港CV：林元春
介人的母親，科學家。發現了平行世界的存在，10年前行蹤不明。
第26界正式得知被伊吉魯迪冷凍睡眠在他的實驗室的冷凍倉內，之後更是被斯泰西私自解除冷凍而甦醒，本打算尋找丈夫下落時但被回來研究室的伊吉魯迪發現而從中脫逃。
第27界從托吉鐵克的傳送門逃脫時被巡守的庫達庫發現，也因為傳送時傳送門被庫達庫擊壞而傳送到未知世界，使得眾人都在尋找她的下落。
其後於第48界中證實逃離至壽司托比亞中，並由五色田功尋獲而一同回家。
名字源自1975年《超級戰隊系列》最初系列作《秘密戰隊五連者》的主題曲演唱者之一的堀江美都子。
小說
聲：福圓美里
台灣CV：高嘉鎂／香港CV：劉惠雲
由介人的父母發明的鳥型機械玩具，而且是零食點心店『Colorful』的吉祥物，深受介人和祖母的喜愛。
介人小時候就一直和他在一起，當介人下定決心與『機械托比亞王朝托吉鐵克』戰鬥時，它會作為引導介人成為全開凱撒的支援機器人而覺醒。
當敵人來襲的時候會突然說話，說話的時候，詞尾會加一句『啾（chun）』，增添了一份可爱感。
小說的隱藏身份是『歷代戰隊的解說員』，不知為什麼它會對歷代戰隊非常熟悉，甚至乎自稱「司令官」來協助全開者們解決事件。
第18界時對因受戀愛惡徒影響而對愛情陷入瘋狂的全開者成員感到傻眼，但仍協助他們尋找導致他們戀情破裂的戀愛惡徒。
結局時經過五色田夫妻的改造下，可以透過傳送裝置協助介人與朱蘭等人踏上巡迴各戰隊平行世界的旅程。
名字源自於使用說明書（取扱説明書，簡稱「取説（トリセツ）」），其造型與蓋傑傑一樣皆以2011年第35作《海賊戰隊豪快者》中的鸚鵡型機器人納比為藍本，有趣的是，在VS劇場版《機界戰隊全開者VS煌輝者VS前輩者》中船長·瑪貝拉斯也提及了這個彩蛋。
芙琳特·戈爾德茨卡
演：森日菜美
台灣CV：張乃文／香港CV：成瑤孆
佐克斯的二妹，卡塔那和力奇的姐姐，天才機械技師，先後製作兄長的齒輪舵輪槍、全界獸齒輪、騎士齒輪、把弟弟從人形切換為SD型態的專屬齒輪。第8界登場。
第9界時因受柏餅惡徒影響，而對柏餅的喜愛一度陷入瘋狂。
第18界時因佐克斯拍拖而使她感到羨慕和嫉妒，很快受戀愛惡徒影響，而與打算安慰她的相戀。後來在戀愛惡徒改變了戀愛的程度下嫌棄瑪吉納。
其他登場作品：《痛快凱撒×豪快者 ~六月的新娘是狸貓味~》
卡塔那·戈爾德茨卡
演：須東煌世（人類）
聲：鈴木崚汰（SD機器人）
台灣CV：鈕凱暘／香港CV：鍾見麟
佐克斯的三弟，與力奇是雙胞胎。
名字源自於2009年第33作「侍戰隊真劍者」的常用武器「刀」（かたな）。
力奇·戈爾德茨卡
演：須東煌世（人類）
聲：松田颯水（SD機器人）
台灣CV：高嘉鎂／香港CV：黃鳳英
佐克斯的四弟，與卡塔那是雙胞胎。
名字源自於1995年第19作「超力戰隊王連者」的力/國王連者。
以上兩人因SD托比亞的詛咒，而從人類的樣貌變成如今的SD機器人模樣，不過最終終於在最終界正式恢復正常，而且可以自由變換遭詛咒時的SD機器人模樣。
第18界時對全開者的所有成員和自己的姐姐芙琳特瘋狂戀愛感到愕然和無奈。
初森花戀
演：福田愛依
台灣CV：張乃文／香港CV：黃昕瑜
介人的同級同學。
第18界時因受戀愛惡徒影響而愛上了布魯恩並向他告白，被其接受後開始了戀情。但後來在戀愛惡徒改變戀愛的程度下，因為被布魯恩誤會她與介人有外遇，加上她把布魯恩推開的舉動下而導致分手。
美樂麗亞
聲：高岡香
台灣CV：高嘉鎂／香港CV：葉曉欣
機界機械人的創作歌手。
第18界時意外撞跌正打算進行支援的佐克斯，期間因受戀愛惡徒影響而愛上其。後來在戀愛惡徒改變戀愛程度下被對方狠斬情絲而掌摑其一記耳光。

### 歷代戰隊相關角色
海城剛／赤連者
演：誠直也
為《秘密戰隊五連者》的紅色戰士，於《機界戰隊全開者 THE MOVIE 赤色戰鬥！全戰隊大集會！！》中登場。
亦於第1界出場，所在的世界已遭到封閉齒輪封鎖。
霸王龍連者
為《恐龍戰隊獸連者》的紅色戰士，變身者為激（Geki）。
於第1界出場，所在的世界已遭到封閉齒輪封鎖。
煌輝紅
為《魔進戰隊煌輝者》的紅色戰士，變身者為熱田充瑠。
於第1界出場，所在的世界已遭到封閉齒輪封鎖。
Big One
為《JAKQ電擊隊》的白色戰士，亦為JAKQ電擊隊的隊長，變身者為番場壯吉。
於外傳《『機界戰隊全開者』外傳 全界紅大介紹！》中登場，與歷代戰隊的白色戰士隊長一起出現在介人面前。
鶴姫／忍者白
演：廣瀨仁美
為《忍者戰隊隱連者》的白色戰士，亦為隱連者的隊長。
於《『機界戰隊全開者』外傳 全界紅大介紹！》中登場，與歷代戰隊的白色戰士隊長一起出現在介人面前。

### 《假面騎士聖刃》
神代玲花
演：安潔拉芽衣
台灣CV：張乃文／香港CV：詹健兒
《假面騎士聖刃》中假面騎士Sabela的變身者，凌牙的胞妹。
在《假面騎士聖刃》特別章的結尾時因為凌牙變身用的奇跡駕馭書「海洋歷史」被佐克斯奪走的關係，而與凌牙一同登上鱷大王戰艦上並意外來到機界戰隊的世界中。
第20界因為馬尾髮型的關係，與瑪芝露一同被彥星惡徒綁架，但事後兩人自行逃出並拯救其他被綁架的女性。最後結尾離去前擁抱瑪芝露。
神代凌牙
演：庄野崎謙
台灣CV：張至超／香港CV：李鎮然
《假面騎士聖刃》中假面騎士Durendal的變身者，玲花的胞兄。
在《假面騎士聖刃》特別章的結尾時因為變身用的奇跡駕馭書「海洋歷史」被佐克斯奪走的關係，而與玲花一同登上鱷大王戰艦上並意外來到機界戰隊的世界中。
第20界時為了將彥星惡徒引出來，因此被迫與介人等人一起進行女性裝扮，但看到介人等人悠哉的不拯救夥伴，因而發怒，但在介人等人解釋他們是在信任夥伴下的情況下做好自己應該做的事後，才理解介人等人的想法。

### 機械托比亞王朝 托吉鐵克（）
港譯托治鐵特，又稱封閉王朝。以類似漢字「閉」的圖騰為國徽、支配著機械生命體『機界機器人』的世界『機械托比亞』的惡之王朝。
利用某項技術（五色田博士的技術），企圖將所有的平行世界收入囊中。
但不知為何，只有介人的世界無法通過封閉齒輪技術獲得，於是托吉鐵克準備對介人的世界採取武力侵略。
第5界得知擁有通往各平行世界的門，但似乎需要某種特殊條件才能從這些門穿越各世界。
第48界時因為全開者等人的關係而遭到瓦解。

#### 首領
波可瓦烏斯
聲：中田讓治
台灣CV：張至超／香港CV：陳永信
身高：23.5m → 215cm
體重：1104.5t → 355kg
世界：機械托比亞（キカイトピア）
港譯波克華斯。托吉鐵克的大王，是個想要得到所有世界的惡之大王。
雖然外表被牆壁所掩埋，但威嚴沒有被其掩蓋，僅僅上半身就相當的大；變化成一般人身高時，胸部有個相應戰隊的能量產生裝置，可召喚相應的戰隊力量來攻擊。
只有位於左肩的鳥型機器人-蓋蓋，會被他有特别的待遇，像對待自己的孫子一樣親。
在托吉鐵克的居所裡召喚部下，以其強烈的威嚴對托吉鐵克的部下們發出指令且總是責罵部下。
最終在第48界被全開者以攻擊弱點部位（背部）的方式殲滅。

#### 高層幹部
巴拉希塔拉
聲：乃村健次
台灣CV：徐偉翔／香港CV：葉振聲
身高：203cm
體重：335kg
世界：機械托比亞（キカイトピア）
港譯巴拉舒塔拉。托吉鐵克負責侵略的行動隊長，斯泰西的生父。每次成功侵略一個世界，便會把當中一名女性納為妾氏，所以擁有多達893名妻妾、以及極多私生子女，因此也不斷招致私生子女為報復而挑戰自己，然而當中從未有人成功。
身著如同沙漠般的迷彩色，是一位非常喜歡侵略其他平行世界並蹂躪他們的武力派。
看不起他人，並想用自己為傲的手臂將他們砸成廢鐵，對自己的腕力非常自信。
雖然是個相當的壞蛋，但意外地也有可以和全開者玩鬧的淘氣的一面。
第5界時才拿出自己的真實實力對戰，並且輕鬆地擊倒全開者們。
最終在第48界被佐克斯及斯泰西聯手擊倒。
伊吉魯迪
聲：竹田雅則
台灣CV：鈕凱暘／香港CV：翟耀輝
身高：190cm
體重：302kg
世界：機械托比亞（キカイトピア）
港譯伊治魯迪。托吉鐵克負責開發技術的技術官。為本作怪人的製造者，使用封閉齒輪插入庫達庫的身體裡來創建惡徒。
相對於武力派的巴拉希塔拉，他是屬於頭腦派，擅長擺弄機械和改造兵，同樣也是托吉鐵克的參謀。
雖然有時會因為醉心研究而分心或剎車失靈，但是實際上他是對托吉鐵克的未來發展的表現是最熱心的，也因此當他從某個科學家手裡奪走了某個能玩弄平行世界的技術並完善完成了它後，他……。
第4界時從布鲁恩得知封閉齒輪會因為被破壞而使得關閉在其中的世界被解放的事，因而派出手下追殺布鲁恩。
第5界時因封閉齒輪的問題而進行修復。
第6界時私下開發新道具。
最終在第47界為防衛托吉鐵克駕駛伊吉魯迪破壞者4世迎擊來到的全開者，戰敗後與乘機共存亡。
上半身的設計原型為炎神戰隊轟音者的害氣大臣 奇塔納德斯。
蓋蓋
聲：鈴木達央（第1-22界）→ 福西勝也（第25-48界）
台灣CV：喬資淯／香港CV：梁偉德
身高：345cm
體重：518kg
世界：機械托比亞（キカイトピア）
港譯傑傑。坐落在波可瓦烏斯肩上的寵物型機械鳥，深受波可瓦烏斯寵愛。
意識到自己被波可瓦烏斯寵爱，為了完成自己的目的，常常故意向波可瓦烏斯撒嬌，欺瞞大王，向他灌輸各種邪惡的陰謀。
雖然外表跟小說很像，但平時為人比小說高冷，看不起周圍的機械生命體，是托吉鐵克的寵臣。
第1界時向波可瓦烏斯表示既然無法將介人的世界關進封閉齒輪內，乾脆就改成用侵略來增加托吉鐵克的領地。
第39界時蠱惑斯泰西去查看伊吉魯迪所做的事。
第42界結尾時出現在因懲罰而受傷的斯泰西面前，並用自己的能力奪取其意識。
第45界對於波可瓦烏斯的讚賞感到莫名其妙。
第48界中出戰小說，但隨後被神秘的神奪取意識並暴露波可瓦烏斯的弱點，最後被暴怒的波可瓦烏斯擊殺。

#### 中階戰力
惡徒 
本作中的怪人，由伊吉魯迪將對應的封閉齒輪裝置在庫達庫身上後的樣貌，能使用封閉齒輪內所封鎖的世界力量。
當惡徒被創建出來後，對應封閉齒輪所封閉的平行世界會與全界托比亞（介人所在的世界）產生聯繫。
每位惡徒說話時的詞尾均為自己的名字。
惡徒以施展能力所影響的對象進行分類，目前共有「對界」和「對人」兩種類型。
| 名字                                           | 身高  | 體重  | 世界                                           | 名產                                                                                   | 名物                                                                | 相關簡介 | 出場話數                                                |
| ---------------------------------------------- | ----- | ----- | ---------------------------------------------- | -------------------------------------------------------------------------------------- | ------------------------------------------------------------------- | --- | ------------------------------------------------------- |
| 蘑菇惡徒 キノコワルド Kinoko                   | 192cm | 288kg | 蘑菇托比亞 キノコトピア Kinokotopia            | 野生的蘑菇（毒胞子） （野生のキノコ（毒胞子））                                        | 扣殺重拳（スマッシュパンチ） 銀河蘑菇擊（ギャラクティカマシュルム） | 1.置入蘑菇封閉齒輪（Kinokotojirugear）後誕生出來的惡徒怪人。 2.濫用蘑菇力量，能在人們的頭上或周圍的所在處無限地種植蘑菇，進而創造出奇異的蘑菇世界。 3.乍看之下這種蘑菇人畜無害，但若不小心釋放出毒胞子則使人們痛苦。 | 第2界                                                   |
| 冰塊惡徒 コオリワルド Kori                     | 189cm | 284kg | 冰塊托比亞 コオリトピア Koritopia              | 都市內一整片的溜冰場 （町一面のスケートリンク）                                        | 冰柱（ツラランス）                                                  | 1.置入冰塊封閉齒輪（Koritojirugear）後誕生出來的惡徒怪人。 2.濫用冰塊力量，能使地面和海洋變成結凍的冰河期，進而創造出奇異的冰塊世界。 3.從冰柱釋放絕對零度的暴風雪，並迴轉頭部的手把來擴大冰凍範圍，使世界變得濕滑無法站立而陷入混亂。                                                                                       | 第3界                                                   |
| 拳擊惡徒 ボクシングワルド Bokushingu           | 187cm | 281kg | 拳擊托比亞 ボクシングトピア Bokushingutopia    | 老少男女無差別等級拳擊手 （老若男女無差別級ボクサー）                                  | 護齒（マウスピース） 指關節（ブンナックル）                         | 1.置入拳擊封閉齒輪（Bokushingutojirugear）後誕生出來的惡徒怪人。 2.濫用拳擊力量，能使任何人在鑼聲敲響時變成強悍的拳擊手，進而創造出奇異的拳擊世界。 3.舉辦了以布鲁恩為指定對戰對手的托吉鐵克杯錦標賽，並煽動人們一同前往攻擊。                                                                                               | 第4界                                                   |
| 壽司惡徒 スシワルド Sushi                      | 186cm | 279kg | 壽司托比亞 スシトピア Sushitopia               | 特等人類握壽司 （特上人間握り寿司）                                                    | 導彈A・B（ミサイルA・B） 山葵射線（ワサビーム）                     | 1.置入壽司封閉齒輪（Sushitojirugear）後誕生出來的惡徒怪人。 2.濫用壽司力量，將人們、機界機器人及任何事物都牢固捏握，進而創造出奇異的壽司世界。 3.對於醋飯的香氣極為敏感，不論自身的意志如何都會被影響到。 | 第5界                                                   |
| 垃圾惡徒 ゴミワルド Gomi                       | 197cm | 296kg | 垃圾托比亞 ゴミトピア Gomitopia                | 廢棄物道路 （廃棄物ロード）                                                            | 塵埃射擊（ダストシュート） 塵埃風暴（ダストーム）                   | 1.置入垃圾封閉齒輪（Gomitojirugear）後誕生出來的惡徒怪人。 2.濫用垃圾力量，將大量的廢棄物堆積如山，進而創造出奇異的垃圾世界。 3.將自己隱藏在安全的垃圾山之中，釋放腐蝕人們精神的垃圾電波，使人們變成變成廢棄垃圾般的狀態。                                                                                                   | 第6界                                                   |
| 門扉惡徒 ドアワルド Doa                        | 188cm | 282kg | 門扉托比亞 ドアトピア Doatopia                 | 門門旅行一日遊 （日帰りドアtoドアツアー）                                              | 五扇門（ファイブドア）                                              | 1.置入門扉封閉齒輪（Doatojirugear）後誕生出來的惡徒怪人。 2.濫用門扉力量，在打開一扇門時就會飛向另一扇門，進而創造出奇異的門扉世界。 3.和室的格紙門及車窗，窗戶以及人孔蓋都會受到這能力的影響，所以前往目的地的方法就是不經過門而是用走的。                                                                                  | 第8界                                                   |
| 柏餅惡徒 カシワモチワルド Kashiwamochi         | 184cm | 276kg | 柏餅托比亞 カシワモチトピア Kashiwamochitopia  | 柏餅上癮 （やみつき柏餅）                                                              | 秘技・柏手砲（秘技・柏手砲）                                        | 1.置入柏餅封閉齒輪（Kashiwamochitojirugear）後誕生出來的惡徒怪人。 2.濫用柏餅力量，讓人們對柏餅著迷，進而創造出奇異的柏餅世界。 3.吃下柏餅的人會異常的柏餅中毒，最後變成只考慮如何吃到柏餅的暴民。 | 第9界《暴太郎戰隊Don BrothersVS全界者》                 |
| 白晝惡徒 マヒルワルド Mahiru                   | 190cm | 285kg | 白晝托比亞 マヒルトピア Mahirutopia            | 無止盡的中午 （エンドレスヌーン）                                                      | 白晝放大鏡（マヒルーペ）                                            | 1.置入白晝封閉齒輪（Mahirutojirugear）後誕生出來的惡徒怪人。 2.濫用白晝力量，創造複數的白晝太陽而永遠不落日，進而創造出奇異的白晝世界。 3.一直生活時間都在中午大太陽的世界，而沒有進食及睡眠的人們，身體會逐漸衰弱無力。 | 第10界                                                  |
| 迷藏惡徒 オニゴッコワルド Onigokko             | 187cm | 289kg | 迷藏托比亞 オニゴッコトピア Onigokkotopia      | 鬼面 （鬼のお面）                                                                      | 火箭觸擊 （ロケットタッチ）                                         | 1.置入迷藏封閉齒輪（Onigokkotojirugear）後誕生出來的惡徒怪人。 2.濫用迷藏力量，無止盡地持續增加捉迷藏的鬼，進而創造出奇異的迷藏世界。 3.每個被碰觸的人將變成戴鬼面的鬼，無論是否為自己的意志而追著人們進行強制的捉迷藏。 4.這個遊戲，能透過迷藏惡徒頭上的按鈕進行開關。                                                      | 第11界                                                  |
| 蝸牛惡徒 カタツムリワルド Katatsumuri          | 186cm | 287kg | 蝸牛托比亞 カタツムリトピア Katatsumuritopia   | 緩慢區域 （スローエリア）                                                              | 微型導彈 （マイマイクロミサイル）                                   | 1.置入蝸牛封閉齒輪（Katatsumuritojirugear）後誕生出來的惡徒怪人。 2.濫用蝸牛力量，將人或動物的動作變得緩慢，進而創造出奇異的蝸牛世界。 3.透過釋放出微型閃光，讓周圍變成緩慢動作的限定區域，並讓自己能在其中自由地攻擊敵人。                                                                                                  | 第12界                                                  |
| 回收惡徒 リサイクルワルド Risaikuru            | 197cm | 297kg | 回收托比亞 リサイクルトピア Risaikurutopia     | 回收庫達庫 （リサイクルクダック）                                                      | 閃耀的回收標誌 （輝くリサイクルマーク）                             | 1.置入回收封閉齒輪（Risaikurutojirugear）後誕生出來的惡徒怪人。 2.濫用回收力量，將吸進去的東西全都再次利用，進而創造出奇異的回收世界。 3.能將頭部地桶內的人類及機界機器人再生成回收庫達庫，並加以控制。 4.透過讓回收庫達庫持有仿冒的封閉齒輪，讓尋找SD封閉齒輪的痛快凱撒與想守護人們的全開者邁向對立的局面。                 | 第13界                                                  |
| 復古惡徒 レトロワルド Retoro                   | 194cm | 291kg | 復古托比亞 レトロトピア Retorotopia            | 粉紅的公共電話（ピンクの公衆電話） 三輪卡車（オート三輪） 拉麵的香氣（中華そばの香り） | 古鐘劍（トキヲモドソード） 唱盤盾牌（ナツカシールド）               | 1.置入復古封閉齒輪（Retorotojirugear）後誕生出來的惡徒怪人。 2.濫用復古力量，施放能將流行及街景變成懷舊風的復古電波，進而創造出奇異的復古世界。 3.透過提高復古力量的等級，產生出「我回到那個時候」的懷舊回憶，能讓人沉浸於其中而停止思考。                                                                                   | 第15界                                                  |
| 磁鐵惡徒 ジシャクワルド Jishaku                | 189cm | 278kg | 磁鐵托比亞 ジシャクトピア Jishakutopia             | 脫不下來的鐵（はがれない鉄）                                                           | 磁鐵刀S極、N極（マグネッ刀S極（エスきわみ）・N極（エヌきわみ））    | 1.置入磁鐵封閉齒輪（Jishakutojirugear）後誕生出來的惡徒怪人。 2.濫用磁鐵力量，將生物的身體變成磁鐵，進而創造出奇異的磁鐵世界。 3.身上帶有磁力的人，會出現招式「無限鐵骨」產生吸引力進而被壓垮。 4.這個磁力對於機界機器人的作用特別明顯，甚至更為強烈。                                                                       | 第16界                                                  |
| 透明惡徒 トウメイワルド Tomei                  | 187cm | 278kg | 透明托比亞 トウメイトピア Tomeitopia           | 透明不可思議現象（透明不思議現象）                                                     | 無形刀（ミエナイフ） 透明射線（スケスケビーム）                     | 1.置入透明封閉齒輪（Tomeitojirugear）後誕生出來的惡徒怪人。 2.濫用透明力量，讓人類及物體呈現透明甚至看不見，進而創造出奇異的透明世界。 3.從無形刀釋放透明射線，使人類及物體逐漸透明而引起混亂。 4.能利用透明化的物體成為對敵的障礙物，並且能使庫達庫作為透明看不見的軍隊。                                                   | 第17界                                                  |
| 戀愛惡徒 レンアイワルド Renai                  | 190cm | 279kg | 戀愛托比亞 レンアイトピア Renaitopia           | 一朵朵玫瑰（一輪のバラ）                                                               | 愛神之箭（アイシアロー） （だーい突き） 長假（長い休暇）            | 1.置入戀愛封閉齒輪（Renaitojirugear）後誕生出來的惡徒怪人。 2.濫用戀愛力量，讓任何人陷入華麗的戀愛（也就是一見鍾情），進而創造出奇異的戀愛世界。 3.施放愛神之箭（アイシアロー），製造出各種浪漫的戀愛機會，產生出超越物種的情侶配對（不管人或物體都無所謂）。 4.另外戀愛之力提升的話，甚至能讓不被允許及忌妒的戀愛情感暴走。 | 第18界                                                  |
| 甲蟲惡徒 カブトムシワルド Kabutomushi          | 201cm | 302kg | 甲蟲托比亞 カブトムシトピア Kabutomushitopia   | 隨意捕捉甲蟲（カブトムシ捕り放題）                                                     | 甲蟲森林（ビートルトルーズ）                                        | 1.置入甲蟲封閉齒輪（Kabutomushitojirugear）後誕生出來的惡徒怪人。 2.濫用甲蟲力量，讓任何人以童年捕捉昆蟲的方式天真爛漫地追逐甲蟲，進而創造出奇異的甲蟲世界。 3.使用幻覺光線甲蟲森林，使得產生出所看到的幻覺全都是甲蟲。 4.遭受這攻擊的人，深陷在幻覺的森林中追逐幻覺的甲蟲，甚至無法脫離。                                   | 第19界                                                  |
| 織女惡徒 オリヒメワルド Orihime                | 189cm | 270kg | 織女托比亞 オリヒメトピア Orihimetopia         | 實現願望的詩籤（願いが叶う短冊）                                                       | 竹葉星（タナバスター）                                              | 1.置入織女封閉齒輪（Orihimetojirugear）後誕生出來的惡徒怪人。 2.濫用織女力量，讓戀人間產生分裂，進而創造出奇異的織女世界。 3.能透過詩籤書寫願望來實現的能力，讓和睦的情侶之間產生爭吵分裂。 4.但實際上這個能力只是給予人們心理上的強烈錯覺，例如飛羽真和夥伴們認為「奇跡駕馭書已經消失不見」這般。                           | 《假面騎士聖刃》特別章                                  |
| 彥星惡徒 ヒコボシワルド Hikoboshi              | 186cm | 273kg | 彥星托比亞 ヒコボシトピア Hikoboshitopia       | 七夕（七夕祭り）                                                                       | 竹葉星（タナバスター）                                              | 1.置入彥星封閉齒輪（Hikoboshitojirugear）後誕生出來的惡徒怪人。 2.濫用彥星力量，讓女性們消失，進而創造出奇異的彥星世界。 3.使用竹杖竹葉星將對手轉移到另一個地方，並以把頭髮綁在後方（也就是馬尾辮）的女性做為織女進行誘拐。 4.事實上，這是狙擊對家族相當看重的佐克斯的弱點其妹芙林特所制定的作戰。                           | 第20界                                                  |
| 複製惡徒 コピーワルド Kopi                     | 193cm | 290kg | 複製托比亞 コピートピア Kopitopia              | 惡劣複製品（粗悪コピー品）                                                             | 複製燈（コピーライト）                                              | 1.置入複製封閉齒輪（KopiTojirugear）後誕生出來的惡徒怪人。 2.濫用複製力量，將所看到的人進行複製，進而創造出奇異的複製世界。 3.如果使用左腕的複製燈掃描的話，就會出現與原本截然不同的仿冒惡人。 4.全界凱撒和痛快凱撒因為被複製的關係，仿冒者極惡全開地在城市各處大作亂。                                                      | 第21界                                                  |
| 鬥牛惡徒 トウギュウワルド Tougyuu              | 188cm | 293kg | 鬥牛托比亞 トウギュウトピア Tougyuutopia       | 牛之角（牛の角）                                                                       | 鬥牛射線（トウギュウビーム） 狂熱風暴（熱狂の嵐）                   | 1.置入鬥牛封閉齒輪（TougyuuTojirugear）後誕生出來的惡徒怪人。 2.濫用鬥牛力量，讓強壯的鬥牛人類們到處追趕，進而創造出奇異的鬥牛世界。 3.讓人類及機界機器人沐浴在鬥牛光束下，生出牛角及鬥牛化。 4.每階段指定踩踏的顏色，能使鬥牛人類朝向這種顏色突進。                                                                         | 第22界                                                  |
| 度假惡徒 バカンスワルド Bakansu                | 191cm | 287kg | 度假托比亞 バカンストピア Bakansutopia               | 暑假（夏休み）                                                                         | 肌肉庫達克（マッスルクダック）                                      | 1.置入度假封閉齒輪（BakansuTojirugear）後誕生出來的惡徒怪人。 2.濫用度假力量，讓每個人享受假期而將工作拋在腦後，進而創造出奇異的度假世界。 3.解放度假力量全世界瞬變成暑假模式，一瞬間就完成侵略。 4.僅管與全界者在沙灘排球對立，但還是透過投擲游泳圈及劈西瓜，一起度過愉快的暑假。                                           | 第24界                                                  |
| 日晷惡徒 ヒドケイワルド Hidokei                | 190cm | 219kg | 日晷托比亞 ヒドケイトピア Hidokeitopia         | 跳越時空的世界（時をかけるワルド）                                                     | 古鐘劍Z（トキヲモドソードZ）                                        | 1.置入日晷封閉齒輪（HidokeiTojirugear）後誕生出來的惡徒怪人。 2.濫用日晷力量，將日期回朔至幾個月前，進而創造出奇異的日晷世界。 3.從正中午間揮動復古武器古鐘劍Z，就能將時間倒退。 4.為了阻止全界者的組成，時間跳躍到半年前的過去來綁架小赤。                                                                                  | 第25界                                                  |
| 漫畫惡徒 マンガワルド Manga                    | 188cm | 276kg | 漫畫托比亞 マンガトピア Mangatopia             | 傑出的原稿（珠玉の生原稿）                                                             | 對話框符號牌（フキダシプラカード） 廢稿炸彈鴨（没原稿爆弾ダック）   | 1.置入漫畫封閉齒輪（MangaTojirugear）後誕生出來的惡徒怪人。 2.濫用漫畫力量，將所有人都漫畫化，進而創造出奇異的漫畫世界。 3.墨水技「寫作噴灑」擁有能將人們變成漫畫的能力，並將其裝訂成冊來出刊『週刊少年漫畫惡徒』。 4.變成漫畫的人只能在原稿的分割頁中說話。                                                                 | 第28界                                                  |
| 網球惡徒 テニスワルド Tenisu                   | 193cm | 273kg | 網球托比亞 テニストピア Tenisutopia            | 顔印的網球（顔印のテニスボール）                                                       | 超球拍（超ラケット）                                                | 1.置入網球封閉齒輪（TenisuTojirugear）後誕生出來的惡徒怪人。 2.濫用網球力量，將人們變成網球，進而創造出奇異的網球世界。 3.藉由一球入魂的高速發球擊打人類，將他們變成網球。 4.弦線型的防護面具能使任何攻擊無效化，只有在著裝它來打網球時才會受到傷害。 5.1人打著雙打，如蝮蛇般的蛇行曲擊等，多樣化的華麗技巧使對手陶醉其中。  | 第29界                                                  |
| 乾柿惡徒 ホシガキワルド Hoshigaki              | 191cm | 296kg | 乾柿托比亞 テニストピア Hoshigakitopia         | 行列的供給水站（行列のできる給水所）                                                   | 食柿時鐘聲響起砲（カキクエバカネガナルナリ砲）                      | 1.置入乾柿封閉齒輪（HoshigakiTojirugear）後誕生出來的惡徒怪人。 2.濫用乾柿力量，抽乾人們體內的水分，進而創造出奇異的乾柿世界。 3.凡聽到食柿時鐘聲響起砲的人就會口渴起來，甚至不自覺地口乾舌燥。 4.透過語尾句「柿子」來偽裝成柿子惡徒，來暗中將被害層面慢慢地擴散。 5.除去偽造的兩頰就會顯露真面目。                          | 第30界                                                  |
| 牛乳惡徒 ギュウニュウワルド Gyuunyuu           | 189cm | 295kg | 牛乳托比亞 ギュウニュウトピア Gyuunyuutopia    | 白色的搭配（白のお揃いコーデ）                                                         | 隨意噴灑牛奶（ランダムミルク）                                      | 1.置入牛乳封閉齒輪（GyuunyuuTojirugear）後誕生出來的惡徒怪人。 2.濫用牛乳力量，噴灑地將這個世界染成白色，進而創造出奇異的牛乳世界。 3.噴射出自雙腕的隨意噴灑牛奶，將各種東西隨著效果逐漸變白色。 4.除了給衣物及建築變白外，甚至能將電子儀器及重要的資料透過染白來消除殆盡而造成文明崩壞。                                    | 第31界                                                  |
| 顛倒惡徒 サカサマワルド Sakasama               | 190cm | 288kg | 顛倒托比亞 サカサマトピア Sakasamatopia        | 逆轉的人生（逆さまの人生）                                                             | 螺旋鐮刃（クルクルシックル）                                        | 1.置入顛倒封閉齒輪（SakasamaTojirugear）後誕生出來的惡徒怪人。 2.濫用顛倒力量，被顛倒光束射中的人們體內被交換，進而創造出奇異的顛倒世界。 3.體內如果被交換的話，不管平行世界之間的門傳送或著是變身等，都無法正確地操作使用。                                                                                                 | 第32界                                                  |
| 學園惡徒 ガクエンワルド Gakuen                 | 192cm | 282kg | 學園托比亞 ガクエントピア Gakuentopia          | 教師的領帶（教師のネクタイ）                                                           | 體罰竹刀（タイバツ竹刀（シナイ））                                  | 1.置入學園封閉齒輪（GakuenTojirugear）後誕生出來的惡徒怪人。 2.濫用學園力量，敵我雙方男女老幼都成為學生，進而創造出奇異的學園世界。 3.將整個世界變成托吉鐵克學園，並強制以斯巴達教育培養優秀的庫達庫。 4.學生們會受到領帶的屏障保護的老師體罰，除非從不合理的測驗中合格否則很難從這種限制的規則中畢業。                      | 第33界                                                  |
| 萬聖惡徒 ハロウィンワルド Haroin               | 194cm | 297kg | 萬聖托比亞 ハロウィントピア Harointopia        | 傑克燈籠（ジャック・オー・ランタン）                                                   | 不給糖就搗蛋拐（トリックオアトリートンファー）                      | 1.置入萬聖封閉齒輪（HaroinTojirugear）後誕生出來的惡徒怪人。 2.濫用萬聖力量，產生起需求糖果的恐慌症，進而創造出奇異的萬聖世界。 3.能從左腕的搗蛋爪吐出搗蛋光束，能將人們額頭上裝扮南瓜面具變化成怪物。 4.自己的南瓜面具失去的話封閉齒輪的力量就會減半，但實際上只要用合適的南瓜就能替代。                                    | 第34界                                                  |
| 鑽石惡徒 ダイヤワルド Daiya                    | 193cm | 295kg | 鑽石托比亞 ダイヤトピア Daiyatopia             | 最高級的硬度（最高級のかたさ）                                                         | （カタメイス）                                                      | 1.置入鑽石封閉齒輪（DaiyaTojirugear）後誕生出來的惡徒怪人。 2.濫用鑽石力量，將一切硬化，進而創造出奇異的鑽石世界。 3.藉由閃耀的硬化閃光，將食物及人體在內的任何物體，處於「硬化」的狀態。 4. 嘴巴緊的人只能說「DIA」相關詞語。                                                                                               | 第35界                                                  |
| 驚嚇惡徒 ビックリバコワルド Bikkuribako        | 195cm | 289kg | 驚嚇托比亞 ビックリバコトピア Bikkuribakotopia | 驚嚇盒（ビックリボクサー）                                                             | 驚嚇激光（ビックリレーザー）                                        | 1.置入驚嚇封閉齒輪（BikkuribakoTojirugear）後誕生出來的惡徒怪人。 2.濫用驚嚇力量，無法預測彈出什麼東西，進而創造出奇異的驚嚇世界。 3.在打開並彈出各種有趣的裝置時，人們的各種驚嚇的表情。 4.驚嚇力量升級時，會從頭部的箱子彈出兇惡的面孔，進而引發危害及傷害人們的驚喜。                                                     | 第36界                                                  |
| 蘿蔔惡徒 ダイコンワルド Daikon                 | 191cm | 280kg | 蘿蔔托比亞 ダイコントピア Daikontopia          | 怨恨的大混亂（恨みの大混乱）                                                           | 大棍棒（大棍棒）                                                    | 1.置入蘿蔔封閉齒輪（DaikonTojirugear）後誕生出來的惡徒怪人。 2.濫用蘿蔔力量，使被捨棄的物品發起逆襲，進而創造出奇異的蘿蔔世界。 3.在人們頭上放置怨恨，就能使被捨棄的物品對人類及世界以「被捨棄者」進行襲擊。 | 第37界                                                  |
| 盂蘭惡徒 ボンワルド Bon                        | 194cm | 280kg | 盂蘭托比亞 ボントピア Bontopia                 | 祖先大人（ご先祖様）                                                                   | 盂蘭線香（お盆線香）                                                | 1.置入盂蘭封閉齒輪（DaikonTojirugear）後誕生出來的惡徒怪人。 2.濫用盂蘭力量，使祖先們突然出現，進而創造出奇異的盂蘭世界。 3.能具現化被盂蘭線香的菸圍繞的人們的祖先大人的贗品。 4.盂蘭力量升級時，能迫使祖先大人無理粗暴化甚至襲擊人。                                                                                        | 第38界                                                  |
| 正月惡徒 ショウガツワルド Shougatsu            | 190cm | 294kg | 正月托比亞 ショウガツトピア Shougatsutopia     | 新年的問候（新年のご挨拶）                                                             | 除夕加農砲（オオミソカノン） 賀新年刀（アケマシテオメデ刀）         | 1.置入正月封閉齒輪（ShougatsuTojirugear）後誕生出來的惡徒怪人。 2.濫用正月力量，除夕夜的鐘聲能使人改變心意，進而創造出奇異的正月世界。 3.放射出跨年閃光，能讓不高興的一切如同新的一年般心情重置。 4. 受到此攻擊後，每一個小時就會激發一次正月效果。                                                                          | 第38 - 39界                                             |
| 麵條惡徒 メンワルド Men                        | 197cm | 287kg | 麵條托比亞 メントピア Mentopia                 | 推薦的麵旗幟（推し麺のぼり旗）                                                         | 乾麵尖針（乾麺ニードル） 麵鞭（ウィップヌードル）                   | 1.置入麵條封閉齒輪（MenTojirugear）後誕生出來的惡徒怪人。 2.濫用麵條力量，讓人們辯論自己所推薦的麵條，進而創造出奇異的麵條世界。 3.用乾麵尖針將人們分為「蕎麥」與「烏龍」來決勝負，過於激烈的派系鬥爭會使世界自取滅亡。 | 第41界                                                  |
| 被爐惡徒 コタツワルド Kotatsu                  | 196cm | 294kg | 被爐托比亞 コタツトピア Kotatsutopia           | 被爐與蜜柑（こたつとみかん）                                                           | 三色被爐射線（トリコタツビーム）                                    | 1.置入被爐封閉齒輪（KotatsuTojirugear）後誕生出來的惡徒怪人。 2.濫用被爐力量，讓人們被被爐的魔力俘虜，進而創造出奇異的被爐世界。 3.三色被爐射線將被射中的人們封鎖在被爐中，並讓他們呈現因太舒爽而無法離開的狀態。 4.這種被爐只有意志堅強的人才能逃出，否則就會持續沉睡直到身心變成貓。                                       | 第42界                                                  |
| 逆風惡徒 ムカイカゼワルド Mukaikaze            | 195cm | 284kg | 逆風托比亞 ムカイカゼトピア Mukaikazetopia     | 飛散的傳單（舞い散るチラシ）                                                           | 對抗前鋒（アゲンストライカー）                                      | 1.置入逆風封閉齒輪（MukaikazeTojirugear）後誕生出來的惡徒怪人。 2.濫用逆風力量，無論往哪個方面風都從正面吹，進而創造出奇異的逆風世界。 3.受到對抗前鋒的強風攻擊時，通常會被超過30米的逆風阻擋，無法到達任何地方。 | 第43界                                                  |
| SD惡徒 SDワルド SD                             | 192cm | 291kg | SD托比亞 SDトピア SDtopia                      | SD人類（SD人間）                                                                       | SD閃光（SDスパーク） D球（Dボール）                                 | 1.置入SD封閉齒輪（SDTojirugear）後誕生出來的惡徒怪人。 2.濫用SD力量，無論是誰都會SD化，進而創造出奇異的SD世界。 3. | 第44界                                                  |
| 御籤惡徒 オミクジワルド Omikuji                | 196cm | 297kg | 御籤托比亞 オミクジトピア Omikujitopia         | 今日的運勢（今日の運勢）                                                               | 無限御籤（ムゲンミクジ）                                            | 1.置入御籤封閉齒輪（OmikujiTojirugear）後誕生出來的惡徒怪人。 2.濫用御籤力量，，進而創造出奇異的御籤世界。 3. 4. | 第45界                                                  |
| 人參惡徒 ニンジンワルド Ninjin                 | 191cm | 277kg | 人參托比亞 ニンジントピア Ninjintopia          | 胡蘿蔔的英雄（ニンジンのヒーロー）                                                     | 胡蘿蔔拐（キャロットンファー） 胡蘿蔔素射線（ビームカロティン）     | 1.置入人參齒輪（NinjinTojirugear）後誕生出來的惡徒怪人。 2.濫用人參力量，將人類變成胡蘿蔔，進而創造出奇異的人參世界。 3. 胡蘿蔔素射線將對手變成胡蘿蔔，小孩子間人氣便低下。 | 第46界                                                  |
| 青玉惡徒 サファイアワルド Safaia               | 193cm | 298kg | 青玉托比亞 サファイアトピア Safaiatopia        | 寶石爭奪戰（宝石争奪戦）                                                               | 閃亮錘矛（キラメイス） 藍寶石・眼（サファイア・アイ）               | 1.置入青玉封閉齒輪（SafaiaTojirugear）後誕生出來的惡徒怪人。 2.濫用青玉力量，進而創造出奇異的青玉世界。 3. | 第46界                                                  |
| 蝙蝠惡徒 コウモリワルド Komori                 | 188cm | 279kg | 蝙蝠托比亞 コウモリトピア Komoritopia          | 吸血鬼（吸血鬼）                                                                       | 黃金的蝙蝠（黄金のバット） 吸血音波（吸血音波）                     | 1.置入蝙蝠封閉齒輪（KomoriTojirugear）後誕生出來的惡徒怪人。 2.濫用蝙蝠力量，進而創造出奇異的蝙蝠世界。 3. 4. | 第46界                                                  |
| 超級惡者惡徒 スーパー悪者ワルド Supawarumono   | cm    | kg    |                                                |                                                                                        |                                                                     | | 《機界戰隊全開者 THE MOVIE 赤色戰鬥！全戰隊大集會！！》 |
| 普通惡者惡徒 ノーマル悪者ワルド Nomaruwarumono | cm    | kg    |                                                |                                                                                        |                                                                     | 1.吸收了被擊倒後沒有巨大化的惡徒的怨念後誕生出來的惡徒怪人。 2.將機械生命體人類形態化。 3. | 外傳                                                    |
| 騎士惡徒 ライダーワルド Rider                  | cm    | kg    |                                                |                                                                                        |                                                                     | 1. 2. 3.. | 《假面騎士聖刃 + 機界戰隊全界者 超級英雄戰記》          |
| 燒肉惡徒 カルビワルド Karubi                   | cm    | kg    |                                                |                                                                                        |                                                                     | 1. 2. 3. | 《機界戰隊全界者VS煌輝者VS前輩者》                      |

 大惡徒 DaiWarudo（ダイワルド） 
本作中的巨大怪人，為怪人遭到擊倒時，巨大戰鬥員庫達伊特斯特或新庫達伊特斯特在出擊下吸收了惡徒所殘留的齒輪力量後的樣貌，能使用惡徒的特性來戰鬥的巨大怪獸。
| 名字                                             | 身高  | 體重    | 相關簡介 | 出場話數  |
| ------------------------------------------------ | ----- | ------- | --- | --------- |
| 大蘑菇惡徒 ダイキノコワルド Daikinoko            | 48.5m | 2279.5t | 1.吸收了暴走的蘑菇力量的巨大蘑菇戰鬥兵。2.以巨大鵝膏菌為中心繁殖大量的巨型蘑菇，來投射蘑菇子彈進行攻擊。3.蘑菇之中有個黏滑滑的『滑子菇（なめこ）』讓人感到混亂。                                                             | 第2、13界 |
| 大冰塊惡徒 ダイコオリワルド Daikori              | 47.7m | 2241.9t | 1.吸收了暴走的冰塊力量的巨大冰塊戰鬥兵。 2.將令人發寒的巨大冰山隨意亂放，並從冰柱釋放冷凍射線進行攻擊。 3.其非常堅硬的冰作成『刨冰（かき氺）』後卻異常美味。                                                                 | 第3、13界 |
| 大拳擊惡徒 ダイボクシングワルド Daibokushingu    | 46.5m | 2185.5t | 1.吸收了暴走的拳擊力量的巨大重量級拳擊戰鬥兵。 2.到處設立巨型拳擊擂台，可展開無差別級的大錦標賽。 3.自第二輪起『2號庫達伊特斯特（セコンドクダイテスト）』亂入比賽。                                                          | 第4、13界 |
| 大壽司惡徒 ダイスシワルド Daisushi               | 45.3m | 2129.1t | 1.吸收了暴走的壽司力量的巨大壽司戰鬥兵。 2.開設巨大迴轉壽司店，並以將對手盛載在盤子上的密技·高速迴轉壽司讓人感到混亂。 3.當迴轉台被破壞時將『壽司刀旗（寿司のぼり）』揮舞攻擊。                                              | 第5、13界 |
| 大垃圾惡徒 ダイゴミワルド Daigomi                | 48.7m | 2288.9t | 1.吸收了暴走的垃圾力量的巨大垃圾戰鬥兵。 2.以巨型垃圾襲擊的大型攻擊，及垃圾四散的塵埃風暴來攻擊。 3.對於麻煩的對手以『樹脂水桶（ポリバケツ）』覆蓋在頭部上來清除。                                                           | 第6界     |
| 大門扉惡徒 ダイドアワルド Daidoa                 | 47.3m | 2223.1t | 1.吸收了暴走的門扉力量的巨大門扉戰鬥兵。 2.從頭部的門扉的門扉發射台發射出導彈進行攻擊。 3.遇到困境時從『任意門～（なんでもドア～）』中取出巨大槍、巨大拳頭、巨大庫達庫等，秘密道具進行總攻擊。                               | 第8界     |
| 大柏餅惡徒 ダイカシワモチワルド Daikashiwamochi  | 44.8m | 2105.6t | 1.吸收了暴走的柏餅力量的巨大柏餅戰鬥兵。 2.用紅豆機槍將敵人掩埋，並以大量的餅包裹住，製作成巨大柏餅來封鎖行動。 3.只有在這個季節才會看到高於屋頂的『鯉魚旗攻擊（こいのぼりアタック）』。                                     | 第9界     |
| 大白晝惡徒 ダイマヒルワルド Daimahiru            | 48.1m | 2260.7t | 1.吸收了暴走的白晝力量的巨大白晝戰鬥兵。 2.自己本身如太陽般超發光地照得周圍燦爛閃光，讓敵人目眩昏迷。 3.太陽與大白晝惡徒都得用『日食觀測眼鏡（日食グラス）』進行觀測。                                                       | 第10界    |
| 大迷藏惡徒 ダイマヒルワルド Daimahiru            | 46.4m | 2180.8t | 1.吸收了暴走的迷藏力量的巨大迷藏戰鬥兵。 2.按下額頭上的巨大開關後，所碰觸的人將會變成定時炸彈來進行驚險的捉迷藏。 3.使用肩膀上的噴射推進器追趕空中的敵人，甚至在你認為還能逃時使用『尾巴碰觸（尻尾でタッチ）』的殺手鐧。     | 第11界    |
| 大蝸牛惡徒 ダイカタツムリワルド Daikatatsumuri   | 45.8m | 2152.6t | 1.吸收了暴走的蝸牛力量的巨大蝸牛戰鬥兵。 2.能微微地投擲堅硬的蝸牛殼，並用高速的蝸牛斬進行襲擊。 3.降雨100%的導彈，能將周圍變成『梅雨（梅雨）』環境。                                                                         | 第12界    |
| 大回收惡徒 ダイリサイクルワルド Dairisaikuru     | 48.7m | 2289.0t | 1.吸收了暴走的回收力量的巨大回收戰鬥兵。 2.將大蘑菇惡徒、大冰塊惡徒、大拳擊惡徒、大壽司惡徒再生召喚並組成回收戰隊大惡者。 3.擅長旋風技塵埃再生風暴，並且能將全開者的『必殺技（必殺技）』在未經允許下以再生火箭筒的方式施放。 | 第13界    |
| 大復古惡徒 ダイレトロワルド Dairetoro            | 48.6m | 2284.2t | 1.吸收了暴走的復古力量的巨大復古戰鬥兵。 2.左腕的音盤盾唱盤盾牌，能讓對手只能說復古的單詞。 3.L型的光線能壓制周圍，雖然無法反擊但不得不說『認輸（ギャフン）』。                                                              | 第15界    |
| 大磁鐵惡徒 ダイジシャクワルド Daijishaku         | 46.3m | 2171.4t | 1.吸收了暴走的磁鐵力量的巨大磁鐵戰鬥兵。 2.磁鐵刀SS斬能使對手產生反作用，甚至能使機體的合體強制解除。 3.另外，SN斬則是給予對應的『磁極（磁極）』，甚至能強制黏結。                                                           | 第16界    |
| 大透明惡徒 ダイトウメイワルド Daitomei           | 45.9m | 2157.3t | 1.吸收了暴走的透明力量的巨大透明戰鬥兵。 2.從無形刀釋放透明射線，使物體透明化來攻擊對手。 3.臉部的『繃帶（包帯）』能讓自己自透明狀態中現身，並能從正面突襲對手。                                                             | 第17界    |
| 大戀愛惡徒 ダイレンアイワルド Dairenai           | 47.5m | 2232.5t | 1.吸收了暴走的戀愛力量的巨大戀愛戰鬥兵。 2.魅惑技愛上我吧讓對手神魂顛倒般熱戀，甚至剝奪其戰意。 3.能讓複數對手同時墜入愛河來組成后宮，但沒有選出『最喜歡（本命）』的話就會有可怕的結局等著。                                 | 第18界    |
| 大甲蟲惡徒 ダイカブトムシワルド Daikabutomushi   | 48.3m | 2270.1t | 1.吸收了暴走的甲蟲力量的巨大甲蟲戰鬥兵。 2.能製造出「常備不懈的閃景」般的堅硬防護罩 3.發射所喜愛的『樹液流體（樹液スプラッシュ）』，來將敵人緊黏密封。                                                                       | 第19界    |
| 大彥星惡徒 ダイヒコボシワルド Daihikoboshi       | 46.2m | 2171.4t | 1.吸收了暴走的彥星力量的巨大彥星戰鬥兵。 2.能將竹杖竹葉星以薙刀般擺動來戰鬥 3.能透過黏貼『詩籤（短冊）』來許願對手失敗，但實際上它能被破壞。                                                                                 | 第20界    |
| 大複製惡徒 ダイコピーワルド Daikopi              | 48.3m | 2270.1t | 1.吸收了暴走的複製力量的巨大複製戰鬥兵。 2.將整座城市複製，並在惡劣的仿冒建築進行攻擊。 3.甚至將『全界王（ゼンカイオー）』複製，並做為可操縱的盟友。                                                                         | 第21界    |
| 大鬥牛惡徒 ダイトウギュウワルド Daitougyuu       | 45.6m | 2143.2t | 1.吸收了暴走的鬥牛力量的巨大鬥牛戰鬥兵。 2.灼熱的巨大烤架及燒肉網架並排建立，黑毛和牛的牛舌攻擊能將敵人捲起來料理。 3.導彈等遠距離攻擊能用『排煙罩（排煙フード）』全部吸收無效化。                                           | 第22界    |
| 大度假惡徒 ダイバカンスワルド Daibakansu         | 48.0m | 2256.0t | 1.吸收了暴走的度假力量的巨大度假戰鬥兵。 2.緊張度上升時，能用椰子光束及草帽斬擊進行攻擊。 3.嬉戲結束時，施展擅長技能衝浪攻擊來享受『夏日悠閒（夏のレジャー）』。                                                             | 第24界    |
| 大漫畫惡徒 ダイマンガワルド Daimanga             | 47.4m | 2227.8t | 1.吸收了暴走的漫畫力量的巨大漫畫戰鬥兵。 2.陳列引以為傲的大篇幅漫畫，並將空中描繪的武器實體化進行攻擊。 3.『對話框（フキダシ）』台詞與行動得同步，這就是漫畫的宿命。                                                         | 第28界    |
| 大網球惡徒 ダイマンガワルド Daitenisu            | 47.9m | 2251.3t | 1.吸收了暴走的網球力量的巨大網球戰鬥兵。 2.擅長同時10顆球擊打的惡鬼粉碎攻擊，目標是網球冠軍的常勝。 3.對手的回擊都強制操控『網（ネット）』來防禦。                                                                           | 第29界    |
| 大柿子惡徒 ダイカキワルド Daikaki                | 48.2m | 2265.4t | 1.吸收了暴走的乾柿力量的巨大柿子戰鬥兵。 2.擅長包括新鮮牡蠣的牡蠣攻擊，及如花般生長的花器在飛翔地花器火箭在內，各種カキ攻擊。 3.甚至能用極度危險『火氣（火気）』的火焰來燒傷對手。                                           | 第30界    |
| 大牛乳惡徒 ダイギュウニュウワルド Daigyuunyuu    | 45.7m | 2147.9t | 1.吸收了暴走的牛乳力量的巨大牛乳戰鬥兵。 2.能從周圍的巨大瓶子及巨大真空包中高壓噴射隨意噴灑牛奶。 3.將這擦拭後的『抹布臭味（ぞうきんの臭い）』相當強烈。                                                                     | 第31界    |
| 大顛倒惡徒 ダイサカサマワルド Daisakasama        | 63.2m | 2970.4t | 1.吸收了暴走的顛倒力量的巨大顛倒戰鬥兵。 2.臉部反轉的同時地面跟著翻轉，因此能將對手摔落。 3.這個技能並非『欺騙（イカサマ）』，而是實際地將世界逆轉。                                                                         | 第32界    |
| 大學園惡徒 ダイガクエンワルド Daigakuen          | 48.4m | 2274.8t | 1.吸收了暴走的學園力量的巨大學園戰鬥兵。 2.以超難解的測驗盾牌保護自身，除非將這個題目解出否則很難給予攻擊傷害。 3.特技並非扔粉筆而是投擲『三角尺（三角定規）』。                                                             | 第33界    |
| 大萬聖惡徒 ダイハロウィンワルド Daiharoin        | 48.1m | 2283.3t | 1.吸收了暴走的萬聖力量的巨大萬聖戰鬥兵。 2.能與萬聖節的惡靈一起調皮般攻擊敵人。 3.但只要『裝扮（仮装）』一下就能與這些惡靈們輕鬆地相處。                                                                                     | 第34界    |
| 大鑽石惡徒 ダイダイヤワルド Daidaiya             | 63.0m | 2990.6t | 1.吸收了暴走的鑽石力量的巨大鑽石戰鬥兵。 2.利用飄浮在空中的鑽石曲折反射，將對手的攻擊華麗反彈。 3.但對『衝撃（衝撃）』的抗力意外地弱。                                                                                       | 第35界    |
| 大驚嚇惡徒 ダイビックリバコワルド Daibikkuribako | 48.6m | 2261.3t | 1.吸收了暴走的驚嚇力量的巨大驚嚇戰鬥兵。 2.打開驚嚇建築時，以預想外的重火器攻擊讓對手驚嚇。 3.會對起床時的『隱藏相機（ドッキリ）』感到驚嚇。                                                                                 | 第36界    |
| 大蘿蔔惡徒 ダイダイコンワルド Daidaikon          | 63.0m | 2901.7t | 1.吸收了暴走的蘿蔔力量的巨大蘿蔔戰鬥兵。 2.將對手的攻擊以刨絲器頭部反擊回去。 3.能融化機器人的蘿蔔泥，反而被『八手（ヤツデさん）』的美味家常菜吸引。                                                                         | 第37界    |
| 大盆器惡徒 ダイボンワルド Daibon                 | 48.5m | 2233.9t | 1.吸收了暴走的盆器力量的巨大盆器戰鬥兵。 2.合掌召喚精靈馬們，並加大盆器攻擊直到敵人成佛。 3.這些精靈馬們，是以『茄子和黃瓜（ナスとキュウリ）』製作而成。                                                                     | 第38界    |
| 大正月惡徒 ダイショウガツワルド Daishougatsu     | 47.6m | 2237.2t | 1.吸收了暴走的正月力量的巨大正月戰鬥兵。 2.用左腕的除夕加農砲發射，並用鏡餅將對手固定住。 3.突然出現的巨大獅子舞與巨大老虎，則是來自大正月惡徒那令人迷惑的『壓歲錢（お年玉）』。                                             | 第39界    |
| 大麵條惡徒 ダイメンワルド Daimen                 | 48.8m | 2293.6t | 1.吸收了暴走的麵條力量的巨大麵條戰鬥兵。 2. 3. | 第41界    |
| 大被爐惡徒 ダイメンワルド Daikotatsu             | 48.2m | 2237.2t | 1.吸收了暴走的被爐力量的巨大被爐戰鬥兵。 2. 3. | 第42界    |
| 大逆風惡徒 ダイムカイカゼワルド Daimukaikaze     | 48.4m | 2252.0t | 1.吸收了暴走的逆風力量的巨大逆風戰鬥兵。 2. 3. | 第43界    |
| 大SD惡徒 ダイSDワルド DaiSD                      | 63.0m | 2975.8t | 1.吸收了暴走的SD力量的巨大SD戰鬥兵。 2. 3. | 第44界    |
| 大御籤惡徒 ダイオミクジワルド Daiomikuji         | 48.5m | 2290.8t | 1.吸收了暴走的御籤力量的巨大御籤戰鬥兵。 2. 3. | 第45界    |
| 大人參惡徒 ダイニンジンワルド Daininjin          | 48.1m | 2238.0t | 1.吸收了暴走的人參力量的巨大人參戰鬥兵。 2. 3. | 第46界    |
| 大青玉惡徒 ダイサファイアワルド Daisafaia        | 48.0m | 2278.5t | 1.吸收了暴走的青玉力量的巨大青玉戰鬥兵。 2. 3. | 第46界    |
| 大蝙蝠惡徒 ダイコウモリワルド Daikomori          | 47.2m | 2218.4t | 1.吸收了暴走的蝙蝠力量的巨大蝙蝠戰鬥兵。 2. 3. | 第46界    |

#### 下級兵卒
庫達庫
本作中的雜兵之一，托吉鐵克的下級戰鬥員。
當伊吉魯迪將封閉齒輪置入時，就會變身成惡徒。
封閉王朝滅亡後，所有庫達庫也變回機械托比亞的平民。
回收庫達庫
因回收惡徒的關係，而由被其吞噬過的人類及機界機器人所變化而成的庫達庫，第13界登場。
肌肉庫達庫
庫達伊塔
聲：石川英郎
台灣CV：張至超／香港CV：蕭徽勇
身高：185cm
體重：278kg
世界：機械托比亞（キカイトピア）
本作中的雜兵之一，托吉鐵克的上級戰鬥員，領導著惡徒和庫達庫。
- 石川英郎曾於多部特攝作品（超級戰隊系列、假面騎士系列、金屬英雄系列）配音。

庫達伊特斯特
聲：小峰一己
台灣CV：張至超／香港CV：鄧志堅
身高：47.0m
體重：2209.0t
世界：機械托比亞（キカイトピア）
本作中的巨大雜兵，托吉鐵克的最上級戰鬥員。
當怪人被擊倒時，會出擊並吸收惡徒所殘留的齒輪力量變成大惡徒。
新庫達伊特斯特
身高： 63.0m
體重： 2961.0t
世界： 機械托比亞（キカイトピア）
為伊吉魯迪所開發的新版本庫達伊特斯特。第31界登場。
會隨著時間流逝進行自我強化來逐步擴張自身的機體。
第32界開始改由它進行出擊並吸收惡徒所殘留的齒輪力量變成大惡徒。
第33界由伊吉魯迪證實其無法量產。

#### 其他人物
神（駒木根葵汰二飾）
神秘一樣的存在，既不屬於全界者一方，也不屬於托吉鐵克一方，是所有平行世界的創造者，但因所有平行世界堆積在一起而顯得混亂，為清理門戶而秘密浮動著。
本身沒有完全的軀體，因此除了為顛覆整個托吉鐵克而長久以來附身在蓋蓋身上，也能隨意附身在其他人身上。
第48界在托吉鐵克隨著波克瓦烏斯的陣亡而被消滅後，除介人所在的地球，封印掉所有平行世界。
最終界擬態成介人的模樣，與對方交戰數回打成平手後，以三局兩勝的猜拳來定勝負，結果猜拳輸了，按照承諾，將所有平行世界解放出來。

### 其他戰力

#### 崇帝示威機器人（バトルシーザーロボ，Battle Caesar Robo）
【基本資料】
| 機體高度                                 | 機體重量                               | 機體航速 | 機組力量輸出                                         | 世界                               |
| ---------------------------------------- | -------------------------------------- | -------- | ---------------------------------------------------- | ---------------------------------- |
| 45.5m (重建後為46m，再重建后回落為45.5m) | 2100t (重建後為2200t，再重建后為2250t) | 350km/h  | 900萬馬力 (重建後為1000萬馬力，再重建后為1100萬馬力) | 機械托比亞 キカイトピア Kikaitopia |

停留凱撒的專屬機器人，由伊吉魯迪為停留凱撒研發。第11界登場。
移動速度極快，能瞬移，幾乎能和全開者的巨大機器人打得不分勝負，必殺技是透過一把「暗黑劍」來個「西撒暗黑劍唐竹斬（シーザー暗黒剣唐竹割り）」，狠狠擊倒敵人；、安裝於膝蓋兩側的格鬥刃兼鐳射槍「鉗刃（ソードシーザー）」則用來發動「西撒暗黑雷冥擊（シーザー暗黒雷冥撃）」五連陣紫色鐳射炮的猛攻，而「停留護盾（ステイシールド）」僅僅只是用來防禦的。
第14界被痛快王破壞，直到第22界該機器人重建並再次出場，是為戰鬥凱撒機器人2世（バトルシーザーロボ2世，Battle Caesar Robo II），頭部天綫造型是為王冠。第23界再度被全開獸王破壞，之後再重建及出場戰鬥凱撒機器人3世（バトルシーザーロボ3世，Battle Caesar Robo III）。
外觀取自1979年《戰鬥狂熱 J》的戰鬥狂熱機器人和1984年《超電子生化人》的巴爾吉昂，而發動必殺技的姿態則是取自1980年《電子戰隊電磁人》的大電神。

#### 伊吉魯迪破壞者四世（イジルデストロイヤー4世，IJIRUDESTROYER IV）
【基本資料】
| 機體高度 | 機體重量 | 機體航速 | 機組力量輸出 | 世界                               |
| -------- | -------- | -------- | ------------ | ---------------------------------- |
| 46.0m    | 2300t    | 350km/h  | 1200萬馬力   | 機械托比亞 キカイトピア Kikaitopia |

伊吉魯迪以『戰鬥西撒機器人系列』的資料所製作出來的巨大機器人，第47界登場。與戰鬥西撒3世外觀基本相同，分別是改為與伊吉魯迪相同的白、紫色系、武器改為與伊吉魯迪手杖外觀相同的巨大手杖

#### 全界王 黑侏羅獅王（ゼンカイオー ブラックジュラガオーン，ZENKAIOH BLACK JURAGAON ）
【基本資料】
| 機體高度                  | 機體重量 | 機體航速 | 機組力量輸出 | 世界                               |
| ------------------------- | -------- | -------- | ------------ | ---------------------------------- |
| 45.0m （肩膀以上：47.0m） | 2400t    | 350㎞/h  | 1000萬馬力   | 機械托比亞 キカイトピア Kikaitopia |

由停滯西撒召喚出來的巨大機器人，為全界王侏羅獅王的改色兼邪惡版本。第26界登場。

#### 破壞獸王（ハカイジュウオー，HAKAIJYUOH）
【基本資料】
| 機體高度 | 機體重量 | 機體航速 | 機組力量輸出 | 世界                               |
| -------- | -------- | -------- | ------------ | ---------------------------------- |
| 47.5m    | 3000t    | 350km/h  | 1250萬馬力   | 機械托比亞 キカイトピア Kikaitopia |

由托吉鐵克利用前任君王的零件，加上破壞凱撒來打造成的巨大機械怪獸。第40界登場。
兩肩配備了「齒輪加農炮（ギアキャノン）」，能發射出破壞力極强的光綫，配合背部機械翼「破壞之翼（ハカイウイング）」的加持，力量更上一層樓。
在戰鬥的最後遭全開獸王和鱷魚大炮聯合破壞。

#### 封閉齒輪（トジルギア，TOJIRU GEAR）
托吉鐵克所使用的齒輪型道具，技術源自於五色田博士夫婦所設計及開發的戰隊齒輪。
第2界得知只要破壞該齒輪道具，所封印的世界就會被解放。
在第4界時眾人從布鲁恩口中得知如何從齒輪中解放世界的方法。
| 名稱                                    | 能力                                    | 登場話數               | 備註           |
| --------------------------------------- | --------------------------------------- | ---------------------- | -------------- |
| 蘑菇封閉齒輪 （キノコトジルギア）       | 壓縮著『蘑菇托比亞』的力量 製造蘑菇惡徒 | 第2界                  |                |
| 冰塊封閉齒輪 （コオリトジルギア）       | 壓縮著『冰塊托比亞』的力量 製造冰塊惡徒 | 第3界                  |                |
| 拳擊封閉齒輪 （ボクシングトジルギア）   | 壓縮著『拳擊托比亞』的力量 製造拳擊惡徒 | 第4界                  |                |
| 壽司封閉齒輪 （スシトジルギア）         | 壓縮著『壽司托比亞』的力量 製造壽司惡徒 | 第5界                  |                |
| 垃圾封閉齒輪 （ゴミトジルギア）         | 壓縮著『垃圾托比亞』的力量 製造垃圾惡徒 | 第6界                  |                |
| 門扉封閉齒輪 （ドアトジルギア）         | 壓縮著『門扉托比亞』的力量 製造門扉惡徒 | 第8界                  |                |
| 柏餅封閉齒輪 （カシワモチトジルギア）   | 壓縮著『柏餅托比亞』的力量 製造柏餅惡徒 | 第9界                  |                |
| 白晝封閉齒輪 （マヒルトジルギア）       | 壓縮著『白晝托比亞』的力量 製造白晝惡徒 | 第10界                 |                |
| 迷藏封閉齒輪 （オニゴッコトジルギア）   | 壓縮著『迷藏托比亞』的力量 製造迷藏惡徒 | 第11界                 |                |
| 蝸牛封閉齒輪 （カタツムリトジルギア）   | 壓縮著『蝸牛托比亞』的力量 製造蝸牛惡徒 | 第12界                 |                |
| 回收封閉齒輪 （リサイクルトジルギア）   | 壓縮著『回收托比亞』的力量 製造回收惡徒 | 第13界                 |                |
| 復古封閉齒輪 （レトロトジルギア）       | 壓縮著『復古托比亞』的力量 製造復古惡徒 | 第15界                 |                |
| 磁鐵封閉齒輪 （ジシャクトジルギア）     | 壓縮着「磁鐵托比亞」的力量 製造磁鐵惡徒     | 第16界                 |                |
| 透明封閉齒輪 （トウメイトジルギア）     | 壓縮着「透明托比亞」的力量 製造透明惡徒 | 第17界                 |                |
| 戀愛封閉齒輪 （レンアイトジルギア）     | 壓縮着「戀愛托比亞」的力量 製造戀愛惡徒 | 第18界                 |                |
| 甲蟲封閉齒輪 （カブトムシトジルギア）   | 壓縮着「甲蟲托比亞」的力量 製造甲蟲惡徒 | 第19界                 |                |
| 織女封閉齒輪 （オリヒメトジルギア）     | 壓縮着「織女托比亞」的力量 製造織女惡徒 | 《假面騎士聖刃》特別章 | 電影聯動特別篇 |
| 彥星封閉齒輪 （ヒコボシトジルギア）     | 壓縮着「彥星托比亞」的力量 製造彥星惡徒 | 第20界                 | 電影聯動特別篇 |
| 複製封閉齒輪 （コピートジルギア）       | 壓縮着「複製托比亞」的力量 製造複製惡徒 | 第21界                 |                |
| 鬥牛封閉齒輪 （トウギュウトジルギア）   | 壓縮着「鬥牛托比亞」的力量 製造鬥牛惡徒 | 第22界                 |                |
| 度假封閉齒輪 （バカンストジルギア）     | 壓縮着「度假托比亞」的力量 製造度假惡徒       | 第24界                 |                |
| 日晷封閉齒輪 （ヒドケイトジルギア）     | 壓縮着「日晷托比亞」的力量 製造日晷惡徒 | 第25界                 |                |
| 漫畫封閉齒輪 （マンガトジルギア）       | 壓縮着「漫畫托比亞」的力量 製造漫畫惡徒 | 第28界                 |                |
| 網球封閉齒輪 （テニストジルギア）       | 壓縮着「網球托比亞」的力量 製造網球惡徒 | 第29界                 |                |
| 乾柿封閉齒輪 （ホシガキトジルギア）     | 壓縮着「乾柿托比亞」的力量 製造乾柿惡徒 | 第30界                 |                |
| 牛乳封閉齒輪 （ギュウニュウトジルギア） | 壓縮着「牛乳托比亞」的力量 製造牛乳惡徒 | 第31界                 |                |
| 顛倒封閉齒輪 （サカサマトジルギア）     | 壓縮着「顛倒托比亞」的力量 製造顛倒惡徒 | 第32界                 |                |
| 學園封閉齒輪 （ガクエントジルギア）     | 壓縮着「學園托比亞」的力量 製造學園惡徒 | 第33界                 |                |
| 萬聖封閉齒輪 （ハロウィントジルギア）   | 壓縮着「萬聖托比亞」的力量 製造萬聖惡徒 | 第34界                 |                |
| 鑽石封閉齒輪 （ダイヤトジルギア）       | 壓縮着「鑽石托比亞」的力量 製造鑽石惡徒 | 第35界                 |                |
| 驚嚇封閉齒輪 （ビックリバコトジルギア） | 壓縮着「驚嚇托比亞」的力量 製造驚嚇惡徒 | 第36界                 |                |
| 蘿蔔封閉齒輪 （ダイコントジルギア）     | 壓縮着「蘿蔔托比亞」的力量 製造蘿蔔惡徒 | 第37界                 |                |
| 盂蘭封閉齒輪 （ボントジルギア）         | 壓縮着「盂蘭托比亞」的力量 製造盂蘭惡徒 | 第38界                 |                |
| 正月封閉齒輪 （ショウガツトジルギア）   | 壓縮着「正月托比亞」的力量 製造正月惡徒 | 第38 - 39界            |                |
| 麵條封閉齒輪 （メントジルギア）         | 壓縮着「麵條托比亞」的力量 製造麵條惡徒 | 第41界                 |                |
| 被爐封閉齒輪 （コタツトジルギア）       | 壓縮着「被爐托比亞」的力量 製造被爐惡徒 | 第42界                 |                |
| 逆風封閉齒輪 （ムカイカゼトジルギア）   | 壓縮着「逆風托比亞」的力量 製造逆風惡徒 | 第43界                 |                |
| SD封閉齒輪 （SDトジルギア）             | 壓縮着「SD托比亞」的力量 製造SD惡徒     | 第44界                 |                |
| 御籤封閉齒輪 （オミクジトジルギア）     | 壓縮着「御籤托比亞」的力量 製造御籤惡徒 | 第45界                 |                |
| 人參封閉齒輪 （ニンジントジルギア）     | 壓縮着「人參托比亞」的力量 製造人參惡徒 | 第46界                 |                |
| 青玉封閉齒輪 （サファイアトジルギア）   | 壓縮着「青玉托比亞」的力量 製造青玉惡徒 | 第46界                 |                |
| 蝙蝠封閉齒輪 （コウモリトジルギア）     | 壓縮着「蝙蝠托比亞」的力量 製造蝙蝠惡徒 | 第46界                 |                |

## 全開者的裝備

### 共用裝備
- 齒輪變身槍（ギアトリンガー，GEARTLINGER）

音效：蓮娜・哈特
全開者所使用的銃型變身器，由介人的雙親以機械鳥 —— 小說為原型所開發，通過置入壓縮著超級戰隊的力量的戰隊齒輪，可以變身成相對應戰隊類型的全開者，可以讓侏蘭他們巨大化和進行全界合體。
置入戰隊齒輪，喊出「變身全開（チェンジ全開！）」的口號後，轉動把手，會發出「〇〇號！砰砰！砰砰！（〇〇番！バンバーン！バンバーン！）」的待機音效後，扣下扳機，會發出「（ババーン！ババーン！ババーン！ババーン！ババババーン！）全開〇〇（ゼンカイ〇〇）」的音效，即可變身成全界者。
置入戰隊齒輪，轉動把手，會發出「〇〇號！砰砰！砰砰！（〇〇番！バンバーン！バンバーン！）」的待機音效後，扣下扳機，會發出「（ババーン！ババーン！ババーン！ババーン！ババババーン！）〇〇連者 / 〇〇者 / 〇〇人 / 〇〇（〇〇レンジャー / 〇〇ジャー / 〇〇マン / 〇〇）」的音效，出現前輩戰士唱名後的影像並附著於身上，即可使用前輩的力量。
- 全開扣帶（ゼンカイバックル，ZENKAI BUCKLE）

全開者身上所配戴的腰帶，為白色黑皮帶，腰帶正中央為長方形的白色收納盒，上頭皆有一個黃色V字型的圖案，可用來存放戰隊齒輪，總共可以存放6個。
- 全開獸齒輪（ゼンカイジュウギア，ZENKAIJYU GEAR）

由芙琳特藉由獸連者和時間連者的力量，打造出來的中型齒輪，在第19界登場，第21界更多出了一個，可以讓全界凱撒和痛快凱撒不用輪流使用。
可由全界凱撒和痛快凱撒變身成超級全開凱撒和超級痛快凱撒，擁有「界獸模式（カイジュウモード/Kaijuu Mode）」和「戰隊齒輪模式（センタイギアモード/Sentai Gear Mode）」。
- 超級全凱撒

全開獸齒輪插入齒輪機關槍中，轉動把手期間，齒輪不斷發出「界獸（カイジュウ/Kaijuu）」的音效。之後會發出「Super！砰砰！砰砰！（スーパー！バンバーン！バンバーン！）」扣下扳機，會發出「（ババーン！ババーン！ババーン！ババーン！ババババーン！）超全開！（超ゼンカーイ！）」的音效。
- 超級痛快凱撒

把全開獸齒輪置入齒輪舵輪槍後後，會發出「回せー」的聲效。轉動變身器後方的舵期間會不斷發出「開獸（カイジュウ/Kaijuu）」的音效，之後發出「Super（スーパー）」的聲效後進入待機模式。
待機模式期間按壓變身器時會發出「Hey！（へイ）」的音效。
扣下扳機後，會發出「Yosoro（ヨーソロー）！ 超Twokai Ni Revolution（超ツーカイにレボリューション）！」的音效。
- 造型以未來戰隊時間連者的V暴龍（界獸模式）和恐龍戰隊獸連者的龍皇凱撒（齒輪模式）為藍本。
- 閃耀全開獸齒輪（キラメキゼンカイジュウギア，KIRAMEKI ZENKAIJYU GEAR）

### 專屬裝備
- 劍與盾（ジュランソードとジュランシールド，JURAN SWORD AND JURAN SHIELD）

全界侏羅的專屬武器。
- 牙昂鉤爪（ガオーンクロー，GAON CLAW）

全界獅王的專屬武器。
- 瑪吉納魔杖（マジーヌスティック，MAJINE STICK）

全界瑪吉納的專屬武器。
- 布魯恩十字鎬（ブルーンピッカー，VROON PICKER）

全界布魯恩的專屬武器。
- 全力全界劍（ゼンリョクゼンカイソード，ZENRYOKY ZENKAI SWORD）

上列裝備所合體而成的全力全界王（合體機器人）的專屬武器。
- 全界暴龍槍（ゼンカイティランス，ZENKAI TYRANCE）

超級全開凱撒兼超級痛快王（合體機器人）的專屬武器，槍頭部位能投射出去，並靠著鐵鏈來捆綁敵人。
- 全力全開加農砲（ゼンリョクゼンカイキャノン，ZENRYOKUZENKAI CANNON）

音效：銀河萬丈
本由五色田介人的父母共同設計，卻被伊吉魯迪研發出來，擁有超級戰隊之力的最强武器。曾由破壞凱撒使用，后被全界凱撒奪回。
可皆由此武器上的齒輪轉動召喚出對應力量的超級戰隊戰士們。（最多可召喚4位戰士）
| 全力全開加農砲的46種戰隊力量 | 全力全開加農砲的46種戰隊力量 | 全力全開加農砲的46種戰隊力量 | 全力全開加農砲的46種戰隊力量                                                                                               |
| 標誌                         | 原文                         | 中文翻譯                     | 相關超級戰隊 |
| ---------------------------- | ---------------------------- | ---------------------------- | --- |
| ？                           | 正義の シークレットパワー    | 正義的 秘密力量              | 《秘密戰隊五連者》、《JAKQ電擊隊》、《海賊戰隊豪快者》、《特命戰隊Go Busters》、《快盜戰隊魯邦連者》                       |
| 恐龍                         | 轟け ジュラシックパワー      | 怒吼 侏儸紀力量              | 《恐龍戰隊獸連者》、《爆龍戰隊暴連者》、《獸電戰隊強龍者》、《騎士龍戰隊龍裝者》                                           |
| 獅子                         | 吠えろ ビーストパワー        | 咆哮 野獸力量                | 《太陽戰隊太陽火神》、《超獸戰隊生命人》、《鳥人戰隊噴射人》、《星獸戰隊銀河人》、《百獸戰隊牙吠連者》、《動物戰隊獸王者》 |
| 魔法帽                       | 神秘の ミラクルパワー        | 神秘的 奇跡力量              | 《大戰隊GOGGLE V》、《超力戰隊王連者》、《魔法戰隊魔法連者》、《天裝戰隊護星者》、《烈車戰隊特急者》                       |
| 汽車                         | 爆走 マシンパワー            | 爆走 機械力量                | 《高速戰隊渦輪連者》、《激走戰隊車連者》、《轟轟戰隊冒險者》、《炎神戰隊轟音者》、《魔進戰隊煌輝者》                       |
| 拳頭                         | 極めろ ファイティングパワー  | 極致 格鬥力量                | 《戰鬥狂熱 J》、《光戰隊覆面人》、《五星戰隊大連者》、《獸拳戰隊激氣連者》                                                 |
| 燒瓶                         | 爆発 サイエンスパワー        | 爆發 科學力量                | 《電子戰隊電磁人》、《科學戰隊炸藥人》、《超電子生化人》、《未來戰隊時間連者》                                             |
| 手裏劍                       | お覚悟 チャンバラパワー      | 覺悟 劍鬥力量                | 《忍者戰隊隱連者》、《忍風戰隊破裏劍者》、《侍戰隊真劍者》、《手裏劍戰隊忍忍者》                                           |
| 行星                         | 果てなき ギャラクシーパワー  | 無盡的 銀河力量              | 《電擊戰隊變化人》、《超新星閃光人》、《地球戰隊五人組》、《電磁戰隊百萬連者》、《宇宙戰隊九連者》                         |
| 手銬                         | 出動 パトロールパワー        | 出動 巡邏力量                | 《救急戰隊GOGOV》、《特搜戰隊刑事連者》、《警察戰隊巡邏連者》                                                              |
| 全開者隊徽                   | 燃やせ スーパー戦隊パワー    | 燃燒 超級戰隊力量            | 《機界戰隊全開者》 |

### 追加戰士裝備

#### 痛快凱撒
- 齒輪舵輪槍（ギアダリンガー，GEARDALINGER）

音效：關智一
痛快凱撒專用的銃劍型變身器，可以變成槍模式和刀模式。
為芙琳特透過從托吉鐵克盜取而來的技術開發而成的。
置入戰隊齒輪前先喊出：「變身痛快（チェンジツーカイ）」的口號。
置入任何一個戰隊齒輪後，會發出「轉下去（回せー）」的聲效。
轉動變身器後方的舵後，發出相應的名稱後綴（Twokaiser/Shinkenger/Ohranger/Zenkaiser)
扣下扳機後，會發出「向前航行（ヨーソロー）！〇〇地革命吧（〇〇 にレボリューション）！」的音效
- 痛快凱撒的音效

轉動變身器後方的舵後，發出「Twokaiser（ツーカイザー）」的聲效後進入待機模式。
待機模式期間按壓變身器時會發出「Hey（へイ）」的音效
扣下扳機後，會發出「向前航行（ヨーソロー）！痛快地進化吧（ツーカイにレボリューション）！」的音效。
- 王連形態的變身音效

轉動變身器後方的舵後，發出「Ohranger（オーレンジャー）」的聲效後進入待機模式。
待機模式期間按壓變身器時會發出「Olé（オーレ）」的音效
扣下扳機後，會發出「向前航行（ヨーソロー）！ Chouriki/超力 Ni Revolution（チョーリキにレボリューション）！」的音效。
- 真劍型態的變身音效

轉動變身器後方的舵後，發出「Shinkenger（シンケンジャー）」的聲效後進入待機模式。
待機模式期間按壓變身器時會發出「Sore（ソレ）」的音效
扣下扳機後，會發出「向前航行（ヨーソロー）！Shinken/真劍 Ni Revolution（シンケンにレボリューション）！」的音效。
- 痛快扣帶（ツーカイバックル，TWOKAI BUCKLE）

痛快凱撒所配戴的腰帶，為紅色黑皮帶，腰帶正中央為長方形的紅色收納盒，上頭有一個黃色V字型的圖案，可用來存放戰隊齒輪（最多6個）。

### 惡役戰士裝備

#### 停留凱撒
- 齒輪封閉槍（ギアトジンガー，GEARTOZINGER）

停留凱撒/崇帝示威所使用的銃型變身器，以機械鳥 —— 蓋蓋為基礎所研發。通過置入壓縮著超級戰隊的力量的暗黑戰隊齒輪，可以召喚出相對應的戰隊或巨大機器人。
在強化改造之後，更能召喚出暗黑戰隊齒輪所對應的戰隊戰士強化型態。
置入暗黑齒輪，喊出「暗黑變身（暗黒チェンジ！）」的口號後，轉動把手，會發出「邪號！砰砰！砰砰！（邪番！バンバーン！バンバーン！）」的待機音效後，扣下扳機，會發出「（ジャバーン！）停留西撒（ステイシーサー）」的音效，即可變身成停留西撒。
置入暗黑戰隊齒輪，轉動把手，會發出「〇〇號！砰砰！砰砰！（〇〇番！バンバーン！バンバーン！）」的待機音效後，扣下扳機，會發出「（ジャバーン！）〇〇連者 / 〇〇者 / 〇〇人 / 〇〇（〇〇レンジャー / 〇〇ジャー / 〇〇マン / 〇〇）」的音效，將歷代戰隊或巨大機器人（出現DX玩具盒）具現化。
- 強力暗黑盾（強力暗黑シールド）

停留凱撒/崇帝示威所使用的防禦武器。
- 西撒暗黑流星群（シーザー暗黒流星群）

停留凱撒/崇帝示威所使用的射擊武器，裝備於右腕上，能發射火箭炮。
- 西撒邪王炮皇擊（シーザー邪王砲皇擊）

停留凱撒/崇帝示威所使用的射擊武器，裝備於胸甲上，能發射超強鐳射炮。

### 戰隊齒輪（センタイギア，SENTAI GEAR）
全界者所使用的共有核心道具，外型如同齒輪般的小型道具，壓縮著存在於許多平行世界裡的超级戰隊的偉大力量，有用於變身成全開者的齒輪以及可以使用壓縮的傳說超級戰隊究極力量的齒輪，齒輪正面（英雄側）為英雄圖騰，背面（機界側）為戰隊標誌圖騰。
第11界中芙琳特亦仿效了全開者使用的齒輪另外製造了七個，分別為隱連者、百萬連者、破裏劍者、激氣連者、獸王者、魯邦連者及龍裝者。
第12界中芙琳特仿製了渦輪連者的齒輪。
在《暴太郎戰隊DON BROTHERS》的世界觀中，似乎因不明原因而失落。
| 戰隊編號         | 名稱                                                                                                  | 超級戰隊（Super Sentai）           | 能力 | 登場話數         | 備註                                           |
| 戰隊齒輪（變身） | 戰隊齒輪（變身）                                                                                      | 戰隊齒輪（變身）                   | 戰隊齒輪（變身） | 戰隊齒輪（變身） | 戰隊齒輪（變身）                               |
| ---------------- | --- | ---------------------------------- | --- | ---------------- | ---------------------------------------------- |
| 45               | 全界凱撒齒輪 （ゼンカイザーギア，Zenkaizer Gear）                                                     | 機界戰隊全開者                     | 壓縮著『機界戰隊全開者』的力量。 正面：變身成全開凱撒。 背面：發動全界合體。 | 第1界            | 正面為『全開凱撒』圖樣，背面為『全開者』標誌。 |
| 45               | 全界凱撒齒輪 超級紅Ver. （ゼンカイザーギア スーパーレッド Ver.，Zenkaizer Gear Super Red Ver.）       | 機界戰隊全開者                     | 壓縮著『機界戰隊全開者』的力量。 正面：變身成全開紅。 | 全開紅大介紹！   | 正面為『全開紅』圖樣，背面為『全開者』標誌。   |
| 16               | 全開侏蘭齒輪 （ゼンカイジュランギア，Zenkaijuran Gear）                                               | 恐龍戰隊獸連者                     | 壓縮著『恐龍戰隊獸連者』大獸神的力量。 正面：變身成全開侏蘭。 背面：發動全開侏蘭巨大化或召喚齒輪機關槍火箭筒。                                                                        | 第1界            | 正面為全開侏蘭圖樣，背面為全開者標誌。         |
| 25               | 全開牙昂齒輪 （ゼンカイガオーンギア，Zenkaigaon Gear）                                                | 百獸戰隊牙吠連者                   | 壓縮著『百獸戰隊牙吠連者』牙吠王的力量。 正面：變身成全開牙昂。 背面：發動全開牙昂巨大化或召喚齒輪機關槍火箭筒。                                                                      | 第2界            | 正面為全開牙昂圖樣，背面為全開者標誌。         |
| 29               | 全開瑪吉納齒輪 （ゼンカイマジーヌギア，Zenkaimajine Gear）                                            | 魔法戰隊魔法連者                   | 壓縮著『魔法戰隊魔法連者』魔法王的力量。 正面：變身成全開瑪吉納。 背面：發動全開魔法努巨大化或召喚齒輪機關槍火箭筒。                                                                  | 第3界            | 正面為全開魔法努圖樣，背面為全開者標誌。       |
| 30               | 全開布魯恩齒輪 （ぜンカイブルーンギア，Zenkaivroon Gear）                                             | 轟轟戰隊冒險者                     | 壓縮著『轟轟戰隊冒險者』大冒險的力量。 正面：變身成全開布魯恩。 背面：發動全開布魯恩巨大化或召喚齒輪機關槍火箭筒。                                                                    | 第4界            | 正面為全開布鲁恩圖樣，背面為全開者標誌。       |
| 35               | 痛快凱撒齒輪 （ツーカイザーギア，Twokaizer Gear）                                                     | 海賊戰隊豪快者                     | 壓縮著『海賊戰隊豪快者』的力量。 正面：變身成痛快凱撒。 背面：召喚戰艦。 | 第8界            | 正面為痛快凱撒圖樣，背面為全開者標誌。         |
| 19               | 痛快力齒輪 （ツーカイリッキーギア，Twokairicky Gear）                                                 | 超力戰隊王連者                     | 壓縮著『超力戰隊王連者』的力量。 正面：轉換成王連型態。 背面：進行合體指令。 | 第9界            | 正面為痛快力圖樣，背面為王紅標誌。             |
| 33               | 痛快刀齒輪 （ツーカイカッタナーギア，TwokaiCUTANNER Gear）                                            | 侍戰隊真劍者                       | 壓縮著『侍戰隊真劍者』的力量。 正面：轉換成真劍型態。 背面：進行合體指令。 | 第9界            | 正面為痛快刀圖樣，背面為真劍紅標誌。           |
| 戰隊齒輪（力量） | |                                    | |                  |                                                |
| 01               | 五連者齒輪 （ゴレンジャーギア，Gorenger Gear）                                                        | 祕密戰隊五連者                     | 壓縮著『秘密戰隊五連者』的力量。 全開凱撒：可使用五連者的必殺技五連者颶風。 | 第7界            | 正面為赤連者圖樣，背面為五連者標誌。           |
| 01               | 五連者齒輪 超級紅Ver. （ゴレンジャーギア スーパーレッド Ver.，Gorenger Gear Super Red Ver.）          | 祕密戰隊五連者                     | |                  | 正面為赤連者圖樣，背面為五連者標誌。           |
| 02               | JAKQ齒輪 （ジャッカーギア，J.A.K.Q. Gear）                                                            | JAKQ電擊隊                         | 壓縮著『JAKQ電擊隊』的力量。 痛快凱撒：可使用Big One的權限命令假貨JAKQ電擊隊。 | 第14界           | 正面為黑桃A圖樣，背面為JAKQ標誌。              |
| 03               | 戰鬥狂熱齒輪 （バトルフィーバーギア，Battle Fever Gear）                                              | 戰鬥狂熱 J                         | 壓縮著『戰鬥狂熱 J』的力量。 全開凱撒：可使用戰鬥狂熱J的必殺技戰鬥舞蹈。 | 第14界           | 正面為戰鬥日本圖樣，背面為戰鬥狂熱標誌。       |
| 04               | 電磁人齒輪 （デンジマンギア，Denjiman Gear）                                                          | 電子戰隊電磁人                     | 壓縮著『電子戰隊電磁人』的力量。 全開凱撒：配戴電磁人專用的武器電磁手套。 | 第9界            | 正面為電磁紅圖樣，背面為電磁人標誌。           |
| 05               | 太陽火神齒輪 （サンバルカンギア，Sun Vulcan Gear）                                                    | 太陽戰隊太陽火神                   | 壓縮著『太陽戰隊太陽火神』的力量。 全開凱撒、全開侏蘭、全開牙昂、全開布魯恩：能使用太陽火神的新火神球                                                                                 | 第17、24界       | 正面為火神鷲圖樣，背面為太陽火神標誌。         |
| 06               | 風鏡V齒輪 （ゴーグルVギア，Goggle V Gear）                                                            | 大戰隊風鏡V                        | 壓縮著『大戰隊風鏡V』的力量。 全開凱撒、全開侏蘭：可使用風鏡V的絕技體操繩。 | 第2界            | 正面為風鏡紅圖樣，背面為風鏡V標誌。            |
| 07               | 炸藥人齒輪 （ダイナマンギア，Dynaman Gear）                                                           | 科學戰隊炸藥人                     | 壓縮著『科學戰隊炸藥人』的力量。 全開凱撒：可使用炸藥粉紅的必殺技玫瑰終曲 全開凱撒：可使用炸藥人的技能超音波反彈                                                                      | 第28、46界       | 正面為炸藥紅圖樣，背面為炸藥人標誌。           |
| 08               | 生化人齒輪 （バイオマンギア，Bioman Gear）                                                            | 超電子生化人                       | 壓縮著『超電子生化人』的力量。 全開侏蘭：可使用生化人的技能來干擾敵方的電路。 | 第21界           | 正面為Red One圖樣，背面為生化人標誌。          |
| 09               | 變化人齒輪 （チェンジマンギア，Changeman Gear）                                                       | 電擊戰隊變化人                     | 壓縮著『電擊戰隊變化人』的力量。 全開凱撒：可使用變化獅鷲的技能火山熔岩銀河 | 第24界           | 正面為變化飛龍圖樣，背面為變化人標誌。         |
| 10               | 閃光人齒輪 （フラッシュマンギア，Flashman Gear）                                                      | 超新星閃光人                       | 壓縮著『超新星閃光人』的力量。 全開者：可使用閃光人的必殺武器旋轉火神砲。 | 第7界            | 正面為紅閃光圖樣，背面為閃光人標誌。           |
| 11               | 覆面人齒輪 （マスクマンギア，Maskman Gear）                                                           | 光戰隊覆面人                       | 壓縮著『光戰隊覆面人』的力量。 全開凱撒：可使用覆面人的靈氣力量漂浮在空中。 | 第14界           | 正面為紅覆面圖樣，背面為覆面人標誌。           |
| 12               | 生命人齒輪 （ライブマンギア，Liveman Gear）                                                           | 超獸戰隊生命人                     | 壓縮著『超獸戰隊生命人』的力量。 全開凱撒：可使用紅獵鷹的劍。 | 第14界           | 正面為紅獵鷹圖樣，背面為生命人標誌。           |
| 13               | 渦輪連者齒輪 （ターボレンジャーギア，Turboranger Gear）                                               | 高速戰隊渦輪連者                   | 壓縮著『高速戰隊渦輪連者』的力量。 全開凱撒跟全開者：可高速移動。 | 第12界           | 正面為紅渦輪圖樣，背面為渦輪連者標誌。         |
| 14               | 五人組齒輪 （ファイブマンギア，Fiveman Gear）                                                         | 地球戰隊五人組                     | 壓縮著『地球戰隊五人組』的力量。 全開凱撒：可獲得FIVE紅的理科知識。 | 第16界           | 正面為FIVE紅圖樣，背面為五人組標誌。           |
| 15               | 噴射人齒輪 （ジェットマンギア，Jetman Gear）                                                          | 鳥人戰隊噴射人                     | 壓縮著『鳥人戰隊噴射人』的力量。 全開者和痛快凱撒：可模仿《鳥人戰隊噴射人》最後一集（第51話）中，天堂龍（Red Hawk）和鹿鳴館香（White Swan）結婚時的情景。 全開凱撒:召喚出黃鴞丟擲番茄 | 第18、41界       | 正面為紅鷹圖樣，背面為噴射人標誌。             |
| 16               | 獸連者齒輪 （ジュウレンジャーギア，Zyurenger Gear）                                                   | 恐龍戰隊獸連者                     | 壓縮著『恐龍戰隊獸連者』的力量。 全開凱撒：可使用獸連者的合體必殺技巴比倫攻擊。 | 第25界           | 正面為霸王龍連者圖樣，背面為獸連者標誌。       |
| 17               | 大連者齒輪 （ダイレンジャーギア，Dairanger Gear）                                                     | 五星戰隊大連者                     | 壓縮著『五星戰隊大連者』的力量。 全開凱撒跟全開者：可使用大連者的武器大連棍。 痛快凱撒：可使用牙連者的武器白虎真劍。 全開凱撒:可使用獅子連者的技能天幻星•霧隱。                       | 第4、40、44界    | 正面為龍連者圖樣，背面為大連者標誌。           |
| 18               | 隱連者齒輪 （カクレンジャーギア，Kakuranger Gear）                                                    | 忍者戰隊隱連者                     | 壓縮著『忍者戰隊隱連者』的力量。 全開凱撒和全開者：可使用隱連者的秘技脫離之術。 | 第7界            | 正面為忍者紅圖樣，背面為隱連者標誌。           |
| 19               | 王連者齒輪 （オーレンジャーギア，Ohranger Gear）                                                      | 超力戰隊王連者                     | 壓縮著『超力戰隊王連者』的力量。 全開牙昂：可使用王紅的秘技超力紅星拳。 | 第23界           | 正面為王紅圖樣，背面為王連者標誌。             |
| 20               | 車連者齒輪 （カーレンジャーギア，Carranger Gear）                                                     | 激走戰隊車連者                     | 壓縮著『激走戰隊車連者』的力量。 全開牙昂：可使用黃車手的絕技激走機械分離。 | 第26界           | 正面為紅車手圖樣，背面為車連者標誌。           |
| 21               | 百萬連者齒輪 （メガレンジャーギア，Megarenger Gear）                                                  | 電磁戰隊百萬連者                   | 壓縮著『電磁戰隊百萬連者』的力量。 全開凱撒：能像百萬連者般在半空滑行。 | 第10界           | 正面為百萬紅圖樣，背面為百萬連者標誌。         |
| 22               | 銀河人齒輪 （ギンガマンギア，Gingaman Gear）                                                          | 星獸戰隊銀河人                     | 壓縮著『星獸戰隊銀河人』的力量。 痛快凱撒：利用黑騎士的能力馴服牛群。 | 第22界           | 正面為銀河紅圖樣，背面為銀河人標誌。           |
| 23               | GOGOV齒輪 （ゴーゴーファイブギア，GoGoFive Gear）                                                     | 救急戰隊GOGOV                      | 壓縮著『救急戰隊GOGOV』的力量。 全界侏蘭：可使用GOGOV的團隊救護能力。 | 第36界           | 正面為Go Red圖樣，背面為GOGOV標誌。            |
| 24               | 時間連者齒輪 （タイムレンジャーギア，Timeranger Gear）                                                | 未來戰隊時間連者                   | 壓縮著『未來戰隊時間連者』的力量。 全開侏蘭：可使被倒轉的時間回到未來。 | 第15界           | 正面為時間紅圖樣，背面為時間連者標誌。         |
| 25               | 牙吠連者齒輪 （ガオレンジャーギア，Gaorenger Gear）                                                   | 百獸戰隊牙吠連者                   | 壓縮著『百獸戰隊牙吠連者』的力量。 全開牙昂：可使用牙吠連者的絕技野性力量。 | 第7界            | 正面為牙吠紅圖樣，背面為牙吠連者標誌。         |
| 26               | 破裏劍者齒輪 （ハリケンジャーギア，Harikenger Gear）                                                  | 忍風戰隊破裏劍者                   | 壓縮著『忍風戰隊破裏劍者』的力量。 全開凱撒：可使用破裏劍者的忍術超忍-影之舞。 痛快凱撒：能使用手裏劍者的忍術棒球絕技。                                                               | 第2、11界        | 正面為破裏劍紅圖樣，背面為破裏劍者標誌。       |
| 27               | 暴連者齒輪 （アバレンジャーギア，Abaranger Gear）                                                     | 爆龍戰隊暴連者                     | 壓縮著『爆龍戰隊暴連者』的力量。 痛快凱撒：能使用暴殺手的武器杜畢翼龍羽刃 | 第19界           | 正面為暴紅圖樣，背面為暴連者標誌。             |
| 28               | 刑事連者連者齒輪 （デカレンジャーギア，Dekaranger Gear）                                              | 特搜戰隊刑事連者                   | 壓縮著『特搜戰隊刑事連者』的力量。 全開凱撒：可召喚逮捕手銬。 | 第13界           | 正面為刑事紅圖樣，背面為刑事連者標誌。         |
| 29               | 魔法連者連者齒輪 （マジレンジャーギア，Magiranger Gear）                                              | 魔法戰隊魔法連者                   | 壓縮著『魔法戰隊魔法連者』的力量。 全開侏蘭、全開牙昂：能使用強化咒語。 | 第37界           | 正面為魔法紅圖樣，背面為魔法連者標誌。         |
| 30               | 冒險者齒輪 （ボウケンジャーギア，Boukenger Gear）                                                     | 轟轟戰隊冒險者                     | 壓縮著『轟轟戰隊冒險者』的力量。 全開布魯恩：能使用冒險者的絕技混泥土攻擊。 | 第34界           | 正面為冒險紅圖樣，背面為冒險者標誌。           |
| 31               | 激氣連者齒輪 （ゲキレンジャーギア，Gekiranger Gear）                                                  | 獸拳戰隊激氣連者                   | 壓縮著『獸拳戰隊激氣連者』的力量。 痛快凱撒：能使用激氣斬的武器靈犀刀刃。 | 第11界           | 正面為激氣紅圖樣，背面為激氣連者標誌。         |
| 32               | 轟音者齒輪 （ゴーオンジャーギア，Go-onger Gear）                                                      | 炎神戰隊轟音者                     | 壓縮著『炎神戰隊轟音者』的力量。 痛快凱撒、全開牙昂：可使用轟音雙翼的絕技噴射匕首。                                                                                                   | 第13界           | 正面為轟音紅圖樣，背面為轟音者標誌。           |
| 33               | 真劍者齒輪 （シンケンジャーギア，Shinkenger Gear）                                                    | 侍戰隊真劍者                       | 壓縮著『侍戰隊真劍者』的力量。 全開牙昂：可使用真劍紅的秘技烈火武士斬。 全開凱撒:可使用真劍者的文字力量折神大變化                                                                     | 第23、48界       | 正面為真劍紅圖樣，背面為真劍者標誌。           |
| 33               | 真劍者齒輪 超級紅Ver. （シンケンジャーギア スーパーレッド Ver.，Shinkenger Gear Super Red Ver.）      | 侍戰隊真劍者                       | |                  | 正面為真劍紅圖樣，背面為真劍者標誌。           |
| 34               | 護星者齒輪 （ゴセイジャーギア，Goseiger Gear）                                                        | 天裝戰隊護星者                     | 壓縮著『天裝戰隊護星者』的力量。 全開凱撒：可使用天裝術。 痛快凱撒：可化身成護星騎士的原型雄獅套首。                                                                                  | 第11、36界       | 正面為護星紅圖樣，背面為護星者標誌。           |
| 35               | 豪快者齒輪 （ゴーカイジャーギア，Gokaiger Gear）                                                      | 海賊戰隊豪快者                     | 壓縮著『海賊戰隊豪快者』的力量。 全開者全員：可互相交換武器。 | 第39界           | 正面為豪快紅圖樣，背面為豪快者標誌。           |
| 36               | Go Busters齒輪 （ゴーバスターズギア，Go-Busters Gear）                                                | 特命戰隊Go Busters                 | 壓縮著『特命戰隊Go Busters』的力量。 全開布魯恩、全開瑪吉納：可使用Go Busters的疫苗程式。                                                                                             | 第6界            | 正面為Red Buster圖樣，背面為Go Busters標誌。   |
| 36               | Go Busters齒輪 超級紅Ver. （ゴーバスターズギア スーパーレッド Ver.，Go-Busters Gear Super Red Ver.）  | 特命戰隊Go Busters                 | |                  | 正面為Red Buster圖樣，背面為Go Busters標誌。   |
| 37               | 強龍者齒輪 （キョウリュウジャーギア，Kyoryuger Gear）                                                 | 獸電戰隊強龍者                     | 壓縮著『獸電戰隊強龍者』的力量。 全開者：可使用跳森巴的方式戰鬥。 | 第39界           | 正面為強龍紅圖樣，背面為強龍者標誌。           |
| 37               | 強龍者齒輪 超級紅Ver. （キョウリュウジャーギア スーパーレッド Ver.，Kyoryuger Gear Super Red Ver.）   | 獸電戰隊強龍者                     | |                  | 正面為強龍紅圖樣，背面為強龍者標誌。           |
| 38               | 特急者齒輪 （トッキュウジャーギア，ToQger Gear）                                                      | 烈車戰隊特急者                     | 壓縮著『烈車戰隊特急者』的力量。 全開凱撒：借用特急烈車的力量，可令使用者排成一線然後向敵人作出如烈車般快速滑行的攻擊。                                                               | 第3界            | 正面為特急1號圖樣，背面為特急者標誌。          |
| 38               | 特急者齒輪 超級紅Ver. （トッキュウジャーギア スーパーレッド Ver.，ToQger Gear Super Red Ver.）        | 烈車戰隊特急者                     | |                  | 正面為特急1號圖樣，背面為特急者標誌。          |
| 39               | 忍忍者齒輪 （ニンニンジャーギア，Ninninger Gear）                                                     | 手裏劍戰隊忍忍者                   | 壓縮著『手裏劍戰隊忍忍者』的力量。 全開侏蘭：可使用忍忍者的必殺技忍烈斬。 | 第1界            | 正面為赤忍者圖樣，背面為忍忍者標誌。           |
| 39               | 忍忍者齒輪 超級紅Ver. （ニンニンレンジャーギア スーパーレッド Ver.，Ninninger Gear Super Red Ver.）   | 手裏劍戰隊忍忍者                   | |                  | 正面為赤忍者圖樣，背面為忍忍者標誌。           |
| 40               | 獸王者齒輪 （ジュウオウジャーギア，Zyuohger Gear）                                                    | 動物戰隊獸王者                     | 壓縮著『動物戰隊獸王者』的力量。 全開凱撒：可使用獸王鷹的絕技野性解放-無敵之翼。 痛快凱撒：能使用獸王世界的武器獸王之槍                                                               | 第1、35界        | 正面為獸王鷹圖樣，背面為獸王者標誌。           |
| 41               | 九連者齒輪 （キュウレンジャーギア，Kyuranger Gear）                                                   | 宇宙戰隊九連者                     | 壓縮著『宇宙戰隊九連者』的力量。 全開凱撒：能擁有與獅子紅一樣究極的幸運。 痛快凱撒：能使用小熊天藍的大熊球玉變大。                                                                    | 第5、14界        | 正面為獅子紅圖樣，背面為九連者標誌。           |
| 41               | 九連者齒輪 超級紅Ver. （キュウレンジャーギア スーパーレッド Ver.，Kyuranger Gear Super Red Ver.）     | 宇宙戰隊九連者                     | |                  | 正面為獅子紅圖樣，背面為九連者標誌。           |
| 42               | 魯邦連者齒輪 （ルパンレンジャーギア，Lupinrenger Gear）                                               | 快盜戰隊魯邦連者VS警察戰隊巡邏連者 | 壓縮著『快盜戰隊魯邦連者』的力量。 全開凱撒：可使用魯邦連者的必殺技收取強襲。 | 全开紅大介紹！   | 正面為魯邦紅圖樣，背面為魯邦連者標誌。         |
| 42               | 魯邦連者齒輪 超級紅Ver. （ルパンレンジャーギア スーパーレッド Ver.，Lupinrenger Gear Super Red Ver.） | 快盜戰隊魯邦連者VS警察戰隊巡邏連者 | |                  | 正面為魯邦紅圖樣，背面為魯邦連者標誌。         |
| 42               | 巡邏連者齒輪 （パトレンジャーギア，Patranger Gear）                                                   | 快盜戰隊魯邦連者VS警察戰隊巡邏連者 | 壓縮著『警察戰隊巡邏連者』的力量。 全開凱撒：可使用巡邏連U號的力量融為一體 | 第42界           | 正面為巡邏連1號圖樣，背面為巡邏連者標誌        |
| 42               | 巡邏連者齒輪 超級紅Ver. （パトレンジャーギア スーパーレッド Ver.，Patranger Gear Super Red Ver.）     | 快盜戰隊魯邦連者VS警察戰隊巡邏連者 | 壓縮著『警察戰隊巡邏連者』的力量。 全開紅：可使用巡邏連者的必殺技一擊強襲。 | 全开紅大介紹！   | 正面為巡邏連1號圖樣，背面為巡邏連者標誌        |
| 43               | 龍裝者齒輪 （リュウソウジャーギア，Ryusoulger Gear）                                                  | 騎士龍戰隊龍裝者                   | 壓縮著『騎士龍戰隊龍裝者』的力量。 全開凱撒：能使用龍裝者的龍裝劍。 | 第5界            | 正面為龍裝紅圖樣，背面為龍裝者標誌。           |
| 43               | 龍裝者齒輪 超級紅Ver. （リュウソウジャーギア スーパーレッド Ver.，Ryusoulger Gear Super Red Ver.）    | 騎士龍戰隊龍裝者                   | |                  | 正面為龍裝紅圖樣，背面為龍裝者標誌。           |
| 44               | 煌輝者齒輪 （キラメイジャーギア，Kirameiger Gear）                                                    | 魔進戰隊煌輝者                     | 壓縮著『魔進戰隊煌輝者』的力量。 全開凱撒：可召喚煌輝石型態的煌輝魔進撞擊敵人。 全開牙昂：能讓周圍變得閃亮亮。                                                                        | 第8、24界        | 正面為煌輝紅圖樣，背面為煌輝者標誌。           |
| 44               | 煌輝者齒輪 超級紅Ver. （キラメイジャーギア スーパーレッド Ver.，Kirameiger Gear Super Red Ver.）      | 魔進戰隊煌輝者                     | |                  | 正面為煌輝紅圖樣，背面為煌輝者標誌。           |
| 45               | 全界者齒輪 （2022Ver.） （ゼンカイジャーギア（2022 ver.），Zenkaiger Gear （2022 Ver.））             | 機界戰隊全界者                     | 壓縮著『機界戰隊全界者』的力量。 |                  | 正面為全界凱撒圖樣，背面為全界者標誌。         |
| 46               | DON BROTHERS齒輪 （ドンブラザーズギア，Don Brothers Gear）                                            | 暴太郎戰隊DON BROTHERS             | 壓縮著『暴太郎戰隊DON BROTHERS』的力量。 全開凱撒：召喚出Don桃太郎。 | 第42界           | 正面為Don桃太郎圖樣，背面為DON BROTHERS標誌。  |
| 非               | 秋葉原連者齒輪 （アキバレンジャーギア，Akibarenger Gear）                                             | 非公認戰隊秋葉原連者               | |                  |                                                |

### 騎士齒輪（ライダーギア，RIDER GEAR）
為芙琳特以戰隊齒輪為基礎而製作出來的齒輪，可以使用假面騎士的力量。
| 騎士編號     | 名稱                                         | 假面騎士（Kamen Rider） | 能力 | 登場話數     | 備註         |
| 平成騎士齒輪 | 平成騎士齒輪                                 | 平成騎士齒輪            | 平成騎士齒輪 | 平成騎士齒輪 | 平成騎士齒輪 |
| ------------ | -------------------------------------------- | ----------------------- | --- | ------------ | ------------ |
| 20           | 時王齒輪 （ジオウギア，ZI-O Gear）           | 時王（ZI-O）            | 全開侏蘭：ZI-O II的預知未來能力和使出ZI-O II的必殺技：ZI-O最強 King Giri Giri Slash（ジオウサイキョウ キングギリギリスラッシュ） | 第20界       |              |
| 令和騎士齒輪 |                                              |                         | |              |              |
| 01           | Zero-One齒輪 （ゼロワンギア，Zero-One Gear） | Zero-One                | 全開牙昂：可使出Zero-One Rising Hopper的必殺技：Rising Impact                                                                    | 第20界       |              |
| 02           | 聖刃齒輪 （セイバーギア，Saber Gear）        | 聖刃（Saber）           | 全開凱撒：可使用聖刃專用的聖劍：火炎劍烈火，並使出聖刃 Brave Dragon的必殺技：火炎十字斬                                          | 第20界       |              |

### 暗黑戰隊齒輪（ダークセンタイギア，DARK SENTAI GEAR）
停留西撒/崇帝示威所使用的核心道具，外型如同齒輪般的小型道具，但不同於全界者所使用的金色，而是呈紫色的，就像「假貨」一樣。由伊吉魯迪以戰隊齒輪為藍本製造，原型疑似是被封印的戰隊世界。有別於戰隊齒輪使用後只使出所屬戰隊的能力/必殺技，暗黑戰隊齒輪使用時會把所屬戰隊的成員實體化，與《海賊戰隊豪快者》中的反派巴斯克使用戰隊鑰匙的方式類似，在強化之後，更是能召喚出戰隊成員的強化型態。
同樣壓縮著存在於許多平行世界裡的超级戰隊的偉大力量，有用於召喚歷代戰隊戰士和召喚歷代戰隊機器人的齒輪，齒輪正面（英雄側）為英雄圖騰，背面（機界側）為戰隊標誌圖騰。
| 戰隊編號 | 名稱                                                        | 超級戰隊（Super Sentai） | 能力                                                                                 | 登場話數    | 備註                                         |
| -------- | ----------------------------------------------------------- | ------------------------ | ------------------------------------------------------------------------------------ | ----------- | -------------------------------------------- |
| 暗       | 停留西撒齒輪 （ステイシーザーギア， Gear）                  | -                        | 壓縮著『托吉鐵克』的力量。 正面：變身成停滯凱撒。 背面：召喚戰鬥凱撒機器人。         | 第7界       | 正面為停留西撒圖樣，背面為托吉鐵克標誌。     |
| 16       | 全開侏蘭齒輪 （ゼンカイジュランギア，Zenkaijuran Gear）     | 恐龍戰隊獸連者           | 壓縮著『恐龍戰隊獸連者』大獸神的力量。 正面：未知。 背面：召喚巨大化黑全界侏蘭。     | 第26界      | 正面為全開侏蘭圖樣，背面為全開者標誌。       |
| 25       | 全開牙昂齒輪 （ゼンカイガオーンギア，Zenkaigaon Gear）      | 百獸戰隊牙吠連者         | 壓縮著『百獸戰隊牙吠連者』牙吠王的力量。 正面：未知。 背面：召喚巨大化黑全界牙吠。   | 第26界      | 正面為全開牙昂圖樣，背面為全開者標誌。       |
| 29       | 全開瑪吉納齒輪 （ゼンカイマジーヌギア，Zenkaimajine Gear）  | 魔法戰隊魔法連者         | 壓縮著『魔法戰隊魔法連者』魔法王的力量。 正面：未知。 背面：召喚巨大化黑全界瑪吉納。 | 劇中未使用  | 正面為全開瑪吉納圖樣，背面為全開者標誌。     |
| 30       | 全開布魯恩齒輪 （ぜンカイブルーンギア，Zenkaivroon Gear）   | 轟轟戰隊冒險者           | 壓縮著『轟轟戰隊冒險者』大冒險的力量。 正面：未知。 背面：召喚巨大化黑全界布魯恩。   | 劇中未使用  | 正面為全開布魯恩圖樣，背面為全開者標誌。     |
| 35       | 痛快凱撒齒輪 （ツーカイザーギア，Twokaizer Gear）           | 海賊戰隊豪快者           | 壓縮著『海賊戰隊豪快者』的力量。 正面：未知。 背面：未知。                           | 劇中未使用  | 正面為痛快凱撒圖樣，背面為全開者標誌。       |
| 19       | 痛快力齒輪 （ツーカイリッキーギア，Twokairicky Gear）       | 超力戰隊王連者           | 壓縮著『超力戰隊王連者』的力量。 正面：未知。 背面：未知。                           | 劇中未使用  | 正面為痛快力圖樣，背面為王紅標誌。           |
| 33       | 痛快刀齒輪 （ツーカイカッタナーギア，TwokaiCUTANNER Gear）  | 侍戰隊真劍者             | 壓縮著『侍戰隊真劍者』的力量。 正面：未知。 背面：未知。                             | 劇中未使用  | 正面為痛快刀圖樣，背面為真劍紅標誌。         |
| 01       | 五連者齒輪 （ゴレンジャーギア，Gorenger Gear）              | 祕密戰隊五連者           | 壓縮著『秘密戰隊五連者』的力量，可召喚出假貨五連者。 第8界被痛快凱撒擊碎。           | 第7界       | 正面為赤連者圖樣，背面為五連者標誌。         |
| 02       | JAKQ齒輪 （ジャッカーギア，JAKQ Gear）                      | JAKQ電擊隊               | 壓縮著『JAKQ電擊隊』的力量，可召喚出假貨JAKQ。                                       | 第14界      | 正面為黑桃A圖樣，背面為JAKQ標誌。            |
| 03       | 戰鬥狂熱J齒輪 （バトルフィーバーJギア，Battle Fever Gear）  | 戰鬥狂熱 J               | 壓縮著『戰鬥狂熱 J』的力量。                                                         | 劇中未使用  | 正面為戰鬥日本圖樣，背面為戰鬥狂熱標誌。     |
| 04       | 電磁人齒輪 （デンジマンギア，Denjiman Gear）                | 電子戰隊電磁人           | 壓縮著『電子戰隊電磁人』的力量，可召喚出假貨大電神。                                 | 第7-8界     | 正面為電磁紅圖樣，背面為電磁人標誌。         |
| 08       | 生化人齒輪 （バイオマンギア，Bioman Gear）                  | 超電子生化人             | 壓縮著『超電子生化人』的力量，可召喚出假貨生化金剛。                                 | 第7-8界     | 正面為Red One圖樣，背面為生化人標誌。        |
| 10       | 閃光人齒輪 （フラッシュマンギア，Flashman Gear）            | 超新星閃光人             | 壓縮著『超新星閃光人』的力量，可召喚出假貨版的閃光人和閃光王。                       | 第7-8界     | 正面為紅閃光圖樣，背面為閃光人標誌。         |
| 11       | 覆面人齒輪 （マスクマンギア，Maskman Gear）                 | 光戰隊覆面人             | 壓縮著『光戰隊覆面人』的力量，可召喚出假貨版覆面人和V巨神。                          | 第7-8界     | 正面為紅覆面圖樣，背面為覆面人標誌。         |
| 13       | 渦輪連者齒輪 （ジュウレンジャーギア，Zyurenger Gear）       | 高速戰隊渦輪連者         | 壓縮著『高速戰隊渦輪連者』的力量，可召喚出假貨渦輪金剛。                             | 第7-8界     | 正面為紅渦輪圖樣，背面為渦輪連者標誌。       |
| 14       | 五人組齒輪 （ファイブマンギア，Fiveman Gear）               | 地球戰隊五人組           | 壓縮著『地球戰隊五人組』的力量，可召喚出假貨版的五人組和V金剛。                      | 第7-8界     | 正面為FIVE紅圖樣，背面為五人組標誌。         |
| 16       | 獸連者齒輪 （ジュウレンジャーギア，Zyurenger Gear）         | 恐龍戰隊獸連者           | 壓縮著『恐龍戰隊獸連者』的力量，可召喚出假貨版的獸連者和大獸神。                     | 第7界       | 正面為霸王龍連者圖樣，背面為獸連者標誌。     |
| 17       | 大連者齒輪 （ダイレンジャーギア，Dairanger Gear）           | 五星戰隊大連者           | 壓縮著『五星戰隊大連者』的力量，可召喚出假貨龍星王。                                 | 第7-8界     | 正面為龍連者圖樣，背面為大連者標誌。         |
| 19       | 王連者齒輪 （オーレンジャーギア，Ohranger Gear）            | 超力戰隊王連者           | 壓縮著『超力戰隊王連者』的力量，可召喚出假貨王連者。                                 | 第23界      | 正面為王紅圖樣，背面為王連者標誌。           |
| 20       | 車連者齒輪 （カーレンジャーギア，Carranger Gear）           | 激走戰隊車連者           | 壓縮著『激走戰隊車連者』的力量，可召喚出假貨RV金剛。                                 | 第7-8界     | 正面為紅車手圖樣，背面為車連者標誌。         |
| 21       | 百萬連者齒輪 （メガレンジャーギア，Megarenger Gear）        | 電磁戰隊百萬連者         | 壓縮著『電磁戰隊百萬連者』的力量，可召喚出假貨銀河百萬。                             | 第7-8界     | 正面為百萬紅圖樣，背面為百萬連者標誌。       |
| 22       | 銀河人齒輪 （ギンガマンギア，Gingaman Gear）                | 星獸戰隊銀河人           | 壓縮著『星獸戰隊銀河人』的力量，可召喚出假貨銀鎧王。                                 | 第7-8界     | 正面為銀河紅圖樣，背面為銀河人標誌。         |
| 24       | 時間連者齒輪 （タイムレンジャーギア，Timeranger Gear）      | 未來戰隊時間連者         | 壓縮著『未來戰隊時間連者』的力量，可召喚出假貨時間機器人。                           | 第7-8界     | 正面為時間紅圖樣，背面為時間連者標誌。       |
| 25       | 牙吠連者齒輪 （ガオレンジャーギア，Gaorenger Gear）         | 百獸戰隊牙吠連者         | 壓縮著『百獸戰隊牙吠連者』的力量，可召喚出假貨版的牙吠連者和牙吠王。                 | 第7界       | 正面為牙吠紅圖樣，背面為牙吠連者標誌。       |
| 27       | 暴連者齒輪 （アバレンジャーギア，Abaranger Gear）           | 爆龍戰隊暴連者           | 壓縮著『爆龍戰隊暴連者』的力量，可召喚出假貨暴連王和暴連極限。                       | 第7-8、26界 | 正面為暴紅圖樣，背面為暴連者標誌。           |
| 29       | 魔法連者齒輪 （マジレンジャーギア，Magiranger Gear）        | 魔法戰隊魔法連者         | 壓縮著『魔法戰隊魔法連者』的力量，可召喚出假貨版的魔法連者和魔法王。                 | 第7界       | 正面為魔法紅圖樣，背面為魔法連者標誌。       |
| 30       | 冒險者齒輪 （ボウケンジャーギア，Boukenger Gear）           | 轟轟戰隊冒險者           | 壓縮著『轟轟戰隊冒險者』的力量，可召喚出假貨版的冒險者和大冒險。                     | 第7界       | 正面為冒險紅圖樣，背面為冒險者標誌。         |
| 33       | 真劍者齒輪 （シンケンジャーギア，Shinkenger Gear）          | 侍戰隊真劍者             | 壓縮著『侍戰隊真劍者』的力量，可召喚出假貨真劍者及假貨超級真劍紅                     | 第23、43界  | 正面為真劍紅圖樣，背面為真劍者標誌。         |
| 34       | 護星者齒輪 （ゴセイジャーギア，Goseiger Gear）              | 天裝戰隊護星者           | 壓縮著『天裝戰隊護星者』的力量，可召喚出假貨超級護星紅和護星巨人。                   | 第8、26界   | 正面為護星紅圖樣，背面為護星者標誌。         |
| 35       | 豪快者齒輪 （ゴーカイジャージャーギア，Gokaiger Gear）      | 海賊戰隊豪快者           | 壓縮著『海賊戰隊豪快者』的力量，可召喚出假貨豪快王。                                 | 第7界       | 正面為豪快红圖樣，背面為豪快者標誌。         |
| 36       | Go Busters齒輪 （ゴーバスターズジャーギア，Go Buster Gear） | 特命戰隊Go Busters       | 壓縮著『特命戰隊Go Busters』的力量，可召喚出假貨超級Red Buster和特命合體王。         | 第7、35界   | 正面為Red Buster圖樣，背面為Go Busters標誌。 |
| 37       | 強龍者齒輪 （キョウリュウジャーギア，Kyoryuger Gear）       | 獸電戰隊強龍者           | 壓縮著『獸電戰隊強龍者』的力量，可召喚出假貨強龍神及假貨強龍紅嘉年華                 | 第7、43界   | 正面為強龍紅圖樣，背面為強龍者標誌           |

## 機界變形
使用戰隊齒輪巨大化的侏蘭、加昂、瑪吉納、布鲁恩，發動機界變形模式，所使用的機界型態。

### 侏羅暴龍（ジュランティラノ，JuranTyrano ）
【基本資料】
| 機體高度 | 機體寬度 | 機體長度 | 機體重量 | 機體航速 | 機組力量輸出 |
| -------- | -------- | -------- | -------- | -------- | ------------ |
| 32.7m    | 21.0m    | 48.7m    | 1300t    | 250km/h  | 500萬馬力    |

由巨大化的全開恐龍機界變形而成的暴龍型機界模式。第1界登場。
用巨大的下顎咬碎敵人，並擺盪強勁的尾巴將其擊飛。使用銳利的尾巴破壞敵人。
- 造型以恐龍戰隊獸連者的霸王龍為藍本。

### 牙吠獅子（ガオーンライオン，GaonLion ）
【基本資料】
| 機體高度 | 機體寬度 | 機體長度 | 機體重量 | 機體航速 | 機組力量輸出 |
| -------- | -------- | -------- | -------- | -------- | ------------ |
| 25.5m    | 21.5m    | 38.8m    | 1250t    | 300km/h  | 500萬馬力    |

由巨大化的全開牙吠機界變形而成的獅子型機界模式。第2界登場。
流線型的鬃毛首能在衝刺時降低空氣阻力。能讀取自然的流動，以我方有利的地形進行戰鬥。
- 造型以百獸戰隊牙吠連者的牙吠獅[87]為藍本。

### 魔法翼龍（マジンドラゴン，MajinDragon ）
【基本資料】
| 機體高度                  | 機體寬度 | 機體長度 | 機體重量 | 機體航速 | 機組力量輸出 |
| ------------------------- | -------- | -------- | -------- | -------- | ------------ |
| 19.0m （翅膀以上：33.0m） | 63.5m    | 67.8m    | 1050t    | 400km/h  | 400萬馬力    |

由巨大化的全界魔法機界變形而成的飛龍型機界模式。第3界登場。
巨大的翅膀在高空中舞動，自空中卷起粉紅色的風暴。能用魔法徹底改變敵人的樣貌。
- 造型以魔法戰隊魔法連者的魔法聖龍為藍本。

### 冒險泥頭車（ブルーンダンプ，VroonDump ）
【基本資料】
| 機體高度 | 機體寬度 | 機體長度 | 機體重量 | 機體航速 | 機組力量輸出 |
| -------- | -------- | -------- | -------- | -------- | ------------ |
| 22.3m    | 24.3m    | 25.2m    | 1450t    | 350km/h  | 600萬馬力    |

由巨大化的全界冒險機界變形而成的泥頭車型機界模式。第4界登場。
以前擋泥板為武器，用重量級的體型給予敵人撞擊！它能穿越各種崎嶇的道路，並能強行突破敵人的道路障礙。
- 造型以轟轟戰隊冒險者的轟轟砂石車為藍本。

### 鱷大王（クロコダイオー，Crocodaioh）
【基本資料】
| 機體高度 | 機體寬度 | 機體長度 | 機體重量 | 機體航速 | 機組力量輸出 |
| -------- | -------- | -------- | -------- | -------- | ------------ |
| 21.0m    | 43.0m    | 49.0m    | 2500t    | 400km/h  | 1050萬馬力   |

由鱷空王、鱷爬王組成、戈爾德茨卡的鱷魚型宇宙戰艦，既是合體為巨大機械人「痛快王」的本體，也是界賊的基地所在，第11界登場。
不單在宇宙與大氣層之下可以飛行，更可籍著艦首炮口發射穿越隧道，來往不同世界，包括已解放的世界與假面騎士聖刃所在的世界。
鱷大王的日文名字「クロコダイオー」，是由侍戰隊真劍者的下級侍從「黑子」、加上代表超力戰隊王連者的詞語「古代」與「王」組合而成。外觀為金銀色，藍本來自海賊戰隊豪快者19話、豪快銀以想像力把炎神戰隊轟音者的轟音金、轟音銀力量、合併而成的新連者鑰匙「轟音雙翼鑰匙」，不過轟音雙翼是左銀右金、鱷大王則相反、為左金右銀。

#### 鱷空王（クロスカイオー，Croskyoh）
【基本資料】
| 機體高度 | 機體寬度 | 機體長度 | 機體重量 | 機體航速 | 機組力量輸出 |
| -------- | -------- | -------- | -------- | -------- | ------------ |
| 13.0m    | 19.5m    | 49.5m    | 1300t    | 350km/h  | 550萬馬力    |

由鱷大王的艦身變形而成的氣墊艇型機界模式，由痛快刀操控。第11界登場。
在大空中能快速飛行，嘴部能張開並露出光束炮炮口，對敵發射「鱷空光束（クロスカイオービーム）」。
(僅在此界登場)

#### 鱷爬王（クローリングオー，Crawlingoh）
【基本資料】
| 機體高度 | 機體寬度 | 機體長度 | 機體重量 | 機體航速 | 機組力量輸出 |
| -------- | -------- | -------- | -------- | -------- | ------------ |
| 20.6m    | 7.5m     | 43.0m    | 1200t    | 350km/h  | 500萬馬力    |

由鱷大王的機翼變形而成的越野電單車型機界模式，由痛快力操控。第11界登場。
除了能以極快的高速行駛，車頭的機槍更能連續發射「鱷爬火神炮（クローリングオーバルカン）」，達到火力與速度的完美結合。
(僅在此界登場)

#### 鱷大炮（クロコダイバズーカ，Crocodaibazooka）
【基本資料】
| 機體高度 | 機體寬度 | 機體長度 | 機體重量 | 機體航速 | 機組力量輸出 |
| -------- | -------- | -------- | -------- | -------- | ------------ |
| m        | m        | m        | t        | km/h     | 萬馬力       |

鱷大王的炮擊模式，由鱷空王（炮口）和鱷爬王（支架）組合而成。第40界登場。
炮口能安裝卡塔那之刀和超力奇槍，需要由痛快刀和痛快力合力發動。
(僅在此界登場)

### 痛快刀（ツーカイカッタナー，TWOKAI CUTANNER）
（鈴木崚汰聲） 

【基本資料】
| 機體高度 | 機體寬度 | 機體長度 | 機體重量 | 機體航速 | 機組力量輸出 |
| -------- | -------- | -------- | -------- | -------- | ------------ |
| m        | m        | m        | t        | km/h     | 萬馬力       |

卡塔那的SD姿態。第9界登場。
背部設有一把紅色大刀「卡塔那之刀」（カッタナー刀），用於進行斬擊。
- 造型以侍戰隊真劍者的真劍王為藍本。

### 痛快力（ツーカイリッキー，TWOKAI RICKY）
（松田颯水聲） 

【基本資料】
| 機體高度 | 機體寬度 | 機體長度 | 機體重量 | 機體航速 | 機組力量輸出 |
| -------- | -------- | -------- | -------- | -------- | ------------ |
| m        | m        | m        | t        | km/h     | 萬馬力       |

力奇的SD姿態。第9界登場。
背部設有一把藍色機槍「超力奇槍（超リッキーガン）」，用作連續射擊。
- 造型以超力戰隊王連者的王連者機器人為藍本。

### 巨大超级全開凱撒（巨大スーパーゼンカイザー，GIGANT SUPER ZENKAIZER ）
【基本資料】
| 機體高度 | 機體寬度 | 機體長度 | 機體重量 | 機體航速 | 機組力量輸出 |
| -------- | -------- | -------- | -------- | -------- | ------------ |
| 50.1m    | 28.0m    | 14.7m    | 2500t    | 2000km/h | 1100萬馬力   |

由全界凱撒使用全開獸齒輪巨大變身的形態，為超级全開凱撒的巨大化版本。第21界登場。
可利用槍矛「全界暴龍槍（ゼンカイテンランス）」來以一當十，必殺技是用齒輪機關槍來發射全界暴槍，突刺敵人的「超全界超級轟爆（超ゼンカイスーパーバスター）」，此外也能夠巨大化。
- 造型以恐龍戰隊獸連者的剛龍神為藍本。

#### 全開獸鑽頭（ゼンカイジュウドリル，ZENKAIJYUDRILL）
【基本資料】
| 機體高度 | 機體寬度 | 機體厚度 | 機體重量 | 機體航速 | 機組力量輸出 |
| -------- | -------- | -------- | -------- | -------- | ------------ |
|          |          |          |          |          |              |

由巨大化的超級全開凱撒機界變形而成的鑽土機型機界模式，第22界登場。
能在半空中懸浮，并且以最快的速度和强勁的突鑽全力衝刺。
(僅在此界登場)
- 造型以海賊戰隊豪快者的豪獸鑽頭為藍本。

### 超級痛快凱撒SD（スーパーツーカイザーSD，SUPER TWOKAIZER SD ）
【基本資料】
| 機體高度 | 機體寬度 | 機體長度 | 機體重量 | 機體航速 | 機組力量輸出 |
| -------- | -------- | -------- | -------- | -------- | ------------ |
| 12.7m    | 11.0m    | 13.8m    | 100t     | 400km/h  | 40萬馬力     |

由超級痛快凱撒使用全界獸齒輪巨大變身的SD機器人形態。第21界登場。
小巧玲瓏，能和痛快力與痛快刀以等身個體進行操縱巨大機械類的作戰方式，但最大優勢依然是透過穿著于胸部的全界獸王頭部來進行猛咬。
- 造型以海賊戰隊豪快者的豪快王和未來戰隊時間連者的V暴龍機器人為藍本。

### 全力鷹（ゼンリョクイーグル，ZENRYOKU EAGLE）
【基本資料】
| 機體高度 | 機體寬度 | 機體長度 | 機體重量 | 機體航速 | 機組力量輸出 |
| -------- | -------- | -------- | -------- | -------- | ------------ |
| 34.0m    | 40.0m    | 53.5m    | 2500t    | 450km/h  | 1050萬馬力   |

由加農炮單獨巨大化、變形而成的戰鬥機型機界模式。第31界登場。
巨大化的同時也能扣動扳機，鼻錐和前翼部分發射彩色雷電攻擊，藉此發動必殺技「全力凱撒風暴（ゼンリョクカイザーストーム）」。
- 造型以未來戰隊時間連者的時間飛行器為藍本，而名稱由來則取自秘密戰隊五連者的EAGLE組織。

## 合體形態

### 

#### 全界王（ゼンカイオー，ZENKAIOH）[89]
由侏羅暴龍、牙吠獅子、魔法翼龍和布鲁恩砂石車4架機組之間交互合體的最強機界機器人。
- 主要形態：

##### 全界王侏羅牙吠（ゼンカイオージュラガオーン，ZENKAIOH JURAGAON[90]）
（藤田洋平皮套演出） 

【基本資料】
| 機體高度                  | 機體寬度 | 機體厚度 | 機體重量 | 機體航速 | 機組力量輸出 |
| ------------------------- | -------- | -------- | -------- | -------- | ------------ |
| 45.0m （肩膀以上：47.0m） | 38.5m    | 21.5m    | 2400t    | 350㎞/h  | 1000萬馬力   |

由侏羅暴龍（左半身）和牙吠獅子（右半身）全界合體，擅長狂野的接近戰組合。合體的場景為棒球場。第2界登場。
由侏羅主導的場合，右手裝備的『侏羅劍（ジュランソード）』和左手裝備的『侏羅盾（ジュランシールド）』以傳奇般的湍流斬殺敵人。
由加昂主導的場合，右手裝備的『牙吠鉤爪（ガオーンクロー）』鎖定敵人進行猛烈的爪擊。
必殺技為結合祕密、恐龍、百獸的力量全力全開集中於右手的侏羅劍的『侏羅劍 圓月斬（ジュランソード 円月クラッシュ）』將大惡徒一刀兩斷。

##### 全界王冒險魔法（ゼンカイオーブルマジーン，ZENKAIOH VROOMAJINE[90]）
（草野伸介皮套演出） 

【基本資料】
| 機體高度                  | 機體寬度 | 機體厚度 | 機體重量 | 機體航速 | 機組力量輸出 |
| ------------------------- | -------- | -------- | -------- | -------- | ------------ |
| 45.0m （肩膀以上：46.5m） | 84.5m    | 21.0m    | 2400t    | 400㎞/h  | 1000萬馬力   |

由冒險泥頭車（左半身）和魔法翼龍（右半身、背部）全界合體，擅長強力的遠距戰組合。合體的場景為拳擊場。第4界登場。
由布魯恩主導的場合，左手裝備的『冒險鋤頭（ブルーンピッカー）』如弩般發射光束射線。
由瑪芝露主導的場合，右手裝備的『魔法神魔杖（マジーヌスティック）』吟唱咒文施展魔法。
必殺技為全力全開擊打的『 冒險鋤頭 加速攻擊（ブルーンピッカー アクセルストライク）』將大惡徒粉碎殆盡。
- 次要形態：

##### 全界王侏羅魔法（ゼンカイオージュラマジーン，ZENKAIOH JURAMAJINE）
【基本資料】
| 機體高度                  | 機體寬度 | 機體厚度 | 機體重量 | 機體航速 | 機組力量輸出 |
| ------------------------- | -------- | -------- | -------- | -------- | ------------ |
| 45.0m （肩膀以上：46.5m） | 86.8m    | 20.2m    | 2200t    | 300㎞/h  | 900萬馬力    |

由侏羅暴龍（左半身）和魔法翼龍（右半身、背部）全界合體，擅長激烈的空中戰組合。第3界登場。
於天空飛舞，背上的魔法之翼如利刃般將敵人切割。
高速迴轉產生出風之元素，可做為防護用的防護壁及攻擊用的真空利刃。
（僅在第3、4界登場）

##### 全界王冒險牙吠（ゼンカイオーブルガオーン，ZENKAIOH VROOGAON）
【基本資料】
| 機體高度                  | 機體寬度 | 機體厚度 | 機體重量 | 機體航速 | 機組力量輸出 |
| ------------------------- | -------- | -------- | -------- | -------- | ------------ |
| 45.0m （肩膀以上：47.0m） | 35.8m    | 20.8m    | 2600t    | 300㎞/h  | 1100萬馬力   |

由冒險泥頭車（左半身）和牙吠獅子（右半身）全界合體，擅長迅速的肉搏戰組合。第4界登場。
雙腳的渦輪能在艱困區域戰鬥時高速突破。
剛力無雙的轟轟鐵拳能將敵人擊倒。
（僅在此界登場）

### 界賊合體（）

#### 痛快王（ツーカイオー，TWOKAIOH）
由鱷大王、痛快力和痛快刀3架機組之間交互合體的最強機界機器人。

##### 痛快王卡塔納（ツーカイオーカッタナー，TWOKAIOH CUTANNER）
【基本資料】
| 機體高度 | 機體寬度 | 機體厚度 | 機體重量 | 機體航速 | 機組力量輸出 |
| -------- | -------- | -------- | -------- | -------- | ------------ |
| 48.7m    | 41.7m    | 14.5m    | 2600t    | 400㎞/h  | 1100萬馬力   |

由鱷大王（呈金色面）、痛快力（左手）和痛快刀（頭部和胸甲）3架機組合體的最強機界機器人，擅長威嚴的近戰組合。第12界登場。
可利用左手的「卡塔那之刀（カッタナー刀）」來個快速斬擊——「烈火大斬」，刀身起火之際即刻揮動大劍，斬出志葉家的家徽字樣，將敵人一擊秒殺。

##### 痛快王力奇（ツーカイオーリッキー，TWOKAIOH RICKY）
【基本資料】
| 機體高度 | 機體寬度 | 機體厚度 | 機體重量 | 機體航速 | 機組力量輸出 |
| -------- | -------- | -------- | -------- | -------- | ------------ |
| 46.0m    | 32.3m    | 14.5m    | 2600t    | 400km/h  | 1100萬馬力   |

由鱷大王（呈銀色面）、痛快力（頭部和胸甲）和痛快刀（右手）3架機組合體的最強機界機器人。擅長霸氣的遠戰組合。第13界登場。
右手的「超力奇槍（超リッキーガン）」有助連續發射槍彈，給予強烈掃射，此外連同左手的巨大鱷魚頭也適合用作肉搏戰。
有四種「痛快（痛快に）」必殺技：
- 「超力火神炮（超力バルカン）」 - 藉由超力奇槍發射出王連者五位戰士的生物代表的立體影像，對敵掃射后再由巨大金字塔立體影像壓住敵人。
- 「超力粉碎（超力クラッシュ）」 - 左腕巨顎張開將敵人吸收進去再一口輾碎至爆炸。
- 「超力功夫（超力カンフー）」 - 連環飛踢。
- 「超力爆發（超力バースト）」 - 藉由超力奇槍召喚五個金字塔，形成星星陣勢，再發射藍色能量炮，消滅敵人。

### 超合體（）

#### 全開獸王（ゼンカイジュウオー，ZENKAIJYUOH）
【基本資料】
| 機體高度 | 機體寬度 | 機體厚度 | 機體重量 | 機體航速 | 機組力量輸出 |
| -------- | -------- | -------- | -------- | -------- | ------------ |
| 43.5m    | 45.5m    | 28.0m    | 2700t    | 350km/h  | 1200萬馬力   |

由超級全凱撒（除頭部以外的全身）和超級痛快凱撒SD（頭部）進行合體，擅長如猛獸般强勁攻擊的機器獸。合體的場景為迪斯科舞台。第21界登場。
可藉由尾巴的「全開獸突鑽（ゼンカイジュウドリル）」、裝備于全身的光束炮和前肢的導彈攻擊，再利用快速衝撞，讓敵人陷入措手不及的狀態之中。
必殺技為嘴部和四肢的射擊用武器連環發射的「開獸極限爆破（カイジュウマックスブラスター）」，以及尾部突鑽搭配斬擊，給予敵人重創的「全開獸王 雙重爆裂（ゼンカイジュウオー・ツインブレイカー）」。
- 造型以《恐龍戰隊獸連者》的龍皇凱撒（正面和背面）和《未來戰隊時間連者》的V暴龍（側面）為藍本。

### 超級合體（）

#### 超级全界王（スーパーゼンカイオー，SUPER ZENKAIOH）
由超級全開凱撒、侏羅暴龍、布魯恩砂石車3架機組之間交互合體的最強機界機器人。

##### 超级全界王侏羅（ゼンカイオースーパージュラン，SUPER ZENKAIOH Juran）
【基本資料】
| 機體高度                 | 機體寬度 | 機體厚度 | 機體重量 | 機體航速 | 機組力量輸出 |
| ------------------------ | -------- | -------- | -------- | -------- | ------------ |
| 45.0m（肩膀以上：51.0m） | 33.5m    | 16.0m    | 3650t    | 300km/h  | 1600萬馬力   |

由侏羅暴龍（左半身）和超級全開凱撒（右半身）全界合體。第23界登場。
具備在半空中漂浮和高速機動的能力，善於利用雙肩的鐳射炮、雙眼的「腕龍王護目鏡（ブラキオンゴーグル）」和右腕的「全界導彈（ゼンカイミサイル）」來發射火力。
（僅在第23、45界登場）

##### 超级全界王布鲁恩（ゼンカイオースーパーブルーン，SUPER ZENKAIOH Vroon）
【基本資料】
| 機體高度 | 機體寬度 | 機體厚度 | 機體重量 | 機體航速 | 機組力量輸出 |
| -------- | -------- | -------- | -------- | -------- | ------------ |
|          |          |          |          |          |              |

由布魯恩砂石車（左半身）和超級全開凱撒（右半身）合體
（劇中未登場）

### 超级界賊合體（）

#### 超级痛快王（スーパーツーカイオー，SUPER TWOKAIOH）
【基本資料】
| 機體高度 | 機體寬度 | 機體厚度 | 機體重量 | 機體航速 | 機組力量輸出 |
| -------- | -------- | -------- | -------- | -------- | ------------ |
| 47.3m    | 41.7m    | 18.0m    | 2800t    | 350km/h  | 1250萬馬力   |

由超級痛快凱撒SD（頭部和胸甲）、鱷大王（除頭胸和左臂以外的全身）、痛快力（左腕）和痛快刀（刀刃組件）4架機組之間交互合體的最強機界機器人。第23界登場。
配備卡塔那之刀和全界暴槍，使其具備雙刀流的能力。
（僅在此界登場）

### 全力合體（）

#### 全力全開王（ゼンリョクゼンカイオー，ZENRYOKU ZENKAIOH）
【基本資料】
| 機體高度                 | 機體寬度 | 機體厚度 | 機體重量 | 機體航速 | 機組力量輸出 |
| ------------------------ | -------- | -------- | -------- | -------- | ------------ |
| 65.0m（肩膀以上：75.8m） | 84.0m    | 18.5m    | 7300t    | 450km/h  | 3150萬馬力   |

由全力鷹（頭部、胴體）、侏羅暴龍（右臂）、牙吠獅子（左臂）、魔法神龍（右腿）和布魯恩砂石車（左腿）進行合體的最終最強機器人。第31界登場。
兼具力量、敏捷、技巧、速度和全開者五人初期戰士的力量，利用除全開凱撒以外的四人戰士的裝備合體而成的闊刀「全力全界劍（ゼンリョクゼンカイソード）」，來個以一當十的局面。同時由於全力鷹是由全力全開加農砲變形而成，所以亦可以透過各成員的意識轉動齒輪召喚出對應力量的超級戰隊的機組。
必殺技為透過跳躍來個斬擊「全開者·全力五連斬（ゼンカイジャー・ゼンリョクファイフスラッシュ）」，以及藉由歷代超級戰隊最强機器人的力量，透過全力全界劍來個連環超斬擊的「全開者·全戰隊最終大爆炸（ゼンカイジャー・オール戦隊ファイナルビッグバング）」。

## 設定

### 托比亞（トピア，Topia）
本作中任何一個平行世界的統稱，所居住每一個生命都以一個基礎物品作為特徵。
現今大多托比亞都被托吉鐵克的封印齒輪給佔據力量甚至是生命力，唯有齒輪被消滅了才得以解放。
名稱由來直接取自烏托邦(Utopia)。
- 機械托比亞（キカイトピア，Kikaitopia）

存在於許多平行世界中的其一——機械生命體『機界機器人』的家園。
雖然大部分機界機器人都是善良的，但卻遭到統治者『機械托比亞王朝托吉鐵克』以恐怖政治手段統治及支配著它們的一切。
就在托吉鐵克為了奪取介人所在的世界 - 地球而使用封閉齒輪時，卻意外地導致部份的機械托比亞地域與地球融合在一起。
-  機界機器人（キカイノイド，Kikainoid）

機械托比亞的居民，外形多樣化但身形都統一為人類様。
雖是機械生命體，但生理機能和生活作息卻和地球的人類一樣，而且一個機界機器人還能和一個人類相愛，產下擁有機械和人類血統的混血兒。
朱蘭、獅王、瑪吉納和布魯恩就是該世界的居民。
- 機械章魚燒（キカイたこ焼き，Kikaitakoyaki）

機械托比亞常見的一種食材，外形和日本的章魚燒一樣。
- 托吉鐵克皇宮（トジテンドパラス，Tojitendo Palace）

托吉鐵克的大本營所在，佔據機械托比亞的一部分區域。
來自海賊托比亞的界賊曾在那裡挖過無數寶藏。
- 海賊托比亞（カイゾクトピア，Kaizokutopia）

以海賊為基礎主題的其中一個平行世界，也是戈爾德茨卡家族的故鄉。
-  界賊（カイゾク，Kaizoku） 

由戈爾德茨卡家族成立的海盜團，以鱷大王為基地，游走在平行世界各地，又稱『世界海賊』。
該組織的名稱和海賊同音。
-  朋祭（ポンギ，Pongi） 

海賊托比亞的貨幣單位。
在第9界片尾，佐克斯大手筆付30萬元朋祭，作爲在第9界片頭，他跟弟弟妹妹初次來Colorful吃飯不付錢，臨走前還偷走Colorful店裡所有食物並綑綁全開者5人的代價。
- SD托比亞（エスディートピア，SD Topia）

以SD生命體為基礎主題的其中一個平行世界，對被視為搗亂行為外來平行世界的人類，會施以詛咒，使其成為SD型態。。
- 蘑菇托比亞（キノコトピア，Kinokotopia）

以蘑菇為基礎主題的其中一個平行世界，那裡的生命頭頂上都長著一顆蘑菇。
- 冰塊托比亞（コオリトピア，Koritopia）

以冰塊為基礎主題的其中一個平行世界，那裡的生命即使冬天也吃著冰品。
- 垃圾托比亞（ゴミトトピア，Gomitopia）

以垃圾為基礎主題的其中一個平行世界，那裏堆滿了各式各樣的垃圾。
- 門扉托比亞（ドアトピア，Doatopia）

以門扉為基礎主題的其中一個平行世界，那裏存在著各式各樣的門。
- 柏餅托比亞（カシワモチトピア，Kashiwamochitopia）

以柏餅為基礎主題的其中一個平行世界，那裡的生命頭頂上都會頂著一個柏餅。
- 復古托比亞（レトロトピア，Retorotopia）

以日本昭和年代為基礎主題的其中一個平行世界，由於復古托比亞科技水平與地球60、70年代相若，沒有機械人，所以居民對於機械人相當反感。
- 度假（バカンストピア，Bakansutopia）

以度假為基礎主題的其中一個平行世界，擁有陽光海灘，那裏的生命每天都過著度假生活。

### 全界托比亞（ゼンカイトピア，Zenkaitopia）[101]
本作中的主要舞台，五色田介人所在的世界。
另外，在全開者組成之前，這個世界並未有超級戰隊的存在。
最終界時與其他平行世界進行友善的交流。
- Colorful（カラフル，Colorful）

由介人的祖母·五色田八手所經營的一家零食點心店，其底下為五色田博士夫婦的研究室（同時為全開者的作戰基地）。

## 製作團隊

### 製作人員
- 原作 - 八手三郎
- Special Thanks - 石ノ森章太郎
- 製作人 - 
井上千尋（tv asahi）
白倉伸一郎・武部直美（東映）
矢田晃一・深田明宏（東映エージエンシー）
- 腳本 - 香村純子
- 監督 - 中澤祥次郎
- 音樂 - 渡邊宙明、大石憲一郎
- 動作監督 - 福澤博文
- 特撮監督 - 佛田洋（特撮研究所）
- 制作 - tv asahi、東映、東映エージエンシー

### 工作人員
- 攝影 - 上赤壽一
- 照明 - 堀直之
- 美術 - 岡村匡一
- 錄音 - 佐藤公章
- MA・選曲 - 宮葉勝行
- 編集 - 佐藤連
- スプリクター - 涉谷康子
- チーフ助監督 - 茶谷和行
- 制作擔當 - 石切山義貴、中島嘉隆
- ラインプロデューサー - 佐々木幸司
- 計測 - 佐藤真之
- 攝影助手 - 山田一都、加藤瞭一
- モニター担当 - 瀬尾幸夫
- Ultimatteオペレーター - 勝又章浩
- 照明助手 - 林大樹、堀本奈穂
- 錄音助手 - 相樂滋嵩
- 美術助手 - 安田菜々美
- 装置 - 紀和美建
- 装飾 - 鹽満義幸、山口康孝、淀名和祐介、大前瑠美（東京美工）、高津装飾美術
- セット付 - 古賀琢麻
- 衣裳 - 杉山敦子、神子島佑佳（東京衣裳）
- 介人衣裳デザイン - 村瀬昌広
- メイク - 室井彩世(サフェイスメイクオフィス)
- 操演 - 橋本一輝（ライズ）
- 助監督 - 吉田尅隻、塩川純平、田渕大倫、竹内祐一
- 原稿擔當 - 佐々木智章
- 絵コンテ - 田中浩二
- マットアート - 木村俊幸
- アシスタントマットペインター - 原滿陽子
- 造型 - レインボー造型企劃、前澤範、前澤まさる、吉川学
- キャラクター管理 - 佐藤藍(レインボー造型企画)、中村豊
- 進行主任 - 中保眞典、伊藤渉
- 制作進行 - 山崎敦貴、鈴置和己
- 音響效果 - 桑原秀綱（SoundRound）
- MAオペレーター - 錦織真里
- EED - 菊地光洋（東映デジタルラボ）
- EED助手 - 園山敦司（東映デジタルラボ）
- 技術運営 - 林和哉、川崎秀彦
- 仕上進行 - 行成杏奈
- 制作デスク - 高野葉月、中村光希
- 編成 - 芝高啓介
- デジタル展開 - 渕勇二、柳井寛史
- 宣傳 - 森千明
- インターネットデータ放送 - メディプレ
- AP - 磯田ゆう、瀧島南美、松浦大悟、小笠原栞菜
- 企劃協力 - 企劃者104
- 資料擔當 - 松井大、神内大輝
- サブタイトル題字 - 平原ようす
- デザイン協力 - プレックス
- キャラクターデザイン - K-SuKe、篠原保
- Live合成 - 小林真吾、市田俊介、石原翔太、貞木優子、山本直史、木村尚平、松田祥嗣（東映ツークン研究所）
- VPDアーティスト - 植松美咲(ヨコシネデジテック)
- スーパーバイザー - 八木明廣
- アセット作成 - アミネワークス
- Producer&Director - 大内勝憲

### 替身演員
- 全界凱撒：高田將司
- 全界侏羅：竹内康博
- 全界獅王：蔦宗正人
- 全界瑪吉納：下園愛弓
- 全界布魯恩：岡田和也
- 雙子凱撒：伊藤茂騎
- 崇帝示威座亞：神前元

## 播放列表
以下時間以當地時間（日本時間）為準：
| 日本首播   | 台灣首播香港首播     | 集數          | 標題漢譯                  | 登場惡徒（CV）& 幹部 | 導演       |
| ---------- | -------------------- | ------------- | ------------------------- | --- | ---------- |
| 2021/03/07 | 2022/06/172022/06/05 | 1             |                           | - 庫達伊塔（CV：石川英郎）、蕭徽勇（香港）、張至超（台灣） （クダイター，Kudaita） - 庫達伊特斯特（CV：小峰一己）、鄧志堅（香港）、張至超（台灣） （クダイテスト，Kudaitesuto） | 中澤祥次郎 |
| 2021/03/14 | 2022/06/242022/06/12 | 2             |                           | - 蘑菇惡徒（CV：鹿糠光明）、雷霆（香港）、張至超（台灣） （キノコワルド，Kinoko） - 大蘑菇惡徒 （ダイキノコワルド，Daikinoko） | 中澤祥次郎 |
| 2021/03/21 | 2022/07/012022/06/19 | 3             |                           | - 冰塊惡徒（CV：大畑伸太郎）、招世亮（香港）、張至超（台灣） （コオリワルド，Kori） - 大冰塊惡徒 （ダイコオリワルド，Daikori） | 田崎龍太   |
| 2021/03/28 | 2022/07/082022/06/26 | 4             |                           | - 拳擊惡徒（CV：真木駿一）、麥皓豐（香港）、張至超（台灣） （ボクシングワルド，Bokushingu） - 大拳擊惡徒 （ダイボクシングワルド，Daibokushingu） - 庫達伊特斯特 （クダイテスト，Kudaitesuto） | 田崎龍太   |
| 2021/04/04 | 2022/07/152022/07/03 | 5             |                           | - 壽司惡徒（CV：青山穣）、梁志達（香港）、張至超（台灣） （スシワルド，Sushi） - 大壽司惡徒 （ダイスシワルド，Daisushi） - 巴拉希塔拉 （バラシタラ，Barashitara） | 諸田敏     |
| 2021/04/11 | 2022/07/222022/07/10 | 6             |                           | - 垃圾惡徒（CV：姫野惠二）、李錦綸（香港）、張至超（台灣） （ゴミワルド，Gomi） - 大垃圾惡徒 （ダイゴミワルド，Daigomi） | 諸田敏     |
| 2021/04/18 | 2022/07/292022/07/17 | 7             |                           | - | 山口恭平   |
| 2021/04/25 | 2022/08/052022/07/24 | 8             |                           | - 門扉惡徒（CV：千葉翔也）、胡家豪（香港）、鈕凱暘（台灣） （ドアワルド，Doa） - 大門扉惡徒 （ダイドアワルド，Daidoa） | 山口恭平   |
| 2021/05/02 | 2022/08/122022/07/31 | 9             | 世界海賊愉快痛快！        | - 柏餅惡徒（CV：阿部敦）、關令翹（香港）、張至超（台灣） （カシワモチワルド，Kashiwamochi） - 大柏餅惡徒 （ダイカシワモチワルド，Daikashiwamochi） | 中澤祥次郎 |
| 2021/05/09 | 2022/08/192022/08/07 | 10            |                           | - 白天惡徒（CV：田丸篤志）、張方正（香港）、張至超（台灣） （マヒルワルド，Mahiru） - 大白天惡徒 （ダイマヒルワルド，Daimahiru ） | 中澤祥次郎 |
| 2021/05/16 | 2022/08/262022/08/14 | 11            |                           | - 捉迷藏惡徒（CV：寺島惇太）、黃啟昌（香港）、張至超（台灣） （オニゴッコワルド，Onigokko） - 大捉迷藏惡徒 （ダイオニゴッコワルド，Daionigokko） - 庫達伊特斯特 （クダイテスト，Kudaitesuto） | 田崎龍太   |
| 2021/05/23 | 2022/09/022022/08/21 | 12            |                           | - 蝸牛惡徒（CV：川津泰彦）、蕭徽勇（香港）、張至超（台灣） （カタツムリワルド，Katatsumuri） - 大蝸牛惡徒 （ダイカタツムリワルド，Daikatatsumuri） | 田崎龍太   |
| 2021/05/30 | 2022/09/092022/08/28 | 13            |                           | - 再利用惡徒（CV：石野龍三）、張錦江（香港）、張至超（台灣） （リサイクルワルド，Risaikuru） - 大再利用惡徒 （ダイリサイクルワルド，Dairisaikuru） - 再利用庫達庫 （リサイクルクダック，Risaikurukudakku） - 再利用戰隊大惡徒 （リサイクル戦隊ダイワルジャー，Risaikuru Sentai Daiwaruger）                                                                                  | 加藤弘之   |
| 2021/06/06 | 2022/09/162022/09/04 | 14            |                           | - 崇帝示威戰鬥機器人 （バトルシーザーロボ，Battle Caesar Robo） | 加藤弘之   |
| 2021/06/13 | 2022/09/232022/09/11 | 15            |                           | - 復古惡徒（CV：北澤洋）、張至超（台灣） （レトロワルド，Retoro） - 大復古惡徒 （ダイレトロワルド，Dairetoro） | 中澤祥次郎 |
| 2021/06/20 | 2022/09/302022/09/18 | 16            |                           | - 磁鐵惡徒（CV：中谷一博）、麥皓豐（香港）、張至超（台灣） （ジシャクワルド，Jishaku） - 大磁鐵惡徒 （ダイジシャクワルド，Daijishaku） | 中澤祥次郎 |
| 2021/06/27 | 2022/10/072022/09/25 | 17            |                           | - 透明惡徒（CV：伊藤健太郎）、李鎮然（香港）、張至超（台灣） （トウメイワルド，Tomei） - 大透明惡徒 （ダイトウメイワルド，Daitomei） | 山口恭平   |
| 2021/07/04 | 2022/10/142022/10/02 | 18            |                           | - 戀愛惡徒（CV：逢坂良太）、張至超（台灣） （レンアイワルド，Renai） - 大戀愛惡徒 （ダイレンアイワルド，Dairenai） | 山口恭平   |
| 2021/07/11 | 2022/10/212022/10/09 | 19            |                           | - 獨角仙惡徒（CV：近藤浩徳）、梁志達（香港）、張至超（台灣） （カブトムシワルド，Kabutomushi） - 大獨角仙惡徒 （ダイカブトムシワルド，Daikabutomushi） | 加藤弘之   |
| 2021/07/18 | 2022/10/282022/10/16 | 20            |                           | - 牛郎星惡徒（CV：保志總一朗）、徐偉翔（台灣） （ヒコボシワルド，Hikoboshi） - 大牛郎星惡徒 （ダイヒコボシワルド，Daihikoboshi） | 諸田敏     |
| 2021/08/01 | 2022/11/042022/10/23 | 21            |                           | - 複製惡徒（CV：福島潤）、胡家豪（香港）、張至超（台灣） （コピーワルド，Kopi） - 大複製惡徒 （ダイコピーワルド，Daikopi） | 加藤弘之   |
| 2021/08/08 | 2022/11/112022/10/30 | 22            |                           | - 鬥牛惡徒（CV：三宅健太）、張錦江（香港）、張至超（台灣） （トウギュウワルド，Tougyuu） - 大鬥牛惡徒 （ダイトウギュウワルド，Daitougyuu） - 戰鬥凱撒機器人2世 （バトルシーザーロボ2世，Battle Caesar Robo II） | 渡邊勝也   |
| 2021/08/15 | 2022/11/182022/11/06 | 23            | 三大合體 地球最大的戰鬥！ | - 戰鬥凱撒機器人2世 （バトルシーザーロボ2世，Battle Caesar Robo II） | 渡邊勝也   |
| 2021/08/22 | 2022/11/252022/11/13 | 24            |                           | - 度假惡徒（CV：八代拓）、張方正（香港）、張至超（台灣） （バカンスワルド，Bakansu） - 大度假惡徒 （ダイバカンスワルド，Daibakansu） | 山口恭平   |
| 2021/08/29 | 2022/12/022022/11/20 | 25            |                           | - 日晷惡徒（CV：鳥海浩輔）、蘇強文（香港）、張至超（台灣） （ヒドケイワルド，Hidokei） | 山口恭平   |
| 2021/09/05 | 2022/12/092022/11/27 | 26            |                           | - 暗黑侏儸獅王 （ブラックジュラガオーン，BLACK JURAGAON） | 中澤祥次郎 |
| 2021/09/12 | 2022/12/162022/12/04 | 27            |                           | - 暗黑侏儸獅王 （ブラックジュラガオーン，BLACK JURAGAON） | 中澤祥次郎 |
| 2021/09/19 | 2022/12/232022/12/11 | 28            |                           | - 漫畫惡徒（CV：野津山幸宏）、李安邦（香港）、張至超（台灣 （マンガワルド，Manga） - 大漫畫惡徒 （ダイマンガワルド，Daimanga） | 加藤弘之   |
| 2021/09/26 | 2022/12/302022/12/18 | 29            | [ 112 ]                   | - 網球惡徒（CV：駒田航）、張至超（台灣 （テニスワルド，Tenisu） - 大網球惡徒 （ダイテニスワルド，Daitenisu） | 加藤弘之   |
| 2021/10/03 | 2023/01/062023/01/01 | 30            |                           | - 柿子惡徒（CV：鈴木千尋）、陳耀楠（香港）、徐偉翔（台灣） （ホシガキワルド，Hoshigaki） - 大柿子惡徒 （ダイカキワルド，Daikaki） | 渡邊勝也   |
| 2021/10/10 | 2023/01/132023/01/08 | 31            |                           | - 牛奶惡徒（CV：新祐樹）、李錦綸（香港）、張立昂（台灣） （ギュウニュウワルド，Gyuunyuu） - 大牛奶惡徒 （ダイギュウニュウワルド，Daigyuunyuu） - 新庫達伊特斯特 （ニュークダイテスト，Nyukudaitesuto） | 渡邊勝也   |
| 2021/10/17 | 2023/01/272023/01/15 | 32            | [ 115 ]                   | - 顛倒惡徒（CV：興津和幸）、張立昂（台灣） （サカサマワルド，Sakasama） - 大顛倒惡徒 （ダイサカサマワルド，Daisakasama） | 山口恭平   |
| 2021/10/24 | 2023/02/032023/01/29 | 33            | [ 117 ]                   | - 學園惡徒（CV：浦山迅）、陳欣（香港）、張立昂（台灣） （ガクエンワルド，Gakuen） - 大學園惡徒 （ダイガクエンワルド，Daigakuen） | 山口恭平   |
| 2021/10/31 | 2023/02/102023/02/05 | 34            |                           | - 萬聖節惡徒（CV：松本保典）、雷霆（香港）、張立昂（台灣） （ハロウィンワルド，Haroin） - 大萬聖節惡徒 （ダイハロウィンワルド，Daiharoin） | 中澤祥次郎 |
| 2021/11/14 | 2023/02/172023/02/12 | 35            | [ 119 ]                   | - 鑽石惡徒（CV：勝杏里）、張立昂（台灣） （ダイヤワルド，Daiya） - 大鑽石惡徒 （ダイダイヤワルド，Daidaiya） | 中澤祥次郎 |
| 2021/11/21 | 2023/02/242023/02/19 | 36            |                           | - 驚嚇盒惡徒（CV：白鳥哲）、李致林（香港）、喬資淯（台灣） （ビックリバコワルド，Bikkuribako） - 大驚嚇盒惡徒 （ダイビックリバコワルド，Daibikkuribako） | 加藤弘之   |
| 2021/11/28 | 2023/03/032023/02/26 | 37            |                           | - 蘿蔔惡徒（CV：村岡弘之）、梁志達（香港）、張至超（台灣） （ダイコンワルド，Daikon） - 大蘿蔔惡徒 （ダイダイコンワルド，Daidaikon） | 加藤弘之   |
| 2021/12/05 | 2023/03/102023/03/12 | 38            |                           | - 盂蘭惡徒（CV：前野智昭）、蕭徽勇（香港）、張立昂（台灣） （ボンワルド，Bon） - 新年惡徒（CV：濱健人）、胡家豪（香港）、張至超（台灣） （ショウガツワルド，Shougatsu） - 大盂蘭惡徒 （ダイボンワルド，Daibon） | 渡邊勝也   |
| 2021/12/12 | 2023/03/172023/03/19 | 39            |                           | - 新年惡徒 （CV：濱健人）、胡家豪（香港）、張立昂（台灣） （ショウガツワルド，Shougatsu） - 大新年惡徒 （ダイショウガツワルド，Daishougatsu） - 戰鬥凱撒機器人3世 （バトルシーザーロボ3世，Battle Caesar Robo III） | 渡邊勝也   |
| 2021/12/19 | 2023/03/242023/03/26 | 40            |                           | - 破壞凱撒 （ハカイザー，Hakaizer） - 破壞獸王 （ハカイジュウオー，Hakaijyuoh） | 渡邊勝也   |
| 2021/12/26 | 2023/03/312023/04/02 | 41            |                           | - 麵條惡徒（CV：小伏伸之）、李錦綸（香港）、張至超（台灣） （メンワルド，Men） - 大麵條惡徒 （ダイメンワルド，Daimen） | 田崎龍太   |
| 2022/01/09 | 2023/04/072023/04/09 | 42            |                           | - 暖爐桌惡徒（CV：平川大輔）、黃啟昌（香港）、張至超（台灣） （コタツワルド，Kotatsu） - 大暖爐桌惡徒 （ダイコタツワルド，Daikotatsu） | 田崎龍太   |
| 2022/01/16 | 2023/04/142023/04/16 | 43            |                           | - 迎風面惡徒（CV：檜山修之）、張立昂（台灣） （ムカイカゼワルド，Mukaikaze） - 大迎風面惡徒 （ダイムカイカゼワルド，Daimukaikaze） | 山口恭平   |
| 2022/01/23 | 2023/04/212023/04/23 | 44            | SD=+                      | - SD惡徒（CV：內田直哉）、張錦江（香港）、張至超（台灣） （SDワルド，SD） - 大SD惡徒 （ダイSDワルド，DaiSD） | 山口恭平   |
| 2022/01/30 | 2023/04/282023/04/30 | 45            |                           | - 籤詩惡徒（CV：阪口大助）、張立昂（台灣） （オミクジワルド，Omikuji） - 大籤詩惡徒 （ダイオミクジワルド，Daiomikuji） | 加藤弘之   |
| 2022/02/06 | 2023/05/052023/05/07 | 46            |                           | - 胡蘿蔔惡徒（CV：駒東寬之）、張至超（台灣） （ニンジンワルド，Ninjin） - 大胡蘿蔔惡徒 （ダイニンジンワルド，Daininjin） - 藍寶石惡徒（CV：吉田拓真）、張立昂（台灣） （サファイアワルド，Safaia） - 大藍寶石惡徒 （ダイサファイアワルド，Daisafaia） - 蝙蝠惡徒（CV：櫻井慎二朗）、張立昂（台灣） （コウモリワルド，Komori） - 大蝙蝠惡徒 （ダイコウモリワルド，Daikomori） | 加藤弘之   |
| 2022/02/13 | 2023/05/122023/05/14 | 47            |                           | - 巴拉希塔拉 （バラシタラ，Barashitara） - 伊吉魯迪 （イジルデ，Ijirude） - 伊吉魯迪破壞者四世 （イジルデストロイヤー4世，Ijirudestroyer IV） | 中澤祥次郎 |
| 2022/02/20 | 2023/05/192023/05/21 | 48            | 天網恢恢，王朝崩壞！      | - 蓋蓋 （ゲゲ，GeGe） - 巴拉希塔拉 （バラシタラ，Barashitara） - 波可瓦烏斯 （ボッコワウス，Bokkowausu） | 中澤祥次郎 |
| 2022/02/27 | 2023/05/262023/05/28 | 49 （最終界） | 我的世界，大家的世界      | - | 中澤祥次郎 |

- 除了第20界和第25界外，其餘集數的編劇皆為香村純子；第20界的編劇則為毛利亘宏；第25界的編劇則為八手三郎[124]。

## 音樂

### 主題曲
- 『全力全開！ゼンカイジャー』 「全力全開！全開者」

作詞：杉山昭彥（マイクスギヤマ）
作曲、編曲：園田健太郎
演唱：鶴野剛士
和聲：言之美兒童合唱團（ことのみ児童合唱団）
編舞：彩木映利（彩木エリ）

### 插曲
- 『全界合体！ジュラガオーン』「全界合體！侏羅牙昂」（第2界）

作詞：杉山昭彥
作曲：渡邊宙明
編曲：大石憲一郎
演唱：佐佐木功、堀江美都子
- 『コンビネイション！ブルマジーン』「組合！布魯魔法神」（第4界）

作詞：杉山昭彥
作曲、編曲：大石憲一郎
演唱：PSYCHIC LOVER、五條真由美 
- 『界賊の唄』「界賊之歌」（第8界，第25界）

作詞：香村純子、杉山昭彦
作曲：小杉保夫
編曲：大石憲一郎
演唱：增子敦貴
- 『界賊オペレイション！ツーカイオー 』「界賊作戰！痛快王」（第12界 - 第13界，第43界）

作詞：杉山昭彥
作曲：高取秀明
編曲：籠島裕昌
演唱：高取秀明
演奏：ZETKI
- 『POWER UP！スーパーゼンカイザー 』「力量強化！超級全開凱撒」（第19界）

作詞：杉山昭彥
作曲、編曲：大石憲一郎
演唱：高橋秀幸
- 『チェンジ全開！ゼンカイジャー』「變身全開！全開者」（第25界）

作詞：杉山昭彥
作曲、編曲：大石憲一郎
演唱：伊勢大貴
- 『5 together! ゼンカイジャー』「5一起！全開者」（第28界）

作詞：杉山昭彥
作曲：山田信夫
演唱：鶴野剛士
和聲：山田信夫
- 『Let’s go！スーパーツーカイザー 』「出發吧！超級痛快凱撒」

作詞：杉山昭彥
作曲、編曲：持田裕輔
演唱：松原剛志
- 『NEVER GIVE UP！スーパーゼンカイオージュラン 』「永不言棄！超級全界王侏蘭」

作詞：杉山昭彥
作曲、編曲：大石憲一郎
演唱：山形幸生
- 『二刀流！スーパーツーカイオー』「二刀流！超級痛快王」

作詞：杉山昭彥
作曲：高取秀明
編曲：籠島裕昌
演唱：富田伊知郎
演奏：ZETKI
- 『超全界合体！ゼンカイジュウオー』「超全界合體！全開獸王」（第38界）

作詞：杉山昭彥
作曲、編曲：岩崎貴文
演唱：遠藤正明
- 『HEROES, BE AMBITIOUS !』（第39界）

作詞：杉山昭彥
作曲：池毅
編曲：大石憲一郎
演唱：影山浩宣、五條真由美
- 『ダイヤル回せ！ゼンリョクゼンカイオー 』「轉動轉盤！全力全開王」（第40界）

作詞：杉山昭彥
作曲：渡邊宙明
編曲：大石憲一郎
演唱：串田晃
- 『STACY THOUGHT』（第45界）

作詞：杉山昭彥
作曲、編曲：YOFFY
演唱：世古口凌

## 其他相關媒體

### 劇場版
- 《機界戰隊全開者 THE MOVIE 赤色戰鬥！全戰隊大集會！！》

本作在電視本篇播放前的劇場版，同時也是本作的獨立劇場版，時間點位於本篇第6-7話之間。日本於2021年2月20日上映。
- 《假面騎士聖刃 + 機界戰隊全開者 超級英雄戰記》

本作和《假面騎士聖刃》的聯動劇場版，日本於2021年7月22日上映。
- 《機界戰隊全開者VS煌輝者VS前輩者》

本作和《魔進戰隊煌輝者》的聯動劇場版，同時也是本作第一部的VS劇場版，日本於2022年4月29日上映。
- 《暴太郎戰隊Don BrothersVS全開者》

本作和《暴太郎戰隊Don Brothers》的聯動劇場版，同時也是本作第二部的VS劇場版，日本於2023年5月3日上映。

### 網路動畫（WEB動画）
- 《『機界戰隊全開者 秘密全開檔案』》

（原題：
| 話數 | 日文標題                                                     | 中文標題                            | 登場人物                                                              | 登場惡徒 | 配信日期      |
| ---- | ------------------------------------------------------------ | ----------------------------------- | --------------------------------------------------------------------- | --- | ------------- |
| 其1  | キミもチェンジ全開！                                         | 你也變身全開！                      | 五色田介人 侏蘭                                                       | - | 2021年 3月8日 |
| 其2  | 全界合体！ジュラガオーン！                                   | 全界合體！侏羅牙昂！                | 五色田介人 侏蘭 牙昂 瑪吉納 布鲁恩                                    | 踢拳惡徒 （キックボクシングワルド，Kikkubokushingu） 大踢拳惡徒 （ダイキックボクシングワルド，Daikikkubokushingu） | 3月19日       |
| 其3  | いくぜ！ゼンカイコンビネーション！                           | 上吧！全界合體！                    | 五色田介人 侏蘭 牙昂 瑪吉納 布鲁恩                                    | 壓床惡徒 （プレスキワルド，Puresuki） 大壓床惡徒 （ダイプレスキワルド，Daipuresuki）                               | 3月28日       |
| 其4  | ツーカイにチェンジ！ツーカイザー！                           | 痛快變身！痛快凱撒！                | 佐克斯·戈爾德茨卡 菲林特·戈爾德茨卡 卡塔那·戈爾德茨卡 力奇·戈爾德茨卡 | 太陽惡徒 （タイヨウワルド，Taiyo） 櫻餅惡徒 （サクラモチワルド，Sakuramochi）                                      | 4月25日       |
| 其5  | 最強！ゼンカイジュウオー！スーパーにヨホホーイ！ゼンカーイ！ | 最强！全界獸王！超級YoHoHoi! 全開！ | 五色田介人 侏蘭 牙昂 瑪吉納 布鲁恩 小赤 佐克斯·戈爾德茨卡             | 怪盜惡徒 （カイトウワルド，Kaitou） 大怪盜惡徒 （ダイカイトウワルド，Daikaitou）                                   | 8月1日        |

### 映像商品

#### 外傳
- 《『機界戰隊全開者』 外傳 全界紅大介紹！》


TELASA所配信的本作外傳作品，緊接於本作第一部劇場版之後。
| 話數    | 日文標題                      | 中文標題                 | 配信日期       |
| ------- | ----------------------------- | ------------------------ | -------------- |
| 初界!   | 赤い挑戦!ゼンカイジャー全壊?! | 赤色挑戰！全界者全壞？！ | 2021年 3月21日 |
| 最終界! | 白い逆襲!ゼンカイジャー全快!! | 白色逆襲！全界者全快！！ | 3月28日        |

- 《痛快凱撒×豪快者 ~六月的新娘是狸貓味~》

本作為與《海賊戰隊豪快者》的聯動外傳，於2022年6月5日放送。佐克斯·戈爾德茨卡、芙琳特·戈爾德茨卡於本作登場。

## 超級英雄時間相關條目
- 2021春《假面騎士聖刃》（第25-47集）
- 2021秋《假面騎士REVICE》（第1-24集）

## 海外播放

### 香港
香港無綫翡翠台曾於2022年6月5日至2023年5月28日期間每週日上午9時30分以雙語廣播播放粵語配音版和日語版，其中粵語配音版配上繁體中文字幕經myTV SUPER網上直播及節目重溫，而網上直播及節目重溫則與電視播放版本同為雙語廣播，並加上可選繁體中文字幕。本作於香港播放時，是繼《武侍戰隊》後，第二部會連帶下集預告的戰隊，亦成為首支「完全一刀不剪」的戰隊。同時本作是無綫電視所播放的最後一部劇集。從《暴太郎戰隊Don Brothers》起改由ViuTV接手播放《超級戰隊系列》作品。
| 香港 無綫翡翠台 星期日 09:30 - 10:00 | 香港 無綫翡翠台 星期日 09:30 - 10:00    | 香港 無綫翡翠台 星期日 09:30 - 10:00 |
| ------------------------------------ | --------------------------------------- | ------------------------------------ |
|                                      | 機界戰隊 （2022年6月5日-2023年5月28日） |                                      |
| 麵包超人                             | 新貓狗寵物街                            |                                      |

### 台灣
台灣東森幼幼台曾於2022年6月17日至2023年5月26日期間每週五下午5時30分首播國語配音版，並於隔天下午4時30分重播。另外自2022年7月29日至2023年6月30日期間，網絡播放平台中華電信MOD以及Hami Video亦於每週五深夜12時發佈一集；而東森幼幼台YouTube頻道亦在2023年10月23日至12月28日期間於每週一至五下午3時發佈一集。
| 台灣 東森幼幼台 星期五 17:30 - 18:00 | 台灣 東森幼幼台 星期五 17:30 - 18:00           | 台灣 東森幼幼台 星期五 17:30 - 18:00 |
| ------------------------------------ | ---------------------------------------------- | ------------------------------------ |
|                                      | 機界戰隊全開者 （2022年6月17日-2023年5月26日） |                                      |
| 妙妙犬布麗                           | 妙妙犬布麗                                     |                                      |

## 外部連結
- 《機界戰隊全開者》朝日官網 （页面存档备份，存于）（日語）
- 《機界戰隊全開者》東映官網 （页面存档备份，存于）（日語）
- 《超級戰隊系列》萬代官網 （页面存档备份，存于）（日語）
- 《機界戰隊全開者》Twitter （页面存档备份，存于）（日語）